# San Jorge (Pamplona)

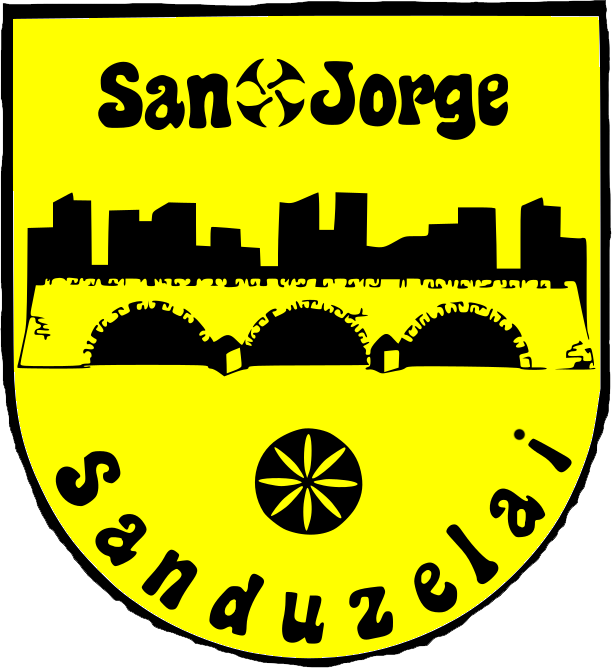
Escudo de San Jorge.

San Jorge (en euskera Sanduzelai) es un barrio de Pamplona, Comunidad Foral de Navarra, España, situado en el noroeste de la ciudad.
Existen noticias de poblamiento de una zona próxima desde la Edad de bronce final -más concretamente en el área de Soltxate o colina de Santa Lucía-. Posteriormente, desde la Edad Media, hubo un poblamiento discreto de lo que hoy se conoce como San Jorge, que se agrupaba en tres pequeños núcleos: uno cercano al actual puente de Cuatro Vientos, otro junto a lo que hoy es el centro de salud y un tercero junto al Puente de Miluze. Durante mucho tiempo estos núcleos se consideraban pertenecientes a otro barrio pamplonés: el de la Rochapea. Sin embargo, fue a partir de los años sesenta del siglo XX cuando se puede hablar de la formación del barrio de San Jorge propiamente dicho. Desde la construcción de los primeros grandes bloques en la década de los 60 hasta la actualidad, el barrio ha disfrutado de un sustancial lavado de cara.

## Topónimo
En palabras del filólogo Mikel Belasko, existió en Pamplona un término llamado Sandua o Zandua, nombre vasco que en castellano traduciríamos como «El santo» o «La santa». No se ha podido precisar a qué santo o santa estaba dedicada la ermita que se levantaba desde antiguo en este término, no lejos de la actual estación de ferrocarril y de las orillas del río Arga. Sólo a partir del siglo XVI aparecen las primeras menciones a San Jorge, a quien se dedicó la antigua ermita, quizá con motivo de las plagas que asolaron los campos de la ciudad. Más tarde, como ocurrió en otros lugares de Navarra, el nombre del santo fue desplazando al nombre antiguo hasta que este fue paulatinamente olvidado. Ahora bien, este proceso no debe ser entendido como un proceso de pérdida del euskera frente al castellano. San Jorge fue un nombre moderno, pero moderno para vascohablantes y castellanohablantes, que sustituyó al nombre antiguo Sandua. Es muy interesante el topónimo Sanjorgeondoa «junto a San Jorge» nombre que en 1778 nombraba a la zona más próxima al río y a la ermita y que es una prueba manifiesta de que el nombre fue utilizado por los vascohablantes pamploneses.
Asimismo, Belasko defiende que durante los últimos años se ha intentado fomentar en euskera el uso de Sanduzelai, «llano o explanada de Sandua», como nombre euskérico del barrio -de hecho es la denominación vasca asumida por el vecindario-, pero que sin embargo, tras el estudio de la documentación antigua, se aprecia que la relación entre ambos nombres no es tan clara como se pretende, ya que resulta difícil precisar la ubicación de nombres como Sandua, Sandubizkar («loma de Sandua»), Sanduzelai, San Jorge, Sanjorgeondoa, Playa de San Jorge... ya que todos ellos designaban parajes más o menos extensos dentro de lo que hoy abarca el barrio de San Jorge. No obstante, Sanduzelai es la denominación oficial utilizada por el Ayuntamiento de Pamplona cuando se refiere a este barrio en lengua vasca.
Jimeno Jurio documenta el término sanduzelay desde el siglo xvi, con relación tanto con la ermita de Santa Lucía, como de San Macay y de San Jorge. Se trata de un término vasco formado por sandua, el santo, y zelai, llanura.

## Geografía

### Situación
El barrio de San Jorge se encuentra en el noroeste de Pamplona. Se trata de un espacio situado en una llanura en ligera pendiente que presenta un aspecto altamente urbanizado y que queda «encajonado» entre las vías del tren al norte, el Río Arga al sur, el puente de Miluze al oeste y el cruce de Cuatrovientos al este. Su término limita por el norte con el barrio de Buztintxuri y la unidad integrada de Santa Lucía, por el sur con las unidades integradas de Trinitarios y Berichitos y con el barrio de San Juan, por el este con el barrio de la Rochapea) y por el oeste con la unidad integrada (polígono) de Landaben.
| Noroeste: Pamplona (Unidad integrada de Santa Lucía) | Norte: Pamplona (Barrio de Buztintxuri-Euntzetxiki) | Noreste: Pamplona (Barrio de Buztintxuri-Euntzetxiki) |
| Oeste: Pamplona (Unidad integrada de Landaben)       |                                                     | Este: Pamplona (Barrio de la Rochapea)                |
| Suroeste Pamplona (Unidad integrada de Berichitos)   | Sur: Pamplona (Barrio de San Juan)                  | Sureste: Pamplona (Unidad integrada de Trinitarios)   |

### Relieve e hidrografía
El terreno de la zona está claramente diferenciado en dos áreas: por un lado, al norte del barrio, la que comprende los promontorios de Soltxategaña o Alto de Soltxate (463 m) -frente a Mendikurru de Orkoien y al puente de Milutze; en su vertiente occidental está el llamado Poblado de Santa Lucía-, y el Alto de Santa Lucía (469) -situado al este de Soltxate y al noroeste de la estación del ferrocarril, entre la Variante (E) y el camino a la Borda y Loza (S). En su parte más alta, dominando la comarca, estuvo [el poblado de la Edad del Bronce y hierro y] la ermita de la virgen y mártir-. Por otro, la parte sur, el área que comprende propiamente al barrio de San Jorge, que constituye una llanura que desciende suavemente hasta el río Arga. En la primera parte mencionada, hoy día la macrocárcel de Pamplona, Centro Penitenciario Pamplona I, ocupa 75 530 m² de estos terrenos. Las laderas del monte más próximas a la localidad, estuvieron en antaño cultivadas de viñas. La zona llana, en otros tiempos y como era habitual en tantos lugares de la Cuenca, ha sido denominada coloquialmente como Zelaia o Playa. Esta llanura que solía dedicarse al cultivo de cereal, actualmente está casi totalmente urbanizada, tanto a un lado de la vía férrea con la Agrupación de Huertas Las Layas, como al otro lado de la misma, donde se extiende el barrio con sus viviendas y dotaciones (unos 0,664 km²). Asimismo, todo el sur del barrio lo delimita el curso del río Arga.

### Geología
El terreno que abarca el barrio de San Jorge se asienta fundamentalmente sobre las típicas terrazas escalonadas del río Arga. Estas terrazas formadas por conglomerados de cantos rodados denotan su origen fluvial. La formación de terrazas corresponde a la era Cuaternaria, donde estos sedimentos descansan discordantemente sobre las margas grises biarritzienses (aquí llamadas «tufa»), que corresponden al Eoceno medio de la Era Terciaria. En la zona de San Jorge son apreciables materiales pertenecientes a estos dos períodos geológicos: el suelo de la zona de la colina de Soltxate-Santa Lucía está formado en su mayoría por margas del terciario marino -bartoniense-; mientras que el de la parte más llana -sobre la que se extiende propiamente San Jorge- está compuesto por terrazas de la Era Cuaternaria, en su inmensa mayoría terrazas del Holoceno que en los márgenes del río pasan a ser gravas, arenas y limos. Estas consideraciones de tipo geológico son fundamentales para definir el suelo de San Jorge como suelo alóctono, es decir, suelo formado a partir de los conglomerados cuaternarios, no de roca madre, tufa, autóctona.

### Clima

Climograma de la Cuenca de Pamplona (Aeropuerto).

El área donde está enclavado el barrio está situado en una zona de transición entre el clima Atlántico caracterizado por se cálido y húmedo y el mediterráneo caracterizado por ser seco y cálido. Además el clima de la zona tiene características propias del continental (temperaturas extremas no suavizadas por el mar). En su conjunto se podría definir al clima como submediterráneo. Se caracteriza por ser templado-frío, lleno de contrastes y varía de un año a otro. En general es un clima agradable, aunque se pueden registrar temperaturas superiores a los 35 grados en julio y agosto e inferiores a los 0 grados en enero.
La temperatura media anual de la ciudad es de 12,4 grados. Los cambios de invierno a primavera y de verano a otoño no son progresivos, sino bruscos. La media de las máximas es de 27,1 grados en agosto, el mes más cálido; la media de las mínimas es de 1,1 grados en enero, el mes más frío.
El total de las precipitaciones a lo largo del año ronda los 800 litros por metro cuadrado. Anualmente llueve en torno a 130 días, que se concentran sobre todo en invierno. El mes con más precipitaciones es diciembre, mientras que los más secos son julio y agosto. Además, entre noviembre y marzo hay una media de 40 días de helada, distribuidos sobre todo en diciembre, enero y febrero.
El cielo de Pamplona presenta abundante nubosidad, de manera que al año tiene una media de 300 días nuboso y cubiertos. El mayor número de días despejados corresponde a los meses de julio y agosto, con ocho días cada uno, mientras que en diciembre la media es de solo 2 días despejados. El número medio de horas de sol está entre 1800 y 2000 horas al año. El viento norte y el bochorno (viento sur) son los vientos propios de la zona. En lo que se refiere a la velocidad, aunque predominan las jornadas de vientos débiles y en calma, hay días en que pueden alcanzar rachas importantes.
| Registros históricos del observatorio del Aeropuerto de Pamplona (1971-2000) | Registros históricos del observatorio del Aeropuerto de Pamplona (1971-2000) | Registros históricos del observatorio del Aeropuerto de Pamplona (1971-2000) | Registros históricos del observatorio del Aeropuerto de Pamplona (1971-2000) | Registros históricos del observatorio del Aeropuerto de Pamplona (1971-2000) | Registros históricos del observatorio del Aeropuerto de Pamplona (1971-2000) | Registros históricos del observatorio del Aeropuerto de Pamplona (1971-2000) | Registros históricos del observatorio del Aeropuerto de Pamplona (1971-2000) | Registros históricos del observatorio del Aeropuerto de Pamplona (1971-2000) | Registros históricos del observatorio del Aeropuerto de Pamplona (1971-2000) | Registros históricos del observatorio del Aeropuerto de Pamplona (1971-2000) | Registros históricos del observatorio del Aeropuerto de Pamplona (1971-2000) | Registros históricos del observatorio del Aeropuerto de Pamplona (1971-2000) | Registros históricos del observatorio del Aeropuerto de Pamplona (1971-2000) |
| 1975-2000                                                                    | Ene                                                                          | Feb                                                                          | Mar                                                                          | Abr                                                                          | May                                                                          | Jun                                                                          | Jul                                                                          | Ago                                                                          | Sep                                                                          | Oct                                                                          | Nov                                                                          | Dic                                                                          | Año                                                                          |
| ---------------------------------------------------------------------------- | ---------------------------------------------------------------------------- | ---------------------------------------------------------------------------- | ---------------------------------------------------------------------------- | ---------------------------------------------------------------------------- | ---------------------------------------------------------------------------- | ---------------------------------------------------------------------------- | ---------------------------------------------------------------------------- | ---------------------------------------------------------------------------- | ---------------------------------------------------------------------------- | ---------------------------------------------------------------------------- | ---------------------------------------------------------------------------- | ---------------------------------------------------------------------------- | ---------------------------------------------------------------------------- |
| Temperatura media (°C)                                                       | 5,0                                                                          | 6,5                                                                          | 8,6                                                                          | 10,2                                                                         | 14,0                                                                         | 17,5                                                                         | 20,7                                                                         | 20,9                                                                         | 18,0                                                                         | 13,6                                                                         | 8,6                                                                          | 6,0                                                                          | 12,5                                                                         |
| Temperatura máxima media (°C)                                                | 8,9                                                                          | 11,1                                                                         | 14,0                                                                         | 15,5                                                                         | 19,8                                                                         | 23,9                                                                         | 27,6                                                                         | 27,8                                                                         | 24,4                                                                         | 18,7                                                                         | 12,8                                                                         | 9,7                                                                          | 17,8                                                                         |
| Temperatura mínima media (°C)                                                | 1,2                                                                          | 1,9                                                                          | 3,3                                                                          | 4,9                                                                          | 8,2                                                                          | 11,2                                                                         | 13,7                                                                         | 14,0                                                                         | 11,7                                                                         | 8,4                                                                          | 4,3                                                                          | 2,4                                                                          | 7,1                                                                          |
| Precipitación (mm)                                                           | 63                                                                           | 52                                                                           | 52                                                                           | 77                                                                           | 74                                                                           | 47                                                                           | 40                                                                           | 43                                                                           | 43                                                                           | 74                                                                           | 80                                                                           | 75                                                                           | 721                                                                          |

En el observatorio de Pamplona, los valores de temperatura y precipitación extremos fueron registrados entre 1885 y 1931:
| Concepto                              | Valor numérico | Fecha                   |
| ------------------------------------- | -------------- | ----------------------- |
| Precipitación máxima en un día (l/m²) | 180 l/m²       | 8 de septiembre de 1928 |
| Temperatura máxima absoluta (°C)      | 39,0 °C        | 12 de julio de 1931     |
| Temperatura mínima absoluta (°C)      | -18,0 °C       | 20 de enero de 1885     |

En el observatorio de Pamplona-Aeropuerto, muy cercano al barrio, los valores extremos de temperatura fueron registrados el 8 de julio de 1982 (+41,2 °C) y el 12 de enero de 1985 (-16,2 °C). La máxima precipitación en un día registrada alcanzó los 107,4 l/m² el 9 de octubre de 1979.

## Flora y fauna
Flora

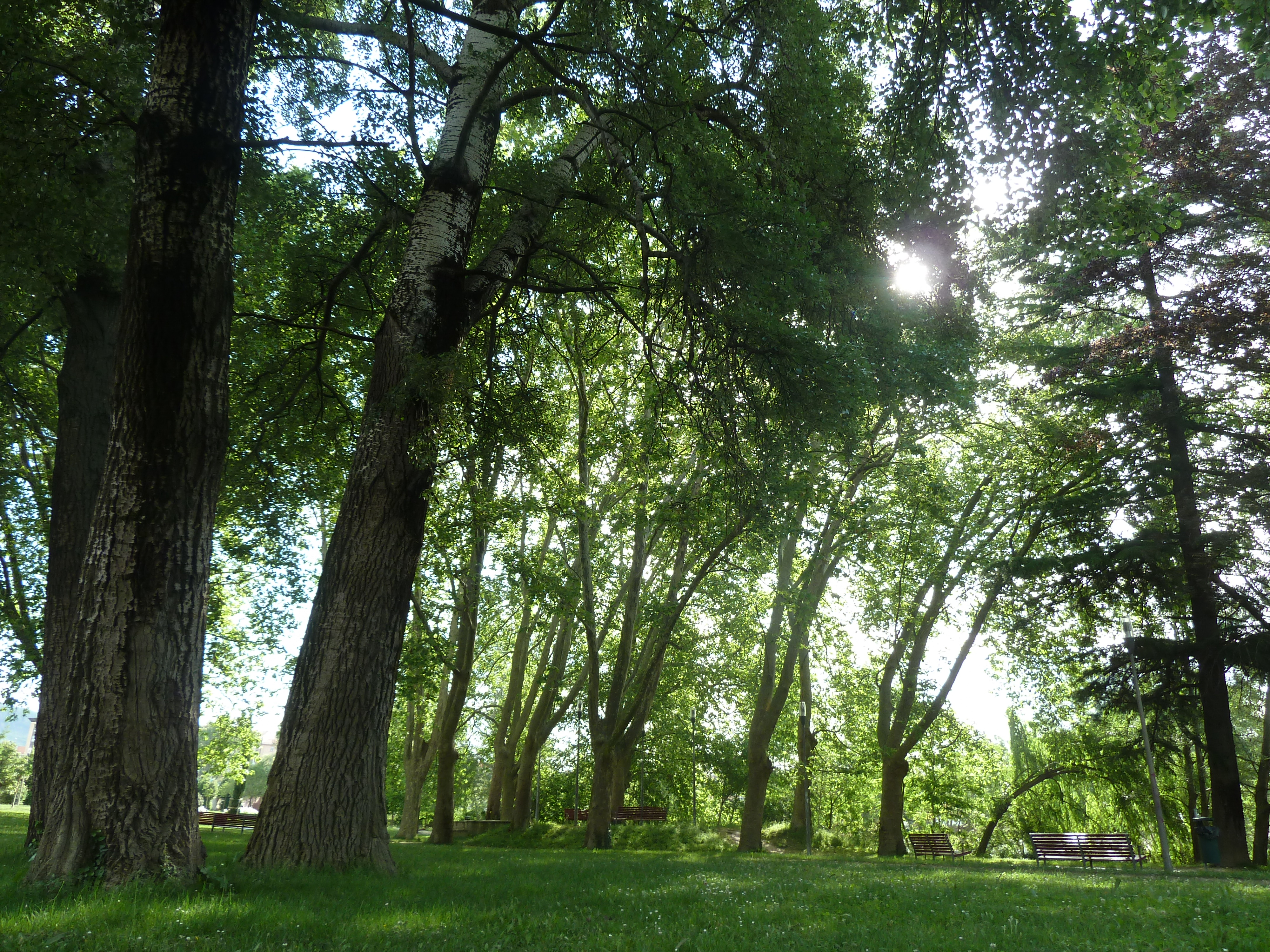
Jardín de Eugui.

Biogeográficamente Pamplona se encuentra en el distrito Navarro-Alavés de la provincia Atlántico europea, en la Región Eurosiberiana. Respecto al bioclima toda su comarca pertenece al piso bioclimático subtemplado inferior de ombroclima húmedo donde la vegetación potencial corresponde al robledal de Quercus pubescens, sobre todo en forma de series de transición entre el hayedo y el robledal de Quercus pyrenaica. Sin embargo, el paisaje ha sufrido grandes alteraciones debido a la acción humana (antropismo), y sobre todo a la acción militar: entre los siglos XVI y XIX todo edificio o árbol de cierto porte fue eliminado en un radio de 1-1'5 km del núcleo de Pamplona. Esto alteró profundamente la fisonomía de, entre otros, el territorio que hoy abarca San Jorge. Sin embargo, desde el siglo XX la política respecto a los árboles cambió y a partir de entonces se ha venido mostrando una gran sensibilidad. Hoy la mayor parte de las zonas limítrofes no urbanizadas están formadas por matorrales y pastizales. En 2012 la ocupación del suelo no urbanizado se destinaba principalmente a herbáceos de secano, herbáceos de regadío y forestal no arbolado. En la zona de Santa Lucía los hábitat naturales dominantes son claramente los pastizales -lastón, dactilo o bromo- separados entre sí y de los campos de cultivo del entorno por orlas arbustivas donde destacan los olmos de porte arbustivo. En esta zona se han contabilizado 44 especies diferentes de plantas silvestres. Así mismo, en la zona de Miluze encontramos un bosquete de olmos pero con especies arbóreas exóticas plantadas. Hay 8 especies de plantas silvestres, de las que destaca el predominio de la hiedra (Hedera helix), la cual tapiza gran parte del suelo y crece por los troncos de los árboles. De igual modo, las orillas del río presentan abundantes zonas arbóreas. De entre estos ejemplares cabe citar por singulares o viejos los plátanos, magnolios, hayas, tilos y saúcos existentes en el jardín de Eugui o los plátanos, robles, tilos, olmos y fresnos de la zona de Miluze -el cementerio cercano también alberga joyas como los tejos, secuoyas, cipreses o cedros.
Fauna

Dentro de la fauna que se puede encontrar en la zona de San Jorge, destaca el número de especies de aves. Dicho número varía según el período en el que nos encontremos -presencia invernal o estival-, ya que muchas de estas aves pertenecen a especies migratorias. Asimismo, también varía ostensiblemente el número y tipo de aves «vecinas» del barrio dependiendo de los distintos y variados hábitats que presenta la zona de San Jorge. Por lo general, la mayor cantidad de especies vive en los aledaños del río Arga, tanto en sus orillas como en la zona de Miluze; mientras que la zona de Santa Lucía también presenta cierta variedad de especies. Entre estas aves podemos encontrar distintos tipos de patos, palomas, lavanderas, gorriones, picos, alondras, cernícalos, zorzales, estorninos, currucas, etc. En total se han detectado casi 70 especies distintas de aves. En cuanto a los anfibios y reptiles, la sustitución de los matorrales originales por campos de cereal en muchos de los enclaves de Pamplona, resultó determinante para la disminución de la riqueza específica. Éste ha sido el caso para enclaves tales como Santa Lucía, donde apenas se contabilizó una especie de herpetos -Tritón palmeado-. Por su parte, como ocurre con los otros ríos de Pamplona, el cauce y las orillas del Arga apenas resultan atractivos en sus condiciones actuales para los anfibios. Aun siendo el más importante de todos por su extensión y caudal, y acogiendo las masas forestales de vegetación ribereña más importante, apenas encontramos especies como la Lagartija ibérica, el Sapo partero común y la Rana verde. 

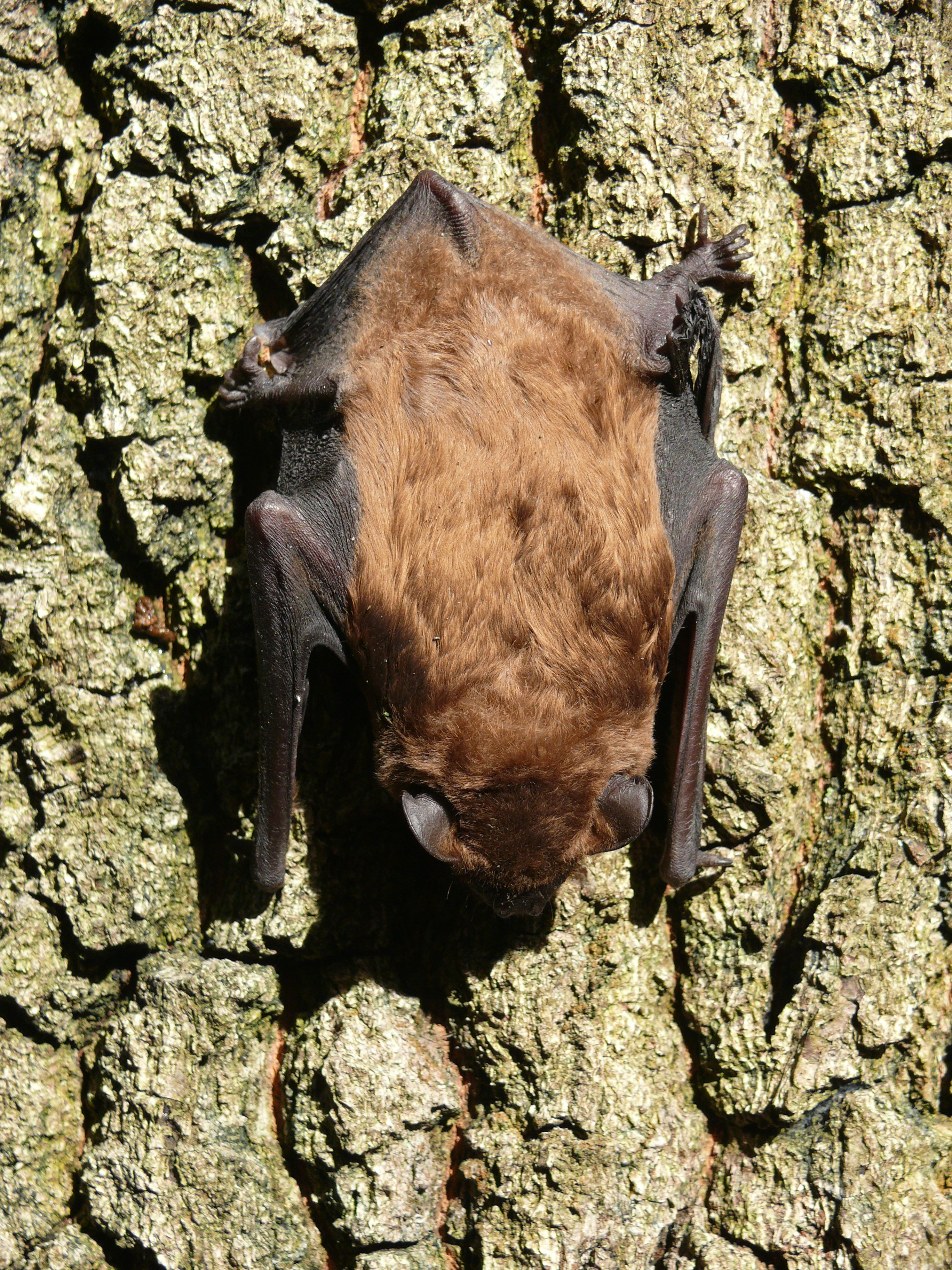
Nóctulo mediano

Respecto a los mamíferos salvajes, la presencia de una especie en un entorno urbano como Pamplona estará en gran medida determinada por su presencia en los alrededores. Al ser San Jorge un barrio limítrofe con zonas de escasa urbanización y al constituir el río Arga un corredor natural por el que los animales pueden atravesar la ciudad y conectarse con poblaciones aguas arriba y abajo, esto le habilita para que podamos encontrar, en mayor o menor medida, distintos tipos de ratones, ratas, topillos, conejos, liebres, tejones, erizos, musarañas, topos, e incluso comadrejas. Entre los mamíferos cabe mencionar a los únicos capaces de desarrollar un vuelo batido: los murciélagos. De entre estos destacaremos al nóctulo mediano, un murciélago forestal que acostumbra a refugiarse en huecos de árboles (especies frondosas), producidos por grietas, podredumbres o pícidos, aunque en algunas ocasiones también es posible hallarlo en grietas de muros, edificios y puentes. De los refugios identificados en Pamplona casi la mitad de ellos se reúnen en las orillas del Arga, entre otros emplazamientos en Cuatro Vientos, San Jorge y Miluze. Ante la peligrosidad que entrañaban las ramas o troncos de los árboles que contenían refugios de estos murciélagos, se procedió a eliminar la práctica totalidad de ellos. No obstante, para compensar la desaparición de dichos refugios en árboles, se instalaron varias cajas nido. Además de esta especie, en la zona de San Jorge-Miluze también habitan el murciélago común, el de borde claro y el nóctulo pequeño.

## Historia

### Prehistoria
Las condiciones de la Cuenca de Pamplona han favorecido el asentamiento humano desde el inicio de los tiempos. Es muy posible que la comarca fuese -bajo un punto de vista agrícola-, incluso más fértil que en la actualidad. La apertura de grandes valles y la lejanía relativa de los montes haría que las abundantes lluvias -se supone que las condiciones climáticas se aproximaban por entonces más a un clima atlántico-, regasen adecuadamente el suelo y que, a pesar de ello, los días de insolación fuesen suficientes para los cultivos cerealistas. El hábitat humano sería disperso y de agricultores principalmente en el centro de la Cuenca y mixto de agricultores y pastores en las faldas de todas las montañas boscosas que cerrarían este amplio valle. Los hallazgos de industria lítica (herramientas de piedra) que se han realizado en las terrazas del río Arga dan testimonio de la ocupación humana de estas tierras hace 75 000 años.
En la zona de nuestro barrio, el cerro de Santa Lucía destaca en el paisaje pamplonés por ser una elevación de unos 50 metros de altitud relativa que habría estado poblado de forma discontinua desde los momentos finales del Neolítico y donde, a partir del Bronce Final o el Hierro Antiguo, se habría estructurado un castro de caserío agrupado en su plana superior, aprovechando las ventajas defensivas y de control territorial que el terreno ofrecía, teniendo el río a escasos 800 m de su costado sur -espacio que ocupa el actual San Jorge-, y rodeado por tierras propicias para el cultivo de cereales, e incluso la cría de ganado. Por su parte, los poblados más cercanos a él serían los de Articagain (2,2 km) e Iruña (2,8 km)
Por las características edafológicas del entorno, comparte parecidas posibilidades de desarrollo agrario que el poblado ubicado en el casco viejo pamplonés; sin embargo, le puede superar en cuanto a control territorial del entorno puesto que presenta mejores altitudes absoluta y relativa, por lo que muy posiblemente antes del siglo I a. C. habría alcanzado un mayor grado de desarrollo espacial que el poblado ubicado en el actual solar de Pamplona, invirtiéndose la tendencia a mediados de ese mismo siglo en beneficio de Pompaelo, cuando tras la pacificación del territorio «la principal ciudad de los vascones» despegó en el ámbito de la etnia local desde el punto de vista político, administrativo y, por ende, urbano. Lamentablemente la precaria conservación del yacimiento y la ausencia de intervenciones arqueológicas impiden hacer cualquier tipo de reconstrucción espacial del poblado, que de haber ocupado la totalidad del cerro, tal vez durante el Hierro Final, podría haber alcanzado una superficie nada desdeñable, en torno a los 27 000 m².

### Edad Antigua
Durante las Guerras Sertorianas el general romano Cneo Pompeyo Magno se retira a estas tierras como retaguardia y funda Pompaelo en el año 79 a. C., junto al asentamiento vascón existente en el solar del actual Archivo de Navarra. Esta elección, tras la romanización del territorio vascón, provocó que el castro de Santa Lucía fuera abandonado -al igual que otros castros y oppida de la periferia- en beneficio de la próxima Pompelo, ubicación que presentaba geográficamente la mayor centralidad comarcal. El proceso de sinecismo generado a mediados del siglo I a. C. sobre las poblaciones indígenas de la comarca, así como las necesidades de abastecimiento y de seguridad militar de la ciudad romana, hicieron que desapareciera el núcleo habitado próximo a la zona de San Jorge y que estas tierras pasasen a formar parte del ager, campo cultivado, que abastecía a la ciudad de cereales y hortalizas.

### Edad Media
En la Edad Media no hubo en los terrenos extramurales de San Jorge un poblamiento estable ni reseñable. Estas tierras pertenecían al Burgo de San Cernin y parece que las únicas edificaciones que albergaron fueron ermitas, molinos y puentes fortificados. Cabe pensar que, como apunta Martinena Ruiz, la gente preferiría con seguridad el abrigo de las murallas, y aún los hortelanos, al terminar sus faenas, volverían a sus casas, dentro de los burgos.
El topónimo Sandua recogido ya en el siglo XI parece indicarnos que existió una basílica dedicada a un santo o santa cerca del río Arga, en las proximidades de la estación del Norte. Está probado que al menos desde el siglo XVI San Jorge fue el titular de la ermita, aunque sobre ella corre una versión poco probada según la cual ante una plaga de langosta acaecida en 1326, desde el Burgo de San Cernin se organizó una procesión a dicha ermita, a raíz de la cual la cayó tal tromba de agua que la plaga se deshizo y, como era el día de San Jorge, se le atribuyó a éste el milagro y se le dedicó -otros dicen que se construyó- la ermita. Seguramente motivado por esta versión, durante cientos de años, cada 23 de abril, el Ayuntamiento de Pamplona junto con los habitantes de la ciudad realizaba una procesión desde la iglesia de San Cernin hasta la ermita de San Jorge, donde se celebraban abundantes y copiosos almuerzos. Además esta ermita, al igual que la de Santa Lucía, a mediados del siglo XIV fue centro de reuniones prohibidas por el rey. Asimismo, en esta zona de Sandua existieron desde los siglos XII-XIII los molinos medievales de Zumadia y Ártica, aunque quizá se tratase de una única instalación. La zona también contó con un espacio de regadío desde la misma época.
Por su parte, en la zona de Miluze se levantaba un molino-batán de aspecto fortificado documentado en ya 1221, cuyos explotadores se opusieron en 1339-1341 a la construcción de una presa y un molino en la Biurdana -junto al soto de San Jorge-, y el puente medieval en mampostería y sillería, de posible origen romano, que ya figuraba en la documentación de comienzos del siglo XIII. Sin embargo, el aspecto más interesante de este puente tiene que ver con su nombre. La etimología del mismo ha despertado varias teorías. La más tradicional relaciona el nombre de Miluze con las «lenguas largas» (mihi luze en euskera) de los supuestamente allí mandados ahorcar por Carlos II en 1351, cuando protestaban por el trato recibido por los delegados del monarca, según una versión, o se negaban a pagar impuestos, según otra. No obstante, el topónimo se documenta con anterioridad y lo más factible es que provenga de hinojal (en euskera milu). Otra hipótesis con menos peso la relaciona con amil luze (precipicio largo).
De lo que no hay duda es que en 1351 unos labradores, de los alrededores de Pamplona los más, pero también de otras partes del reino, poniéndose primero bajo la protección de cartas de salvaguardia, tuvieron juntas y se ligaron entre sí por juramentos a pesar de las ordenanzas reales, constituyendo así una vasta asociación llamada Junta de Miluce. Tal vez escogieron este nombre porque el sitio de Miluze, con sus prados a la orilla del Arga y su puente, era muy adecuado para juntas concurridas: no muy lejos de la ciudad, pero lo bastante para desviar sospechas, y de fácil acceso para los vecinos de las demás aldeas de la Cuenca; o bien ese nombre de Miluce fue escogido por reminiscencia de la sección homónima de la Junta de Obanos, la célebre Junta de infanzones formada en el siglo XIII contra los Reyes franceses para la defensa de los fueros, que fue disuelta en 1314.

### Edad Moderna
El siglo XVI comenzó en estas tierras con la invasión y conquista de Navarra por los ejércitos castellanos, primero, y aragoneses, después. Tanto los posteriores intentos fallidos de los reyes privativos de recuperar el reino, como la situación estratégica de la ciudad dentro del nuevo orden internacional -disputas entre los imperios español y francés-, convirtieron a Pamplona en una plaza fuerte y a sus alrededores en una zona polémica en la que cada vez que saltaba una alarma militar era arrasado todo edificio y árbol de cierto porte existente en el espacio extramural a 1500 varas de distancia de las murallas de la ciudad. Dentro de este contexto sabemos que la ermita de San Jorge que había sido reedificada en 1771, fue nuevamente demolida en 1975 a propósito de la Guerra contra la Convención, corriendo la misma suerte que el resto de construcciones extramuros que podían ser susceptibles de dar cobijo o defensa a las tropas francesas.
Asimismo y relacionado también con la ermita de San Jorge, conocemos uno de los ermitaños encargados de su cuidado y de recabar limosnas: fray Juan de Beauves (1522-1592), «imaginario» o escultor muy notable del taller de Pierres Picart. Realizó importantes retablos en las iglesias de algunas localidades navarras, pero tuvo la mala suerte de ser detenido en 1570 por la Inquisición y estuvo preso en Logroño hasta que finalmente fue absuelto y volvió a la ermita de San Jorge.

### Edad Contemporánea
El siglo XIX también fue un tiempo salpicado por varias guerras que afectaron enormemente la vida de la ciudad y de sus alrededores. El poblamiento de la zona de San Jorge tendría que seguir esperando.
Según nos cuenta Jimeno Jurío miles de soldados franceses cruzan el Pirineo desde octubre de 1807 a enero siguiente. Estos son bien recibidos por las autoridades civiles y eclesiásticas navarras. Tras desfilar marcialmente en 9 de febrero de 1808 por la plaza del Castillo, logran su objetivo de apropiarse de la Ciudadela el 16 de febrero mediante el famoso ardid de las bolas de nieve. Sin embargo, tras el levantamiento de Madrid y el consiguiente endurecimiento de medidas para abastecer al ejército francés, en junio de 1808 saltan las primeras partidas guerrilleras navarras. El terror consiguiente a la acción-reacción aumenta hasta que, tras la batalla de Vitoria, el ejército francés se bate en retirada dejando en la Ciudadela 3550 soldados escogidos, esperando refuerzos para conquistar y anexionar Navarra al Imperio Francés. Sin embargo, tras su victoria en la batalla de Sorauren, el ejército español inicia el asedio de la plaza de Pamplona, batiendo la ciudad con varias baterías artilleras hasta que el 31 de octubre de 1813 lo que quedaba del ejército francés capituló. Una de esas baterías estuvo situada en la colina de Santa Lucía, con lo que parece que los terrenos del actual San Jorge volvieron a ser testigos directos de la acción militar, acción que también parece que sufrió el Puente de Miluze, el cual habría sido destruido deliberadamente.
Posteriormente, la inestabilidad sigue igual. Tiempos de pronunciamientos y alternativas entre liberales y absolutistas. Nuevo cerco a Pamplona en 1823, esta vez por las tropas francesas conocidas como los Cien mil Hijos de San Luis en apoyo a los absolutistas. Luego vendría la Primera Guerra Carlista (1833-1839) y la Tercera (1872-1876), con sus correspondientes sitios a Pamplona.
Don Cayetano Lapoya, industrial maderero, construyó en la avenida de San Jorge (entonces llamada calle de Alfonso y Victoria), frente a la «Tabacalera», un frontón y un trinquete que durante años sirvieron de esparcimiento a la gente del barrio. El frontón Lapoya se inauguró el 6 de noviembre de 1908. Un año antes que el Euskal Jai. El 21 de abril de 1921, a las cinco de la tarde, se produjo una explosión que tuvo como consecuencia la destrucción del Frontón Lapoya y, lo que fue más lamentable, la muerte de siete personas. El frontón ya no se dedicaba a actividades deportivas. Adquirido por la firma Múgica, Arellano y Cía., era almacén de maquinaria agrícola. Cerca había un barracón, un taller de carga de cartuchos, de la armería Casa Puntos. 
Pero, la segunda mitad del siglo XIX trajo a Pamplona y sus alrededores numerosos cambios. Cambios urbanísticos y demográficos, transformaciones económicas y sociales… Y estos cambios y transformaciones, en el San Jorge primitivo y rural se van a traducir en la construcción de la estación de tren: la estación del Norte. Este va a ser el eje económico y social más importante del barrio durante cien años, desde su construcción en 1860, hasta la década de los sesenta del siglo XX. En sus alrededores se construyen edificios para viviendas, almacenes, fábricas como por ejemplo Múgica y Arellano. Este es el "Barrio de la Estación", un lugar que con el tiempo se conocerá como la parte vieja del barrio: la avenida San Jorge, con sus cambios de nombre según el régimen político en vigor, la calle del Norte, la calle del Muelle, el patio Baraibar o el Pasaje Lapoya. Esta zona, hoy en día, prácticamente ha desaparecido, debido a las últimas transformaciones urbanísticas.
El San Jorge de la primera mitad del siglo XX, todavía entonces considerado como una parte del barrio de la Rochapea, vive a caballo entre el mundo rural y el urbano. Además de los edificios y fábricas cercanas a la estación del tren, hay una serie de caseríos diseminados desde el Puente Miluze hasta la zona de la estación. Entre estos caseríos, que reproducen la vida rural de cualquier pueblo de la Cuenca de Pamplona, se empiezan a instalar fábricas, como la de Penibérica, fabricante de penicilina. Posteriormente, ésta y otras industrias van a jugar un papel muy importante en la historia de nuestro barrio.
Pero sin duda el barrio como tal emergió con fuerza en las décadas de los sesenta y setenta del siglo XX, en pleno proceso de desarrollo urbanístico de la ciudad. Se habitó rápidamente con pobladores que provenían mayoritariamente del campo. Alrededor de la mitad de ellos tenían origen navarro y la otra mitad provenía de distintas regiones españolas, de entre las que cabe destacar Andalucía, Castilla y León o Galicia. Se convirtió en un barrio de clase obrera. Como en otros barrios de rápido asentamiento, la característica principal es la juventud demográfica y la falta de infraestructuras básicas en el barrio, agravado en el caso de San Jorge por su emplazamiento entre dos vías de bastante capacidad que conectan polígonos industriales y otros barrios de la ciudad, lo cual genera serios problemas de circulación por el gran tráfico que conllevan.
Así las cosas, en los últimos años del franquismo los vecinos y vecinas comenzaron a organizarse para dar salida a las primeras dificultades que fueron surgiendo. Fundamentalmente, se comentarán los conflictos laborales y la vida asociativa en torno a la parroquia, ámbito no tan reivindicativo y combativo como las
organizaciones obreras, pero sí tan activo y dinámico como ellas y que se convirtió de facto -como otras parroquias de la época- en un espacio en los que poder expresar quejas, reivindicaciones, anhelos o esperanzas.
La muerte del dictador Franco va a traer consigo numerosos cambios en todos los ámbitos y esos cambios y transformaciones se dejarán sentir en el barrio, no en vano estos son los años de las grandes luchas vecinales, que a su vez estarán marcadas por los acontecimientos políticos de la época del final de la dictadura. En este contexto en 1975 la asociación de vecinos de la Rotxapea crea una filial dedicada a San Jorge, la cual desde 1977 comenzará a trabajar de manera autónoma para intentar solucionar los problemas del nuevo barrio. Los hechos más notables estarán en torno a la consecución de demandas populares ligadas a la infraestructura urbanística. Por un lado en San Jorge se vivía en medio de una situación urbanística pésima; era un barrio con pocos servicios pero con muchos problemas. Esta fue una razón más que poderosa para que se generara una gran explosión de la lucha vecinal, con un elevado grado de participación de los habitantes del barrio. Pero es que además de esto, nos encontramos que por otro lado, el período conocido como la Transición es una época histórica que ofrecía renovadas ilusiones y esperanzas de cambio. El
nuevo proceso político trajo consigo un clima de apertura que generó un gran dinamismo en los colectivos políticos y sociales.
A partir de mediados de los ochenta, cambiado el contexto, las nuevas asociaciones toman el relevo desde otro punto de vista y empiezan a cambiar de forma y contenido. Esta es la época del gran "boom" asociativo en San Jorge: desde el consejo de la juventud y el movimiento juvenil de los ochenta, hasta la creación de nuevas organizaciones centradas en el desarrollo socio - comunitario alrededor de los niños y jóvenes del barrio, etc. Por su parte, en los años noventa tuvieron una fuerte incidencia en el barrio el movimiento insumiso antimilitarista y la cuestión del los locales ocupados con el Txoko como máximo protagonista – antigua fábrica de Tabacalera que fue ocupada por jóvenes del barrio y que registró una intensa actividad cultural y festiva de carácter alternativo entre los años 1995 y 1999-.
Con el nuevo siglo, se construyeron viviendas para realojos y se concedieron indemnizaciones que desbloquearon la situación que padecían los antiguos inquilinos de las zonas más degradadas del barrio. Así, se siguieron construyendo pisos y lo que antes eran viejas construcciones de principios del siglo XX y fábricas abandonadas, hoy día son parques, edificios públicos de servicios para el barrio o modernos edificios de viviendas, que albergan también a los muchos vecinos y vecinas venidos de otros puntos del planeta que vinieron al barrio en esta década. Este fenómeno ha cambiando en parte la fisonomía humana de San Jorge y ha traído consigo nuevos conflictos y oportunidades a los que ha intentado dar salida, como siempre, el todavía potente movimiento social del barrio.

## Geografía humana

### Demografía
San Jorge ocupa el 8.º puesto en cuanto a población respecto a los trece barrio de Pamplona, con una población de 11 853 habitantes en mayo de 2014 de los que 5 942 son varones y 5 911 mujeres.
Pirámide de población
Los datos de la pirámide de población de 2014 se pueden resumir así:
- La población menor de 20 años es el 21,07 % del total.
- La comprendida entre 20-40 años es el 26,2 %.
- La comprendida entre 40-60 años es el 28,49 %.
- La mayor de 60 años es el 24,24 %.

El barrio tiene una estructura, típica en el régimen demográfico moderno, la cual se caracteriza por la evolución hacia el envejecimiento progresivo de la población, si bien la llegada de parejas jóvenes ha propiciado que la base de la pirámide no se reduzca drásticamente.
| Gráfica de evolución demográfica de San Jorge (Pamplona) entre 1975 y |
|                                                                       |
| Población según el Ayuntamiento de Pamplona                           |

Evolución de la población
Este barrio emergió con fuerza en las décadas de los sesenta y setenta del siglo pasado, en pleno proceso de desarrollo urbanístico de la ciudad. Se habitó rápidamente con pobladores que provenían mayoritariamente del campo. Alrededor de la mitad de ellos tenían origen navarro y la otra mitad provenía de distintas regiones españolas, de entre las que cabe destacar Andalucía, Castilla y León o Galicia. Se convirtió en un barrio de clase obrera. Como en otros barrios de rápido asentamiento, la característica principal es el gran peso de los matrimonios jóvenes y sus descendientes. Un ejemplo de ello lo constituye el dato de que en 1981 la proporción de menores de 14 años superaba el 33% del total de residentes.
En 1991, en la pirámide de población de este barrio predominaban el grupo de menores de 10 a 14 años y los de jóvenes de 15 a 19 y de 20 a 24 años. Además, son amplias las cohortes intermedias de 35 a 39 y de 45 a 49 años, seguramente las correspondientes a los progenitores de los menores y jóvenes reseñados.
En el transcurso 1991-2010, la evolución de la población presenta dos procesos o momentos desiguales:
El primero, lo sucedido entre 1991 y 2001 o fase en la que se manifiesta el descenso de la natalidad y, en consecuencia, la disminución de las cohortes de menores (0-14 años), conjunto que pasa de representar el 21% en 1991 a tan solo el 11% en 2001. En este periodo se aprecia asimismo una alta presencia de jóvenes (15-29 años), el lógico desplazamiento de cohortes y un paulatino envejecimiento de la población.
El segundo, lo acaecido a partir de 2001, esto es: el aumento de la población en general, por encima de 1800 vecinos para 2006 y alrededor de 500 entre 2006-2010; la recuperación de la natalidad, reflejada en el mayor peso de las cohortes de menores; el considerable incremento de las cohortes que van de 30-44 años, consecuencia de la llegada de extranjeros y de los nuevos matrimonios o parejas; el aumento de los mayores de 65 años que en el presente alcanzan el 14% del total de empadronados; y en último lugar, el impacto de la inmigración de extranjeros que ha modificado tanto el número de la población como la estructura de la misma, aquí especialmente en las cohortes que van de 20-40 años.
Población extranjera
Entre 2001 y 2012, el repunte demográfico y la inmigración elevó el porcentaje de población de nacionalidad extranjera desde el 4% hasta el 16,8% del total de habitantes (2035 personas), valor sensiblemente superior al 12,2% que presentaba la media de Pamplona. Sin embargo, parece que la crisis y las nacionalizaciones han ido reduciendo estas cifras: en mayo de 2014 el colectivo de personas con nacionalidad extranjera (1813 vecinos/as) suponían el 15,8% del total (el 10,9% en Pamplona). Las nacionalidades con mayor número de residentes en el barrio son la argelina (19% del colectivo 19% del colectivo argelino en la ciudad), la dominicana (17,7%), la nigeriana (15,7%), la marroquí (11,4%), la búlgara (11%) y la rumana (10%). Además, en el barrio se localizan varias asociaciones de migrantes:
- Contigo Perú: esta asociación fundada en 2001 tiene su sede en la avenida de Navarra número 8. Su objetivo es establecer un puente de intercambio cultural entre los residentes peruanos en Navarra y la sociedad de acogida. Además, lleva a cabo campañas de ayuda solidaria con destino Perú.[32]

### Urbanismo
Evolución Urbanística
Desde el punto de vista urbanístico el Ayuntamiento de Pamplona divide la ciudad en unidades urbanísticas. San Jorge integra la denominada unidad urbanística VI. San Jorge-Sanduzelai.
En la década de los sesenta se comenzaron a edificar las primeras viviendas de lo que en la actualidad consideramos el San Jorge moderno. Hasta entonces San Jorge iba camino de convertirse en un polígono industrial. Desde mediados del siglo XIX la estación de ferrocarril había atraído a esta zona de la ciudad bastante actividad industrial y varias fábricas cohabitaban con unos bloques de viviendas en la zona de la estación de tren -barrio de la estación o parte vieja del barrio- y con varios caseríos a lo largo de lo que hoy es la avenida de San Jorge hasta Landaben. Sorprendentemente, la familia Huici Lizarraga propietaria de la mayoría de los terrenos de la zona consiguió los permisos para construir viviendas en mitad de dicho polígono, y así, de facto, se creó una «zona mixta» donde se entremezclaban las viviendas con las fábricas y talleres. 
El informe emitido por el Jefe Provincial de Sanidad para el Ayuntamiento de Pamplona sobre el proyecto del arquitecto Domingo Ariz Armendariz. presentado por Biurdana Inmobiliaria, S.A. para la construcción de 432 viviendas en el Polígono Industrial "San Jorge" del Barrio de la Rochapea decía que tenía el honor de informar lo siguiente: "Suponemos que el plano general de emplazamiento y de urbanización estará aprobado por el Ayuntamiento de Pamplona, ó por la Comisión Central de Urbanismo, a pesar de estar ubicado en una zona de industrias peligrosas e insalubres por todas partes; a la orilla de un pestilente rio, teniendo por vecindad el ferrocarril, el polígono de Landaben las fábricas de abonos, depósito de Campsa, fábrica de compost, a cuarenta metros del cementerio. De no estar las viviendas en este polígono industrial, convendría insistir en que sea exclusivamente industrial y no residencial. No consta en el proyecto si tiene dotación de agua, ni saneamiento. No parece que sea una zona adecuada para un polígono habitable, alegre y sano. Las viviendas al mínimo con 2,60 m. de altura. Nuestro informe sería favorable para una zona industrial y no de viviendas; si estas se construyesen no faltaría problemas posteriores de toda índole."

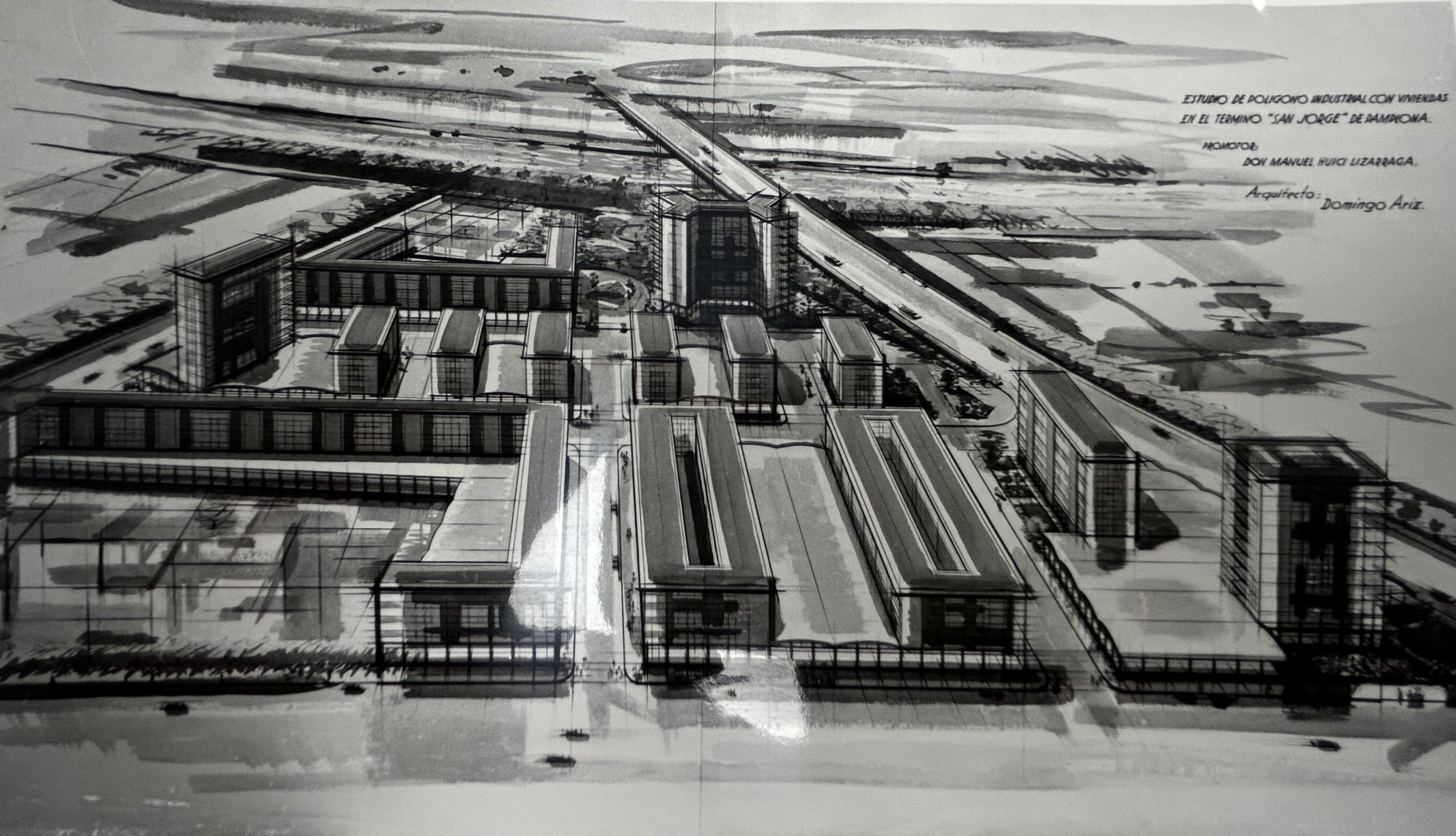

Estas edificaciones de los años 60 eran los bloques de cuatro alturas que hoy tenemos en las calles Sanduzelai, Labayen, Juaristi, Salva, Landa, Simonena y San Martín vendidas por Inmobiliaria Biurdana, S.A.. Posteriormente, en la década de los setenta tiene lugar una segunda fase de construcción con bloques de diez u once alturas en la que se edifican las calles Repáraz, Galán, Blasco, Gortari, Húder, y las también torres de Sanduzelai y Simonena. Por su parte, a la vez que se estaban construyendo estos edificios, se realizó el puente que une este barrio mediante una vía rápida -la Variante Oeste- con el barrio de San Juan. Dicha variante también es de los años setenta y supone un gran obstáculo urbanístico que divide al barrio en dos partes. Asimismo, estas dos partes se convierten en cuatro si tenemos en cuenta la cruz que forma la variante con la avenida de San Jorge -otra vía que soporta gran cantidad de tráfico-, estableciendo cuatro cuadrantes muy diferenciados.
Así pues, los comienzos fueron duros para aquellos primeros vecinos, ya que se encontraban con que se estaban construyendo los edificios de viviendas pero las calles estaban sin urbanizar y existía una gran carencia de los servicios más básicos -salud, educación, transporte...-, pero es que además, al constituir durante mucho tiempo una «zona mixta», en el mismo espacio convivían las actividades industriales de las fábricas con las actividades normales de cualquier zona residencial, hecho que se agravó en la segunda fase del barrio, donde en los huecos entre edificios que en teoría iban a ser zonas abiertas -jardines, parques, etc.-, se levantaron bajeras destinadas también a uso industrial.
De este modo se llegó a finales de los años 80 con San Jorge dividido en dos partes muy diferenciadas: por un lado, la parte vieja del barrio -en torno a la estación de tren-, con edificios bastante antiguos, restos de fábricas y una estética de degradación; y por el otro, el San Jorge construido a partir de los años 60 con sus características altas torres de pisos de ladrillo amarillo.
Durante la década de los 90 el barrio vivió el último gran proceso de cambio urbanístico. Se construyeron viviendas para realojos y se concedieron indemnizaciones que desbloquearon la situación que padecían los antiguos inquilinos de las zonas más degradadas. Así, hasta entrados los años 2000 se siguieron construyendo pisos, también los pocos unifamiliares que hay en el barrio que se encuentran en la calle del Muelle, en lo que ahora es la parte nueva del barrio. Así, lo que antes eran viejas construcciones de principios del siglo XX y fábricas abandonadas, hoy día son modernos edificios de viviendas, parques o edificios públicos de servicios para el barrio -centro de salud, piscinas, centro cívico, etc.-.
Según datos de 2013 en San Jorge había 4990 viviendas, de las cuales el 12% no estaban habitadas.
| Hogares                     | San Jorge | Pamplona |  |
| Hogares                     | %         | %        |  |
| Hogares vacíos              | 12        | 16,9     |  |
| Hogares de 1 persona        | 26,2      | 28,5     |  |
| Hogares de 2 personas       | 28,3      | 26,9     |  |
| Hogares de 3 personas       | 18,8      | 18,7     |  |
| Hogares de 4 personas       | 16        | 15,9     |  |
| Hogares de 5 personas       | 5,4       | 5,6      |  |
| Hogares de 6 personas       | 2,5       | 2,1      |  |
| Hogares de 7 personas       | 0,9       | 0,9      |  |
| Hogares de 8 personas o más | 1,9       | 1,5      |  |

Por último, cabe destacar que está prevista la construcción de una nueva estación de ferrocarril para el TAV en Echavacóiz, lo cual eliminaría el bucle ferroviario de San Jorge y los terrenos que hoy ocupan tanto la estación como las vías serían destinados a zonas verdes y a la construcción de altas torres de viviendas.
Principales calles y plazas
Las principales calles de San Jorge son, por un lado, la avenida de Navarra, que cruza el barrio de norte a sur y constituye la vía rápida de entrada-salida de Pamplona por el noroeste. Esta avenida también es conocida como Variante Oeste de Pamplona y se conecta a escasos metros del barrio con la vía desdoblada PA-30 o Ronda de Pamplona; por el otro lado, la avenida de San Jorge, que es paralela a las vías del tren y cruza el barrio de este a oeste. Esta avenida se encuentra sobre el trazado de lo que era el camino que unía Pamplona con Orcoyen, empezando en el puente de Cuatro Vientos y terminando en el puente de Miluze. Hoy día conecta San Jorge con el barrio de la Rochapea por el este y con el polígono industrial de Landaben y la localidad de Orcoyen y sus polígonos industriales por el oeste. Durante el siglo XX cambió en varias ocasiones de denominación, tantas como cambiaban los regímenes de gobierno, adquiriendo el nombre que hoy ostenta en 1937.

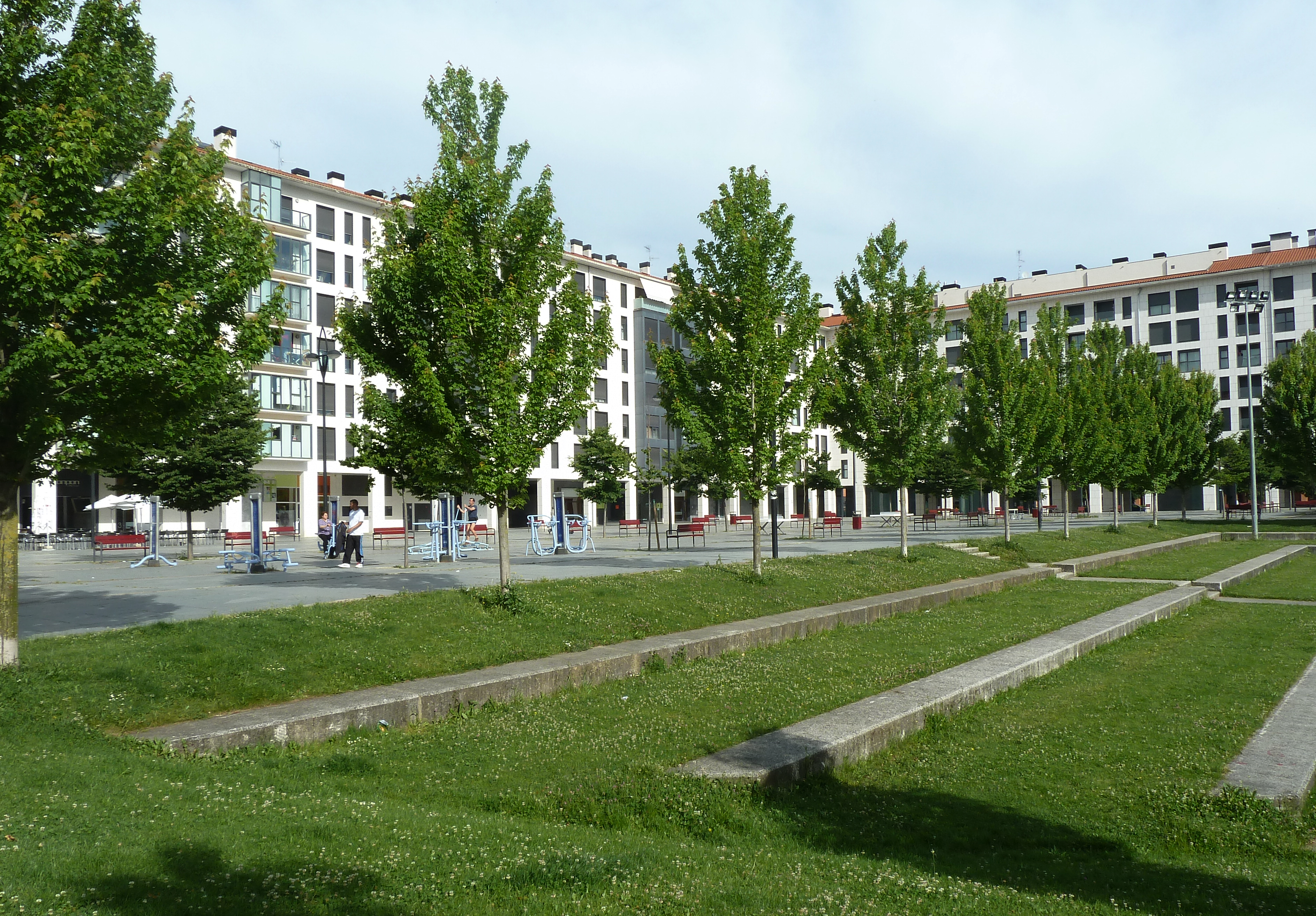
Plaza Juana García Orcoyen

Por otra parte, cabe decir que la mayoría de las calles y plazas del barrio están dedicadas a varios doctores relacionados en una u otra forma con Navarra y, en menor medida, a topónimos propios de la zona. En cuanto a las plazas, en San Jorge coexisten unas plazas oficiales con otras oficiosas.
Plazas oficiales:
- Plaza Sanduzelai, se inauguró en 1994 y las obras de su construcción fueron acometidas por los integrantes de la cooperativa de vecinos que construyó los aparcamientos subterráneos que se hallan bajo dicha plaza, debido a la dejadez de la administración. Tiene unas dimensiones de 2700 m².
- Plaza Juana García Orcoyen, construida en 2007, es la plaza más nueva y de mayor tamaño del barrio -unos 7500 m²-. Alberga uno de los gimnasios al aire libre que el Ayuntamiento de Pamplona tiene habilitados en distintos lugares de la ciudad.
- Plaza Doctor Ortiz de Landazuri, dentro de sus 5700 m² alberga una de las zonas de juegos infantiles dispuestas por el Ayuntamiento en distintas plazas de la ciudad.

### Parques y Jardines

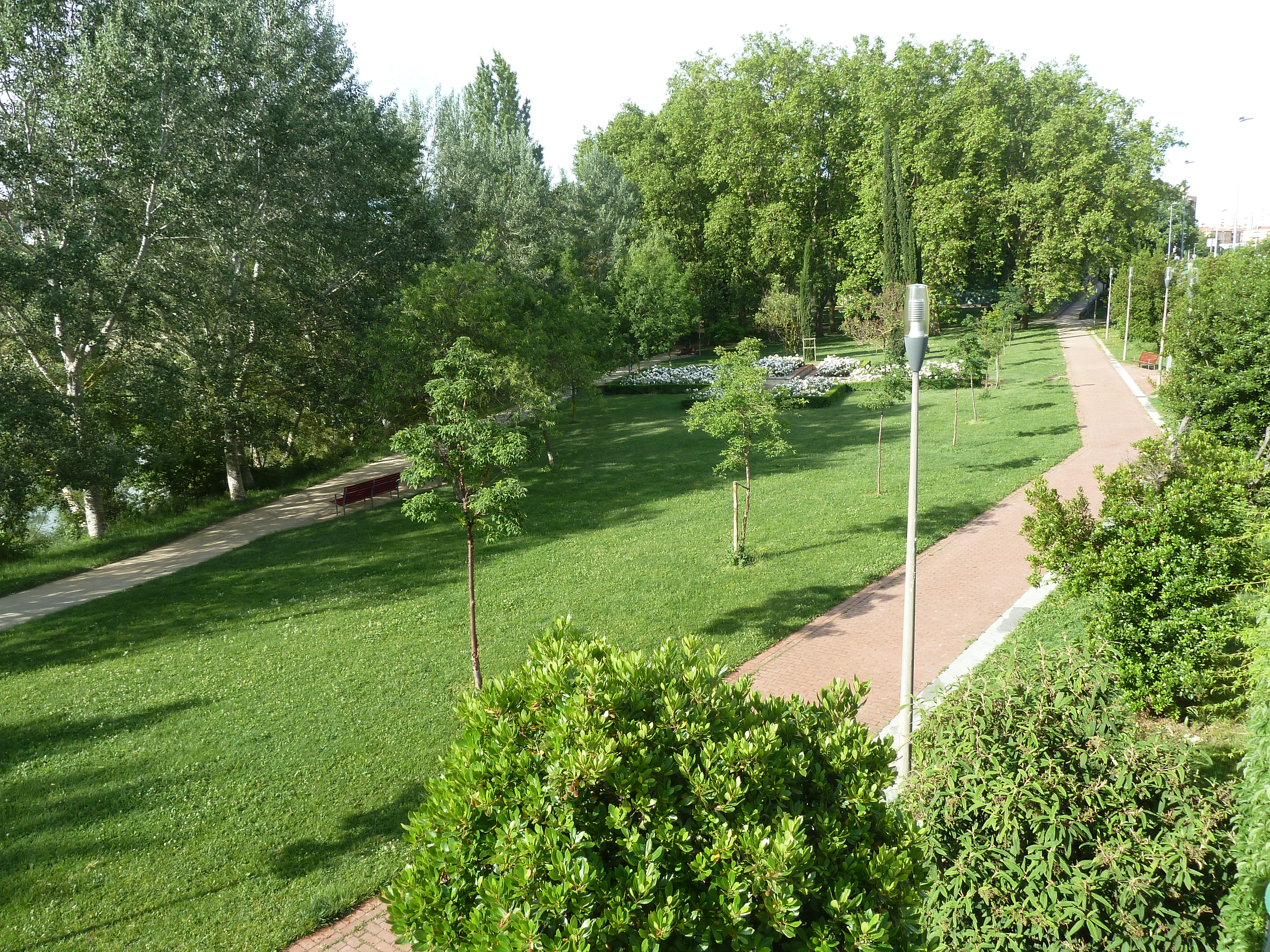
Jardín de Eugui

El barrio cuenta con una superficie de zona verde de alrededor de 110 000 m², lo cual supone 9,17 m² por habitante.
Por el término municipal de Pamplona transcurren 11 km del denominado parque fluvial del Arga, parque que constituye un paseo natural de recreo para viandantes y ciclistas de alto valor paisajístico que discurre a orillas del mencionado río Arga. En lo concerniente a San Jorge, el tramo que transcurre por el barrio comienza, una vez salvado el Puente de Cuatro Vientos, en el jardín de Eugui -el nombre procede del empresario que lo construyó junto a una casa señorial-. En él se conserva una obra hidráulica, restos de una probable toma de aguas en la margen derecha, algunos árboles reseñables por su singularidad o por su edad, y un frontón. En las proximidades se enclavaban los desaparecidos molinos medievales de Zumadia y Ártica en Sandua (siglos XII-XIII), que quizá eran una única instalación.

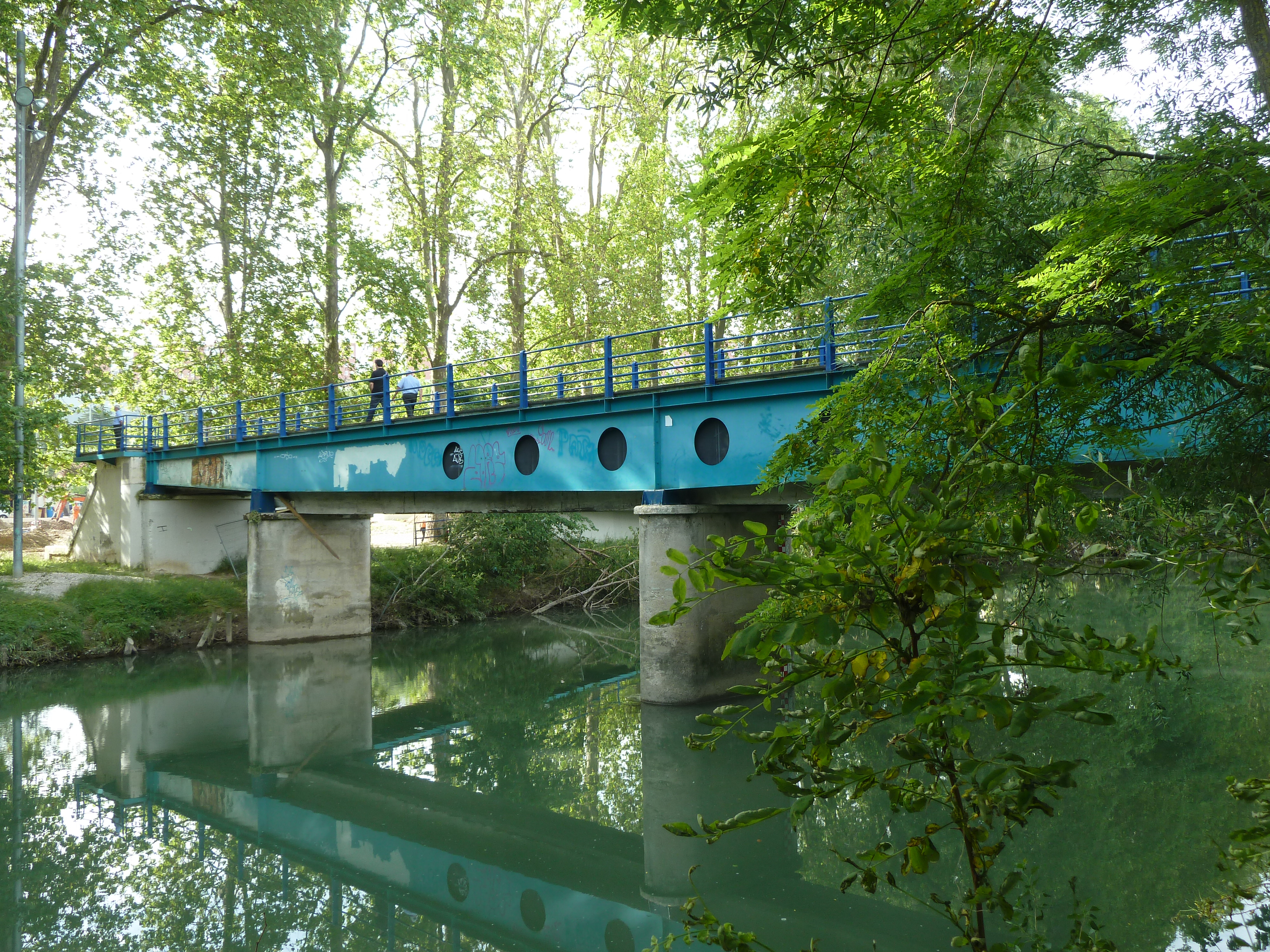
Pasarela de los Tubos

Tras dejar el frontón atrás, nos encontramos con la Pasarela de los Tubos. Construida en los años 30-40, su objetivo principal era el paso por encima del río de una gran tubería de agua potable a la vez que permitía el paso de peatones. Hoy día se ha rehabilitado como pasarela peatonal que comunica la orilla de San Jorge con la de Trinitarios. Asimismo, en este punto el parque se abre ante la presencia de la plaza Juana García Orcoyen, la cual alberga un gimnasio al aire libre.

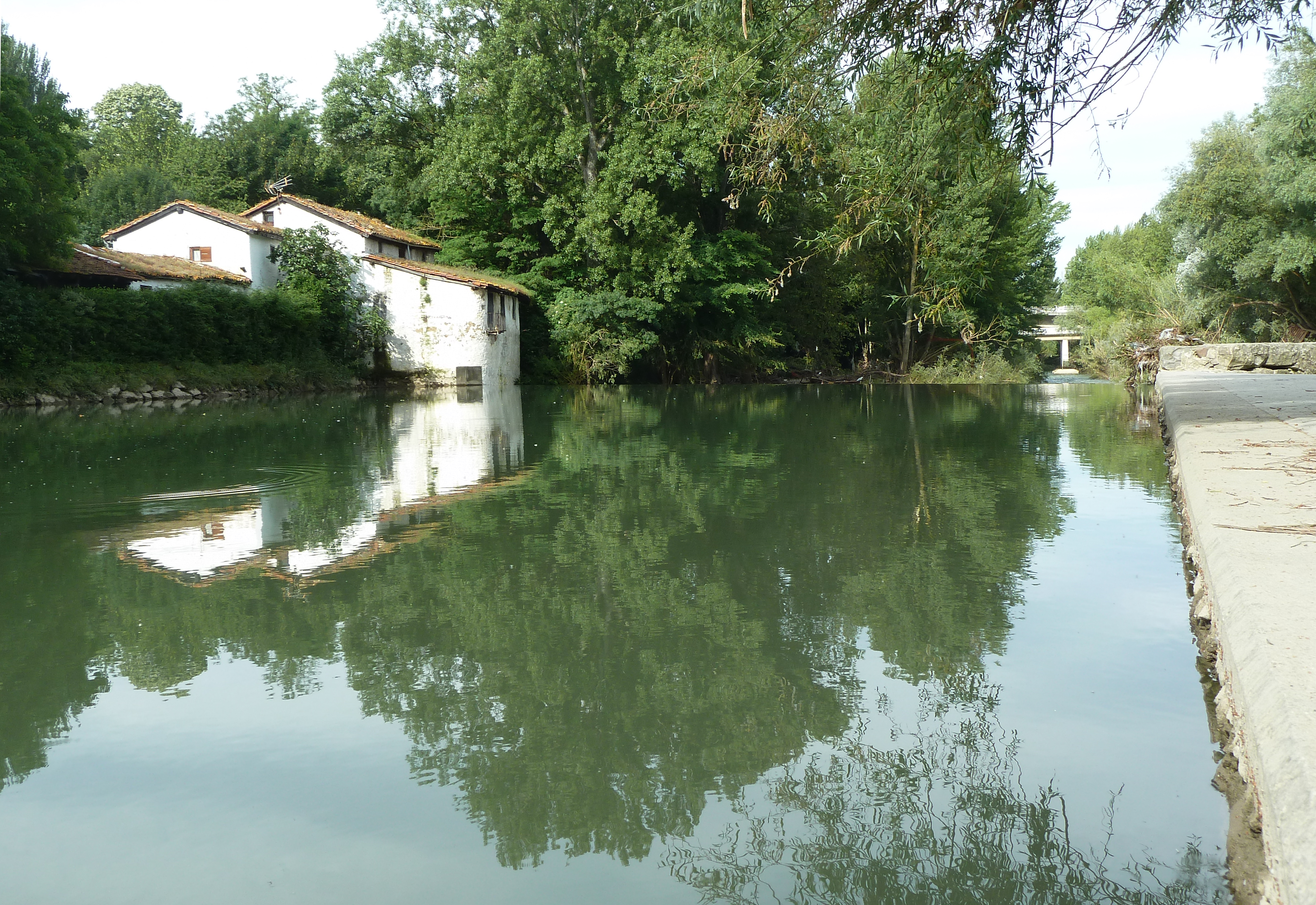
Molino Biurdana

Tras un tramo arbóreo se llega al soto de San Jorge, donde se encuentra una presa que en su día abastecía al Molino de la Biurdana (1339-1341), en el parque homónimo sito en la otra orilla, y que hasta hace relativamente pocos años desviaba aguas para la fábrica de Penibérica que se hallaba en San Jorge. En este punto el parque se va estrechando ante la presencia del patinódromo y pistas polideportivas, y del Puente de San Jorge, el cual en realidad es un viaducto que da continuidad a uno de los viales que más tráfico soporta en la ciudad, la avenida de Navarra. Junto a él también se encuentra un modesto puente peatonal que une San Jorge con el parque de la Biurdana y con el barrio de San Juan.

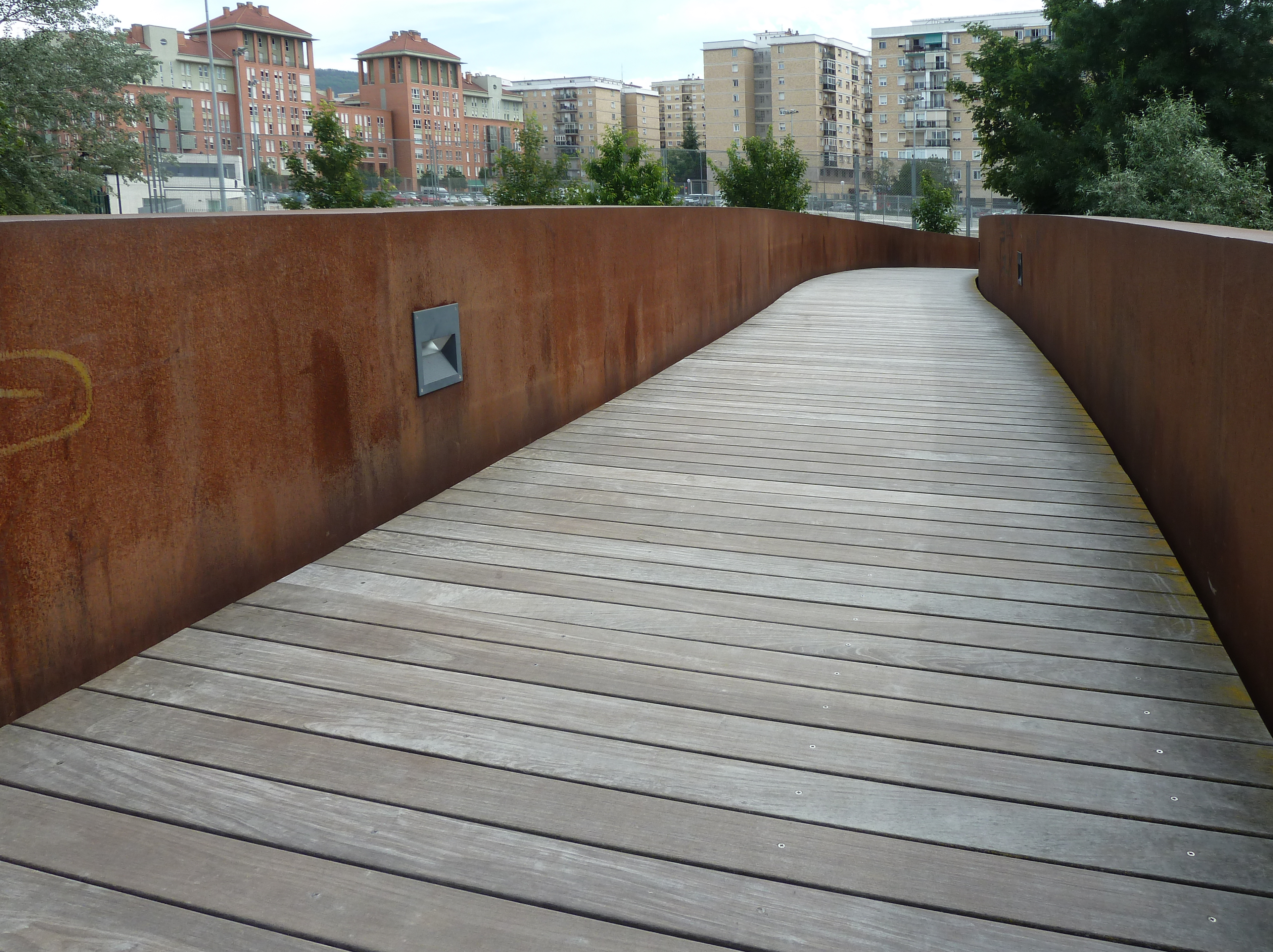
Pasarela San Jorge

A partir de aquí el camino se aleja cada vez más de la ciudad adentrándose en un paisaje tranquilo, arbóreo y silencioso, hábitat de muchas especies de plantas silvestres y aves. En este tramo, a medio camino entre los puentes de Miluze y el de San Jorge, se ha halla la Pasarela peatonal de San Jorge, pasarela que conecta al barrio con la zona de Berichitos, donde se encuentra el cementerio municipal de San José, y con la ciudad deportiva San Jorge. Esta pasarela tiene un marcado carácter escultural debido fundamentalmente a los materiales que la configuran, así como a su trazado curvo. Su estructura está compuesta por dos vigas cajón paralelas de acero corten que quedan vistas. El trazado, de 110 metros de longitud, se compone de dos suaves curvas circulares de diferente radio y longitud, tangentes en el apoyo intermedio sobre el tajamar de piedra. Para finalizar, el tramo de San Jorge alberga un puente legendario, el de Miluze, de origen romano o alto medieval, y reconstruido en el XIX. A partir de ahí el paseo continúa por las «playas» de Landaben hasta dejar atrás Pamplona y adentrarse en Barañáin.

### Transportes y comunicaciones

#### Parque de vehículos a motor
En 2012 había 6427 vehículos censados en las calles de San Jorge; los cuales tenían una antigüedad media de 6 años, si bien más del 45% de los mismos tenían 4 años o menos. Las vías que presentaban mayor número de vehículos eran las avenidas de San Jorge y la de Navarra -juntas suponían algo menos del 25% del total-. Estos datos nos dan una relación de 0,49 vehículos por habitante, cifra ostensiblemente menor a la que otorga el Anuario Económico de España 2012 de La Caixa tanto a Pamplona (0,64 vehículos/habitante) como a la Comunidad Foral (0,69 vehículos por habitante).

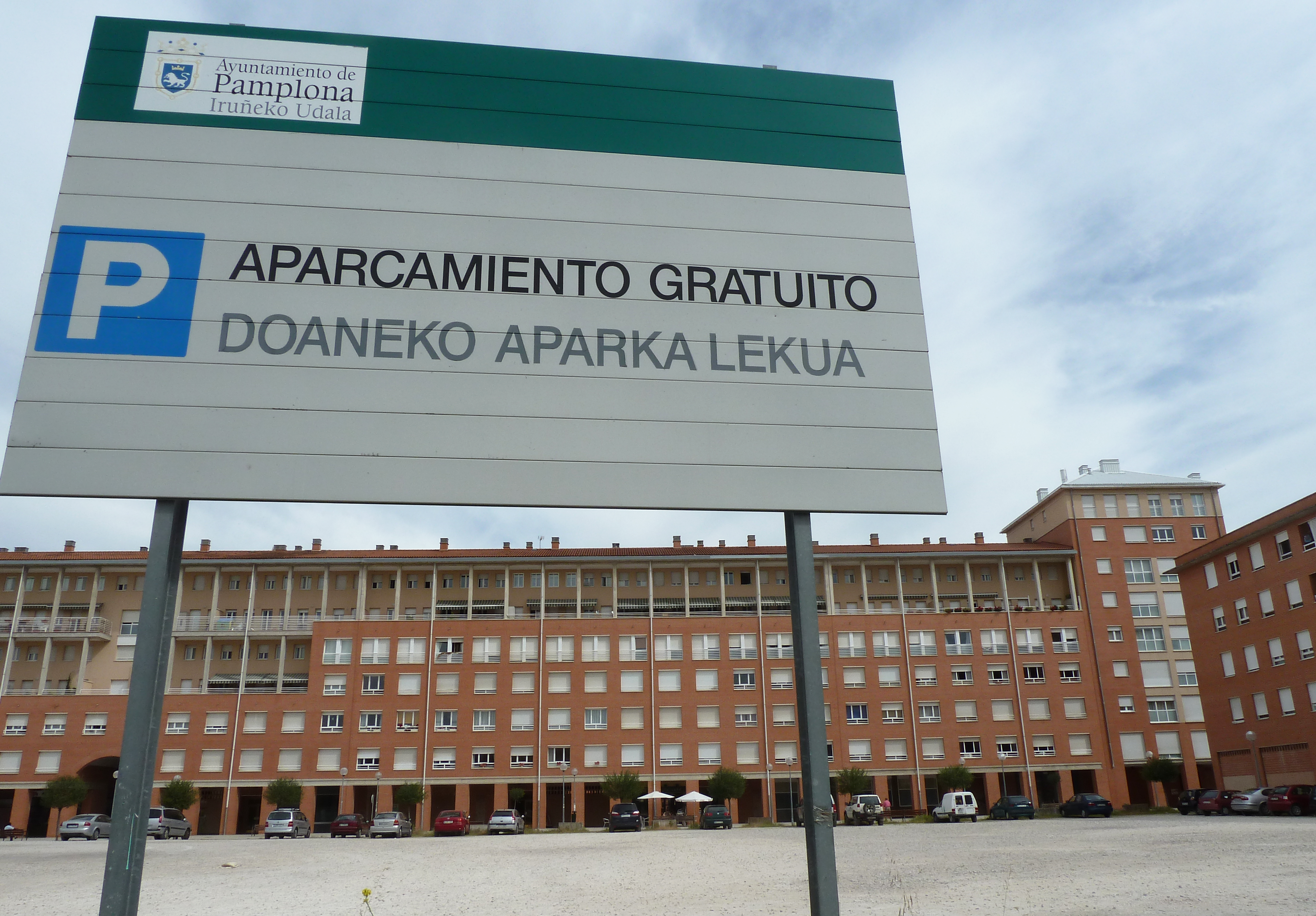
Aparcamiento de superficie gratuito

- Aparcamientos en superficie habilitados por el ayuntamiento: paseo Sandua (580 plazas), polideportivo (140 plazas), calle Doctor Reparaz (150 plazas), Tasubinsa (40 plazas) y Cuatrovientos (40 plazas)

- Plazas de aparcamiento para minusválidos: avenida de Navarra, 7 (1), avenida de San Jorge, 81 (1), Cementerio (Aquavox) (2), Doctor Galán, 1 (1), Doctor Labayen,15 (4), Doctor Joaquín Canalejo,1 (1), Doctor Juaristi,1 (1), Doctor Juaristi, 2 (1), Doctor Simonena, 8 (1), Muelle (2), plaza de la Estación, paseo Sandúa (1), Sanduzelai, 15 (1), Santa Vicenta María-Anselmo Goñi (1), travesía Muelle, 4 (2)

- Aparcamiento reservado para motos y ciclomotores señalizados: Doctor Repáraz, avenida San Jorge (9), avenida de Navarra, 7 (5), avenida de San Jorge (4), Doctor Gortari (6), avenida de San Jorge, 14 (4), avenida de San Jorge, 18 (5) y Sanduzelai, 13 (6)

- Aparcamientos subterráneos de vecinos: entre la avenida San Jorge, Doctor Reparaz y avenida de Navarra (Adjudicación: Sociedad Cooperativa las Cerchas); entre Doctor Gorriti, Doctor Huder, avenida San Jorge y avenida de Navarra (Adjudicación: Sociedad cooperativa Herriko Plaza); entre las calles Doctor Gortari y avenida San Jorge (Adjudicación: Sociedad Cooperativa Puente Miluce); y entre las calles Doctor Blasco y Doctor Galán (Adjudicación: Hirukale Sociedad Cooperativa)

- Zona de Estacionamiento Limitado y Restringido (ZEL) - Zona roja (San Jorge): en la plaza de la Estación número 1 hay un área estipulada como zona roja; es decir, que solamente podrán estacionar, durante las horas establecidas para el estacionamiento limitado, los vehículos que exhiban el tique habilitante. En estas zonas no pueden estacionar los vehículos con tarjeta de residente sin haber sacado el tique correspondiente.

- Camiones: el aparcamiento para camiones está prohibido dentro de Pamplona y, por consiguiente, en las calles del barrio.

#### Transporte urbano
Líneas del transporte urbano comarcal que comunican el barrio de San Jorge con el resto de la ciudad y la Cuenca de Pamplona.

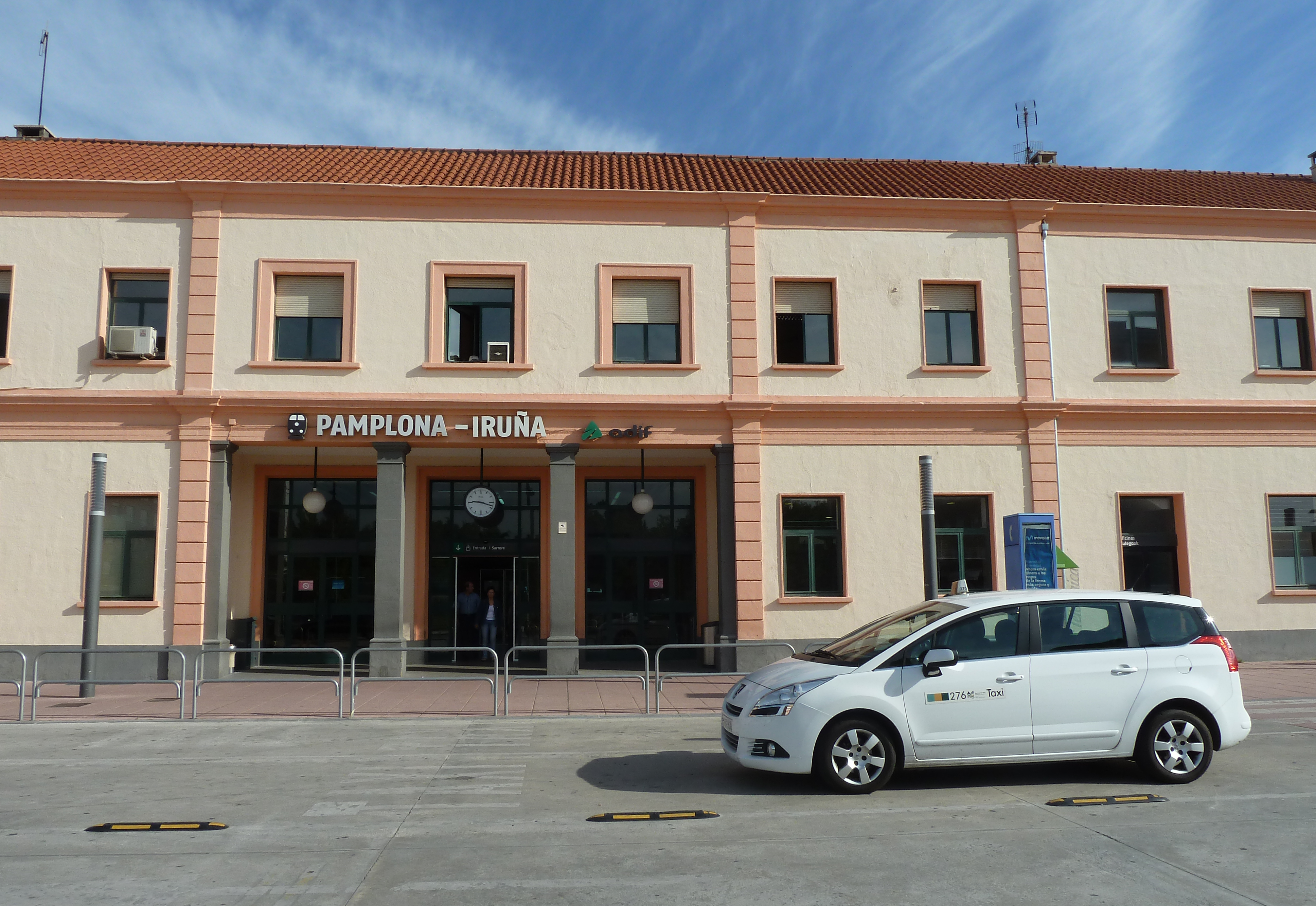

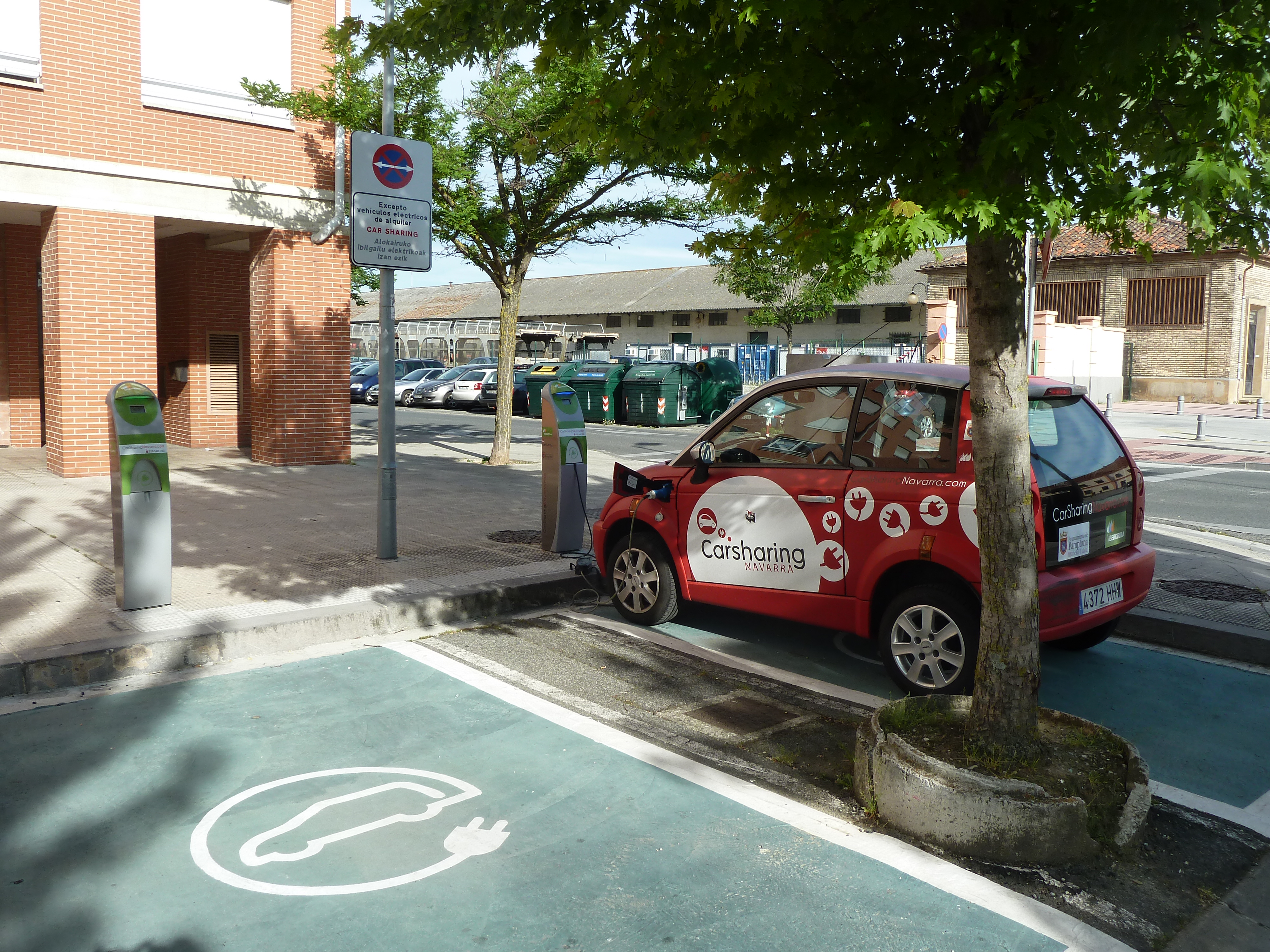

| Eskualdeko Hiri Garraioa/Transporte Urbano Comarcal |                               |                               |
| Inicio                                              | Línea                         | Fin                           |
| Atarrabia/Villava                                   | 7                             | Barañáin                      |
| Hirigunea/Centro                                    | 8                             | Buztintxuri                   |
| Sanduzelai/San Jorge                                | 9                             | Universidad Pública           |
| Belosogoiti/Beloso Alto                             | 10                            | Orkoien                       |
| Berriogoiti/Berriosuso - Berriozar                  | 16                            | Noáin - Beriáin               |
| Berriozar                                           | 17                            | Mutiloa/Mutilva               |
| Hirigunea/Centro                                    | 21                            | Antsoain                      |
| Donibane/San Juan                                   | 24                            | Landaben                      |
| Hirigunea/Centro                                    | N7                            | Hirigunea/Centro              |
| Hirigunea/Centro                                    | N9                            | Orkoien                       |
| Taxi Iruñerria                                      |                               |                               |
| Zona                                                | A                             | A                             |
| Estaciones                                          | RENFE Geltokia/Estación RENFE | RENFE Geltokia/Estación RENFE |

#### Coche eléctrico
En la plaza de la Estación, número cuatro, existe uno de los puestos de alquiler de vehículos eléctricos de la ciudad integrado en el programa promovido por el Ayuntamiento dentro de su apuesta por el desarrollo sostenible.

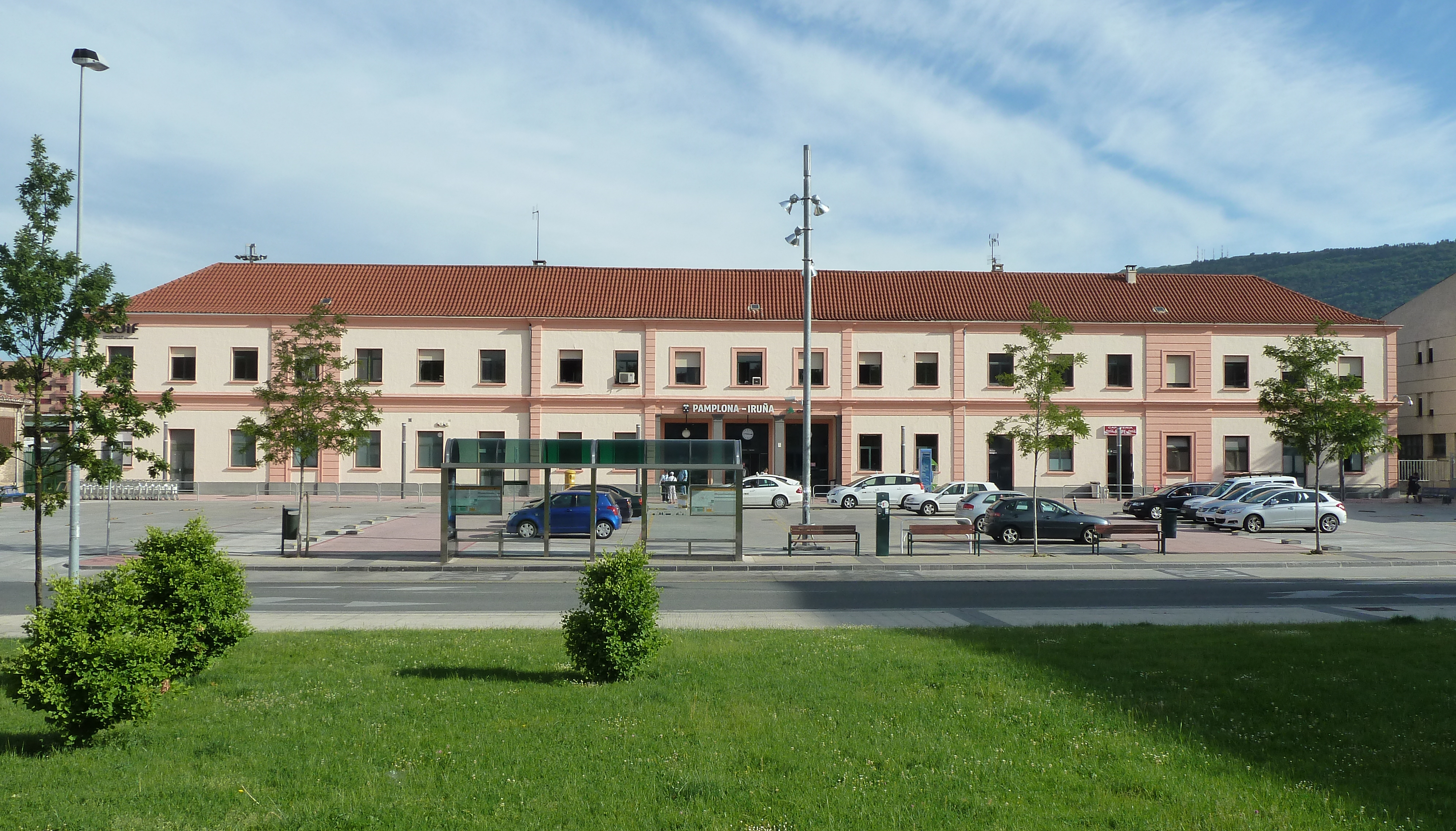

#### Ferrocarril
La estación de ferrocarril de la Adif de Pamplona se encuentra precisamente en el barrio de San Jorge. Sin embargo, está previsto que esta estación sea desmantelada en un futuro cuando se elimine el bucle ferroviario que atraviesa la ciudad y se construya una nueva estación de ADIF para el tren de alta velocidad que se ubicará en el barrio de Echavacóiz.

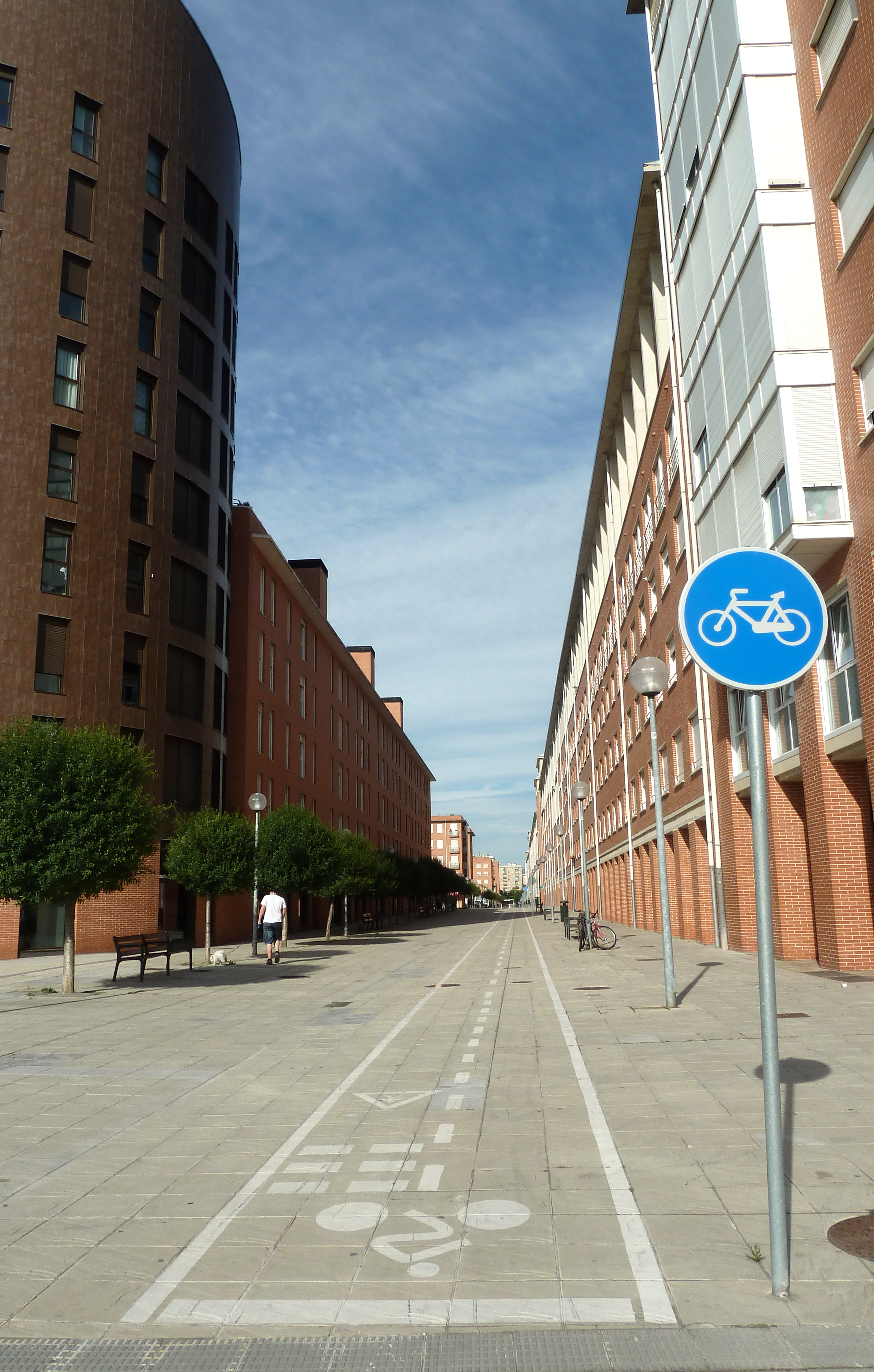

- Asociación Navarra de Amigos del Ferrocarril: ANAF es una asociación de aficionados al mundo ferroviario, tanto de realidad como en miniatura, que realiza actividades culturales donde el tema principal es el ferrocarril. Tiene su sede en la propia estación de Pamplona.[43]

#### Carril bici
En San Jorge existe carril bici en las calles Doctor Húder, Muelle, Sanduzelai, así como en el paseo Sandúa y en la parte del parque fluvial del Arga que transcurre por el barrio. Sin embargo, no se dispone de ninguna estación del Servicio Público de la Alquiler de Bicicletas del Ayuntamiento de Pamplona.

### Economía
Mercado de trabajo
En San Jorge, según datos de octubre de 2012, existía una cota de paro del 14,92 % frente al 12,27% que presentaba la media de la ciudad. Por edades el sector más afectado era el de los menores de 30 años con un 15,26 % aunque sin haber gran diferencia con el sector de 30 a 49 años, que soportaba un 15,17%. Los mayores de 50 años presentaban una tasa del 13,84%. Por sexos la tasa era del 14,89% en varones y un 14,95 % en mujeres, mientras que por sectores productivos el 65% de estas personas en situación de desempleo provenía del sector servicios, el 14,57% de la industria, el 12,90% de la construcción, el 5,16% no había tenido ningún empleo remunerado anterior y el 2,33% provenía del sector primario.
| Tasa de paro en San Jorge entre 2007 y 2012 (porcentaje) |      |       |       |       |       |
| 2007                                                     | 2008 | 2009  | 2010  | 2011  | 2012  |
| 7,13                                                     | 6,36 | 11,66 | 12,67 | 13,09 | 14,92 |

Por su parte, la mayoría de los habitantes del barrio en activo desarrollan su actividad en empleos por cuenta ajena. La cercanía a los polígonos industriales de Landaben y de Orcoyen-Arazuri, así como el pasado industrial del barrio, ha influido para que la mayoría de vecinos haya trabajado históricamente en el sector industrial. De un tiempo a esta parte el cambio de modelo económico, además de la paulatina incorporación de la mujer al mercado laboral, ha provocado una mayor dispersión de las personas del barrio en relación con los distintos ámbitos sectoriales económicos. También, las políticas económicas impulsadas por los gobiernos han provocado que un mayor número de personas pasen del régimen «por cuenta ajena» a otros regímenes más «pro-activos» -autónomos, emprendedores...-. A finales de 2012 en San Jorge casi 700 personas tributaban por sus actividades económicas, de las cuales más del 40% se correspondían a 9 de los 173 epígrafes recogidos en el impuesto de actividades -alquiler de locales industriales (9,85%), albañilería (6,55%), transportes de mercancías (5,33%), cafés y bares (4,66%), tabaco (4,37%), peluquerías (2,91), librerías (2,91%), pintores (2,33%) y fontaneros (2,04%). De igual modo, casi el 40% de las actividades se concentraban en cuatro calles del barrio: avenida de San Jorge (11,35%), avenida de Navarra (10,04%), calle Simonena (9,61%) y paseo Sandua (8,44%)
Agricultura

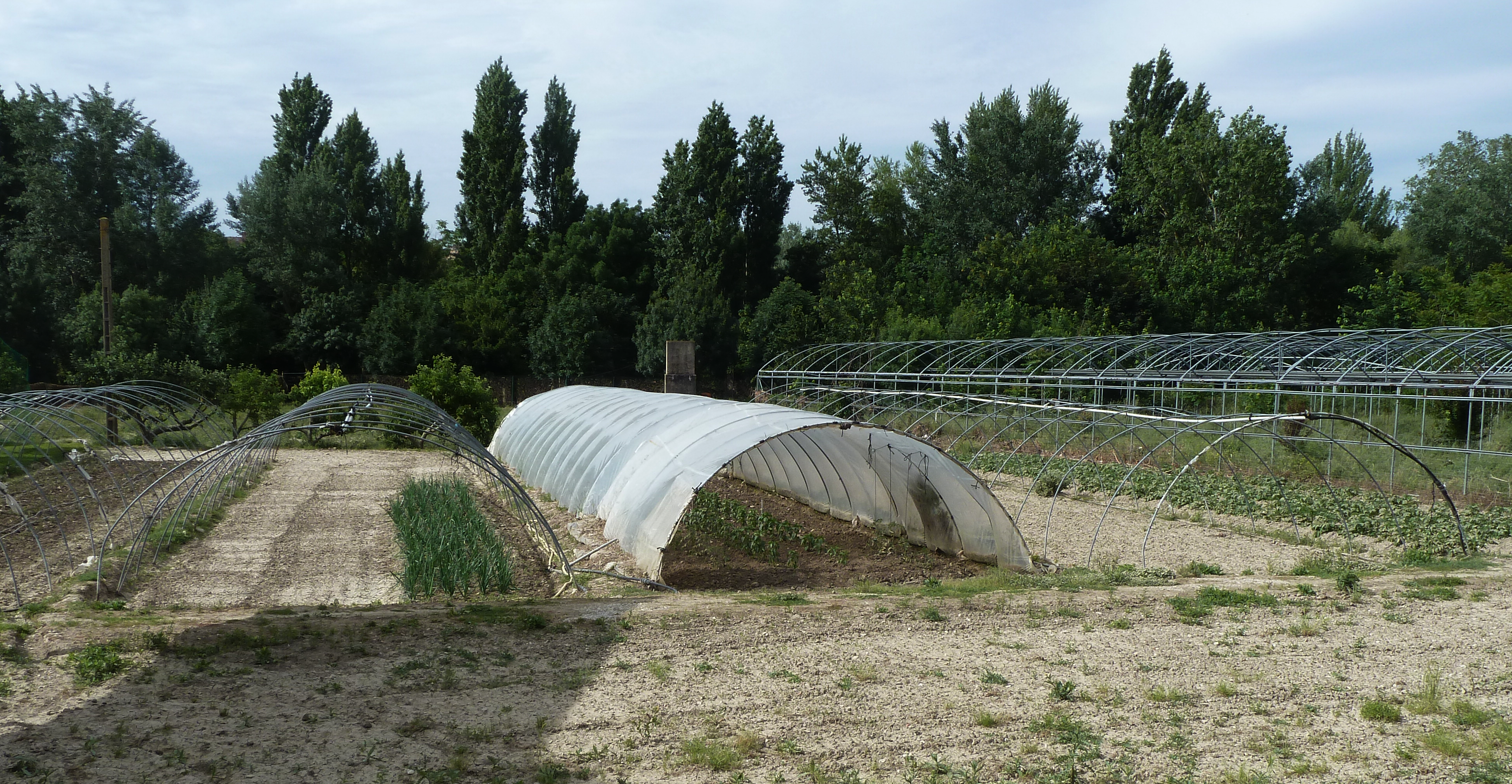
Huertas en San Jorge

La actividad agrícola en el barrio es prácticamente nula debido a que todo es suelo urbanizado. La única actividad relacionada con la agricultura en la zona tiene un aspecto más unido al ocio, ya que en el margen noroeste del barrio, al otro lado de la vía férrea, existe un terreno de 86 000 m² destinado a la horticultura de recreo, la Agrupación de Huertas Las Layas. También existe otro espacio que es explotado como huertas en los terrenos que quedan entre el campo de fútbol y el Puente de Miluze -algo más de 30 000 m²-. Por su parte, en la zona aledaña de Soltxate-Santa Lucía sí que todavía perdura cierta actividad agrícola, más concretamente, cultivo de cereal.
Industria

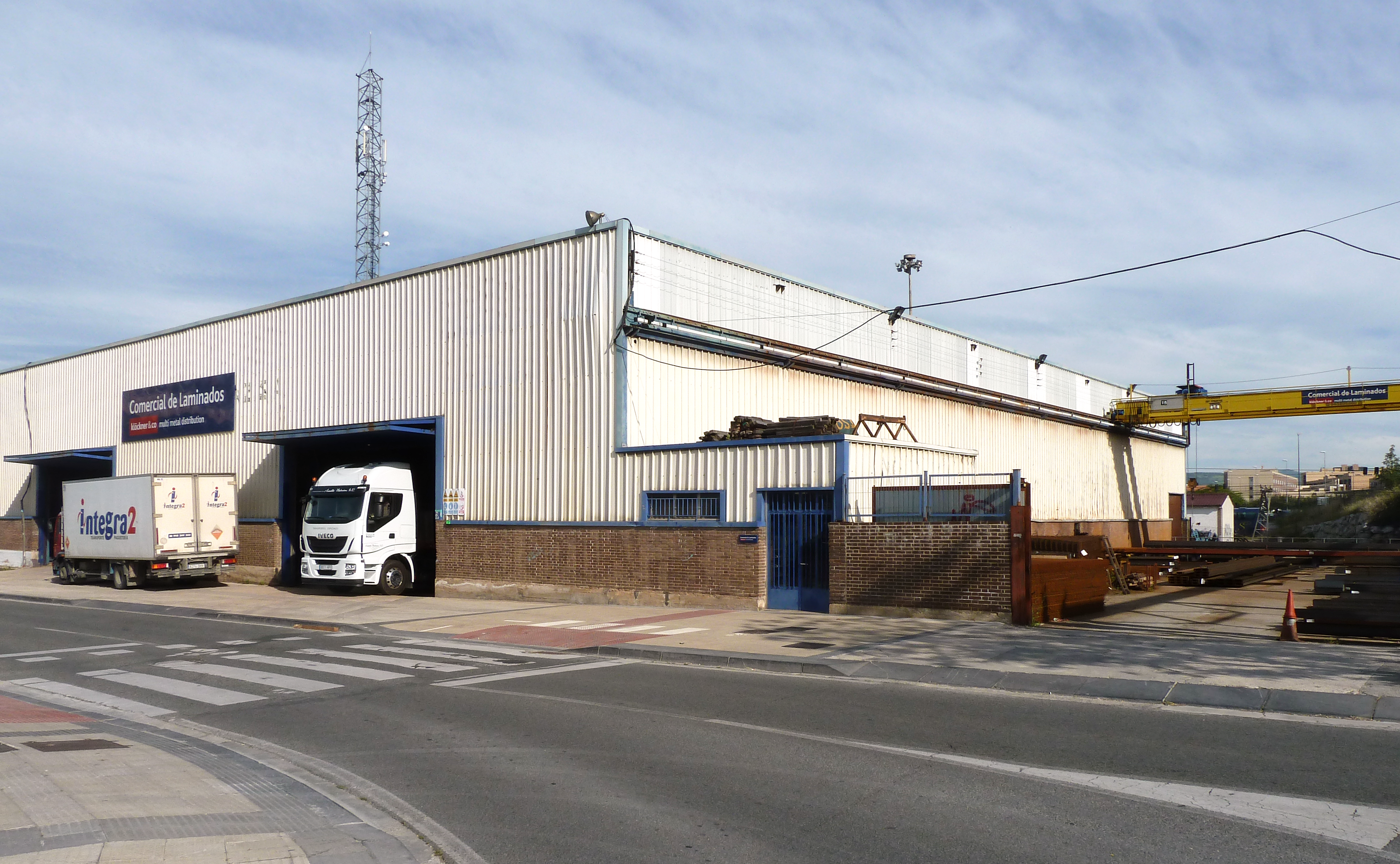
Almacén de laminados en San Jorge

Hoy en día la otrora profusa actividad industrial en el barrio de San Jorge se ha visto reducida a la ejercida en unos pocos talleres dedicados a la fabricación de estructuras metálicas, muebles, etc., y sobre todo a los almacenes distribuidores y empresas de servicios, reparaciones.
Servicios

Asociación de Comerciantes Sanduzelai

Este sector es el que en la actualidad cuenta con más fuerza en San Jorge. De los diversos tipos de servicios y comercios del barrio destacaríamos la hostelería, las peluquerías, las librerías, pintura, panaderías, alimentación, pastelerías o farmacias.
| Sector comercial                                     | Empresas |
| Oficinas bancarias. Bancos (3), Cajas de ahorros (4) | 7        |
| Empresas comerciales mayoristas                      | 15       |
| Empresas comerciales minoristas                      | 122      |
| Peluquerías                                          | 20       |
| Bares y restaurantes                                 | 32       |

En octubre de 2012 se creó la Asociación de Comerciantes Sanduzelai con objeto de revitalizar el comercio del barrio, a la vez que pretende aportar su grano de arena, junto con los demás colectivos que conforman el barrio, en la dinamización de la vida social de San Jorge.== Política y administración ==

## Administración municipal
Hay tres puntos de vista según los cuales Pamplona se zonifica de una u otra forma: el de las circunscripciones electorales, conforme al cual la ciudad se fracciona en distritos, que a su vez lo hacen en secciones; el urbanístico, que hace la división en unidades integradas; y el sociológico, que lo hace en barrios. En el plano político San Jorge está integrado en el denominado «Distrito VII. Rochapea-San Jorge». Este distrito tiene a su vez veintitrés secciones repartidas en los barrios de San Jorge, Rochapea y Buztintxuri-Euntzetxiki. Las secciones correspondientes a San Jorge son las 11, 12, 13, 14, 17 y 20.
La administración política de la ciudad de Pamplona se realiza desde 1979 a través de un Ayuntamiento de gestión democrática cuyos componentes se eligen, por circunscripción única, cada cuatro años por sufragio universal. El censo electoral está compuesto por todos los residentes empadronados en la ciudad mayores de 18 años y nacionales algún país miembro de la Unión Europea. Según lo dispuesto en la Ley del Régimen Electoral General, que establece el número de concejales elegibles en función de la población del municipio, la corporación municipal está formada por 27 concejales. Desde 1999 los regidores del Ayuntamiento crearon y han mantenido la figura del concejal de barrio, y por lo tanto, San Jorge también ha tenido el suyo desde entonces.
Resultados de las elecciones municipales de 2011
En las Elecciones Municipales de 2011 el partido más votado en las secciones de San Jorge resultó ser UPN con el 23,3% de los votos emitidos, seguido por NaBai con el 22,6% y PSN-PSOE con el 18,6%. El resto de formaciones que también obtuvieron representación en el Ayuntamiento fueron: Bildu con el 12%, Izquierda-Ezkerra con el 7,8% y PP con el 7,6%.
| Partido político                            | Año 2011 | Año 2007 |  |
| Partido político                            | Votos %  | Votos %  |  |
| Unión del Pueblo Navarro (UPN)              | 23,30%   | 31,60%   |  |
| Nafarroa Bai (NaBai)                        | 22,60%   | 29,80%   |  |
| Partido Socialista de Navarra (PSN-PSOE)    | 18,60%   | 21,90%   |  |
| Bildu (Bildu)                               | 12%      | 8,20%    |  |
| Izquierda-Ezkerra (I-E)                     | 7,80%    | 6%       |  |
| Partido Popular (PP)                        | 7,60%    |          |  |
| Verdes (ECOLO)                              | 1,74%    |          |  |
| Unión Progreso y Democracia (UPyD)          | 1,03%    |          |  |
| Convergencia de Demócratas de Navarra (CDN) | 0,80%    | 2,60%    |  |

     En 2007 EA estaba integrada en NaBai mientras que en 2011 lo hace en Bildu. También en 2007 Batzarre formaba parte de NaBai pero en 2011 lo hacía en I-E. Por su parte, UPN y PP concurrieron unidos en 2007 y los votos atribuidos a Bildu en 2007 corresponden a los logrados por ANV

Concejales de barrio
En la legislatura 1999-2003 fue creada esta figura por la entonces alcaldesa de la ciudad, Yolanda Barcina Angulo. No se trata de un cargo elegido directamente por los vecinos del barrio, sino que, según expone el artículo 56 del Título V del Reglamento de Participación Ciudadana del Ayuntamiento de Pamplona, «el Alcalde designará, de entre los corporativos municipales, de cara a atender a la ciudadanía, colectivos y asociaciones de un determinado Barrio, a fin de encauzar sus peticiones o planteamientos, y en definitiva la participación vecinal, un Concejal o Concejala de Barrio. Este propiciará un seguimiento específico de las necesidades de los vecinos/as y entidades de dicho ámbito territorial, de sus iniciativas, y del funcionamiento de los servicios e instalaciones municipales del referido Barrio».
| Periodo   | Nombre del concejal de barrio | Partido político         |
| --------- | ----------------------------- | ------------------------ |
| 1999-2003 | Eradio Ezpeleta Iturralde     | Unión del Pueblo Navarro |
| 2003-2007 | Amaya Otamendi Claramunt      | Unión del Pueblo Navarro |
| 2007-2011 | Ana Pineda Abel de la Cruz    | Unión del Pueblo Navarro |
| 2011-2015 | María Caballero Martínez      | Unión del Pueblo Navarro |
| 2015-2019 | Aritz Romeo Ruiz              | EH Bildu                 |
| 2019-     | Javier Labairu Elizalde       | Navarra Suma             |

## Servicios públicos

### Abastecimiento
Electricidad

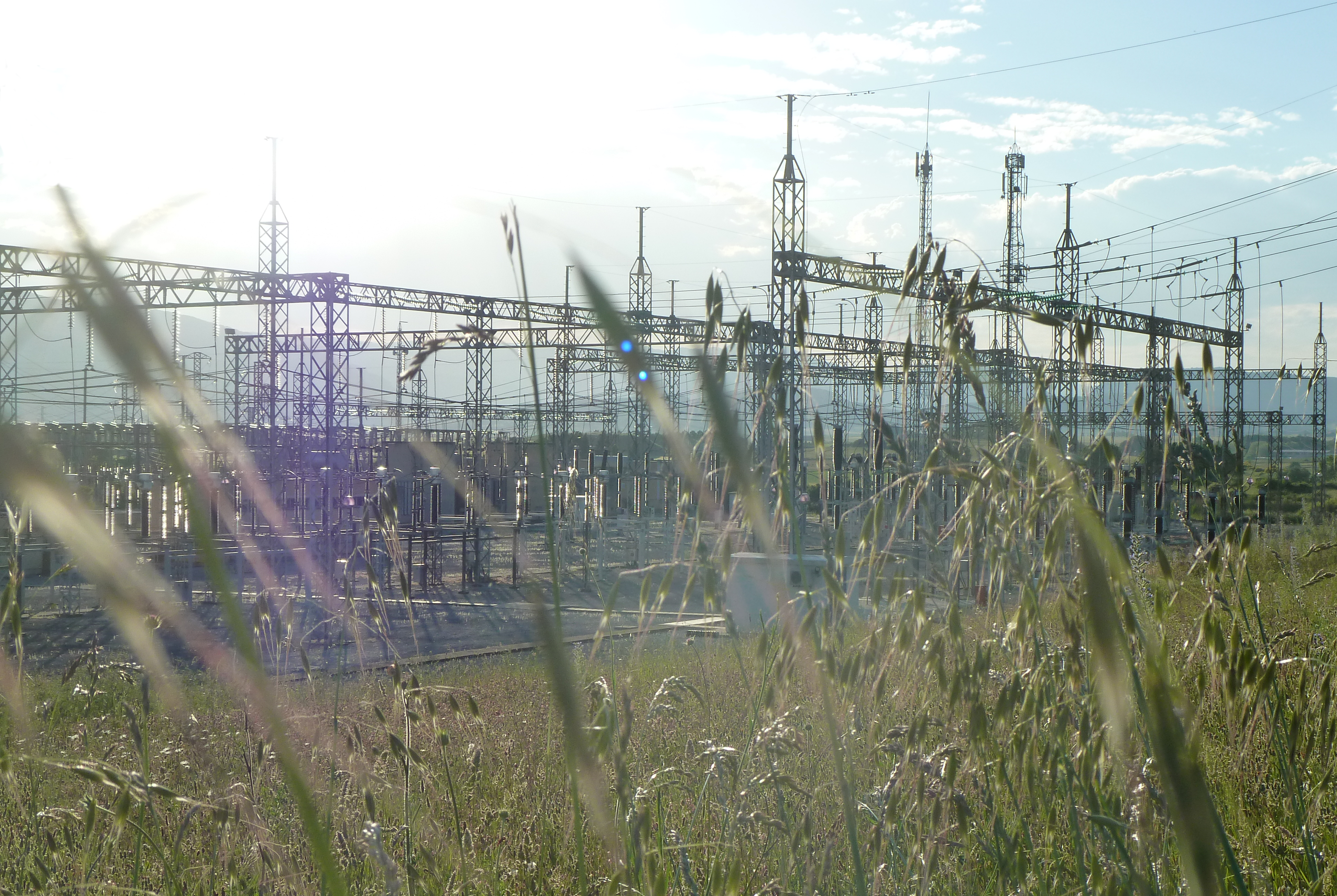
Subestación de Orcoyen

La electricidad que se consume en San Jorge es distribuida por la compañía Iberdrola y procede de la Subestación eléctrica que la empresa Red Eléctrica Española tiene ubicada en la cercana localidad de Orcoyen.
Combustibles

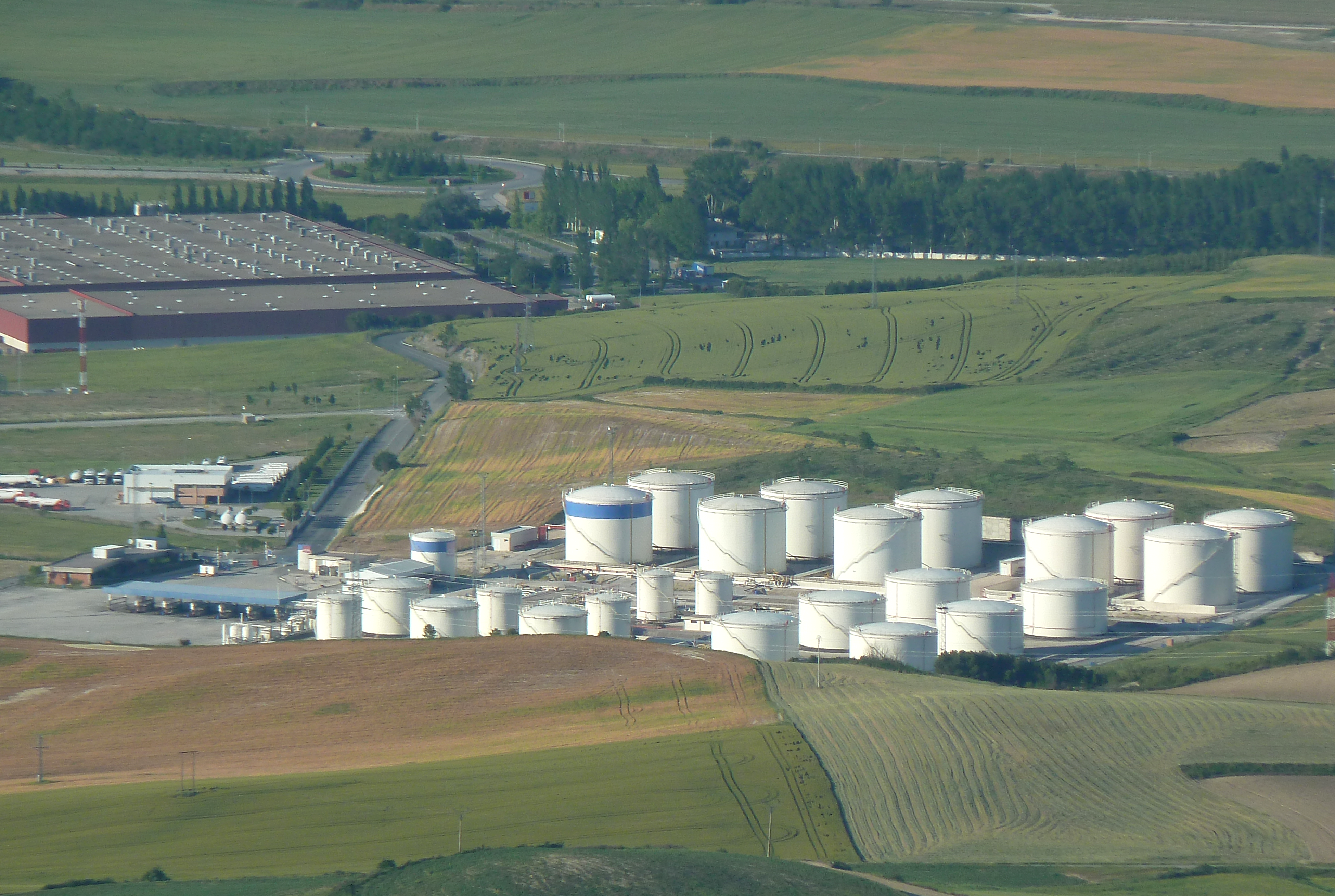
Instalaciones en Esparza

En la Comunidad Foral de Navarra es la Compañía Logística de Hidrocarburos (CLH) quien dispone de unas instalaciones fijas de almacenamiento y transporte de productos petrolíferos ubicadas en la localidad de Esparza de Galar y sirve a terceros mediante un procedimiento negociado. A dichas instalaciones llega el combustible mediante un ramal del oleoducto Bilbao-Zaragoza, que pasa muy próximo a la zona. Por su parte, en el barrio de San Jorge no existe ninguna estación de servicio ni empresa distribuidora de combustible, aunque sí que las hay a poca distancia del barrio, algo que también ocurre con el gas butano, cuyo suministro corresponde a Respol Butano S.A.
Gas natural
Gas Natural Fenosa es la empresa encargada del suministro de Gas Natural en Pamplona y, por tanto, en San Jorge
Agua Potable

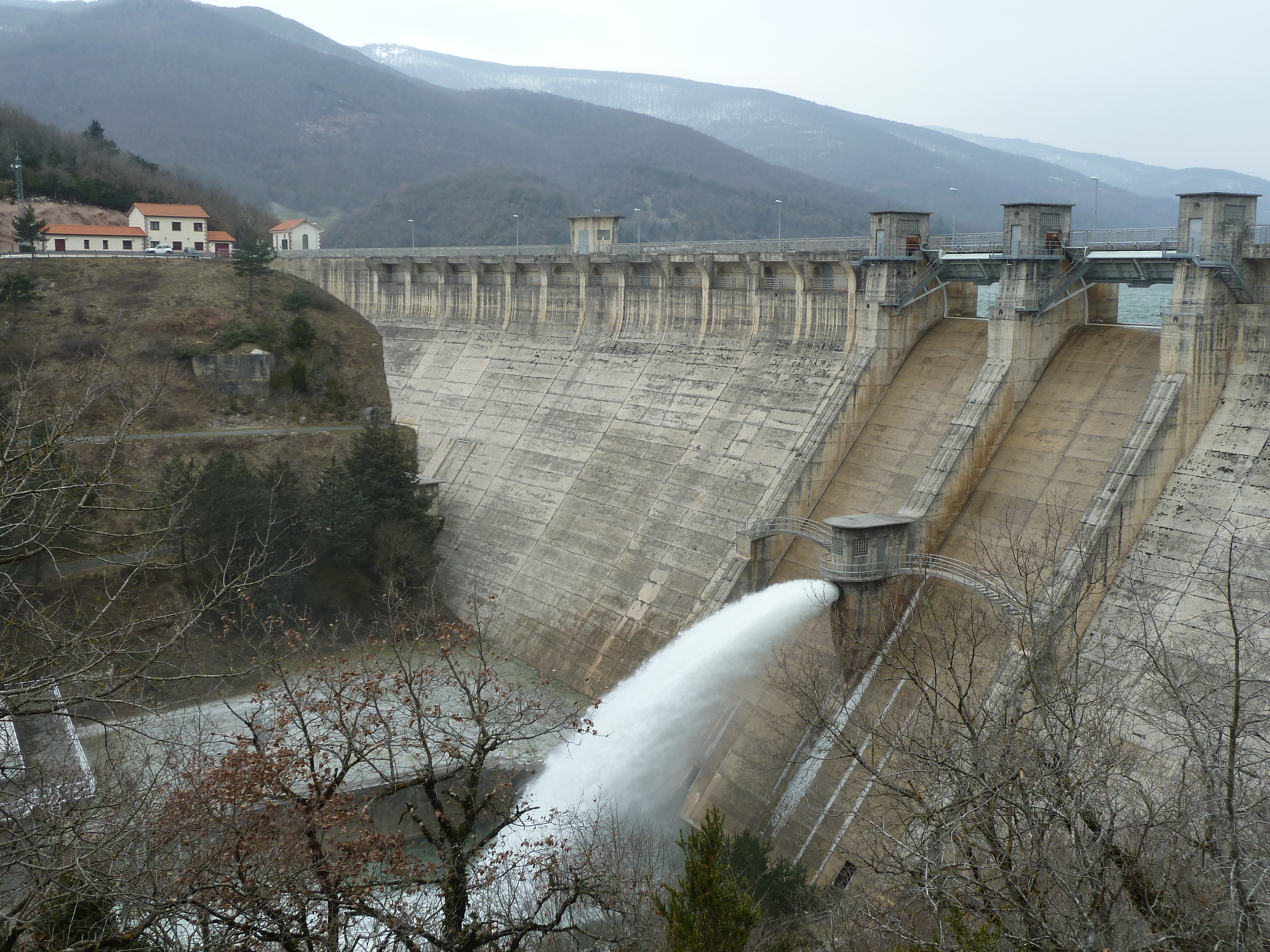
Presa de Eugui

La Mancomunidad de la Comarca de Pamplona es la entidad que gestiona el Ciclo Integral del Agua, que consiste en el abastecimiento de agua potable, alcantarillado, saneamiento y depuración de aguas residuales, y vertido al río Arga.
El agua suministrada a la Comarca de Pamplona procede de tres fuentes de abastecimiento (Eugi, Arteta y, en verano, también del Canal de Navarra) con predomino de una u otra según la época del año y la zona en la que se encuentre cada localidad o barrio. Al disponer la comarca de una red mallada de distribución, el agua que llega a los grifos del consumidor es, en general, una mezcla relativa de diversas fuentes. La mayor influencia de una u otra fuente de abastecimiento condiciona la dureza y la temperatura media del agua que llega a tu domicilio. La distribución por barrios de agua de estas distintas procedencias es muy heterogénea, aunque en términos generales es más elevada la aportación del Manantial de Arteta en invierno y la de Eugi y el Canal de Navarra en verano. El agua de Arteta, más mineralizada, tiene una dureza que oscila entre los 19 y los 23 grados franceses (ºfH) y presenta una temperatura más constante. El agua de Eugi, menos mineralizada, tiene una dureza media de 7-10 ºfH y su temperatura varía más a lo largo del año.
Residuos y limpieza de vías públicas

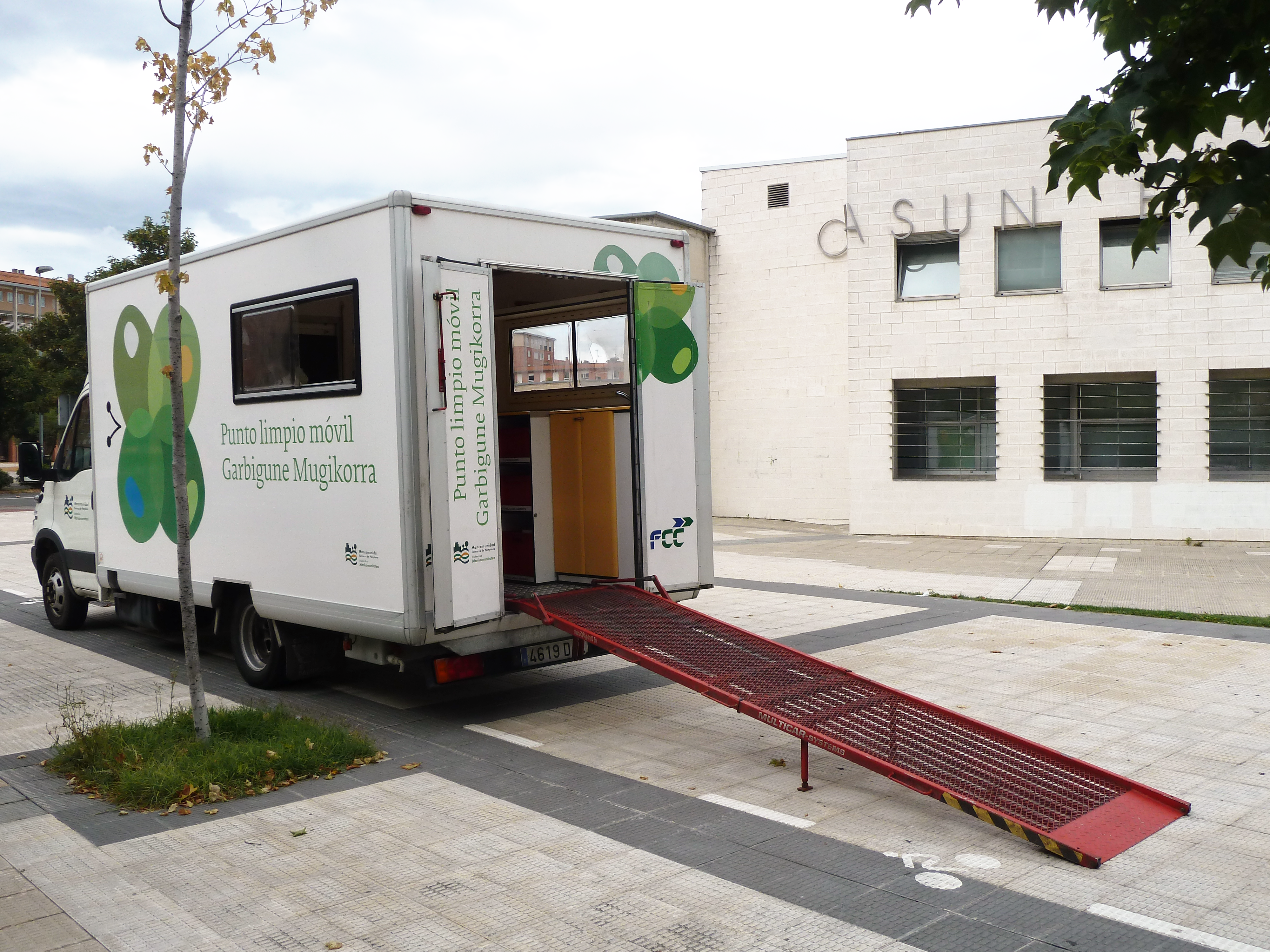
Punto limpio móvil en San Jorge

La recogida de residuos está gestionada por la Mancomunidad de la Comarca de Pamplona. La recogida de residuos se realiza de forma selectiva, para lo cual hay ubicados en los diferentes puntos de la localidad contenedores específicos para los diferentes tipos de residuos: orgánicos; plástico y embalses; papel y cartón y vidrio. Además cuenta con un servicio de recogida de objetos voluminosos, pilas, material de poda de jardines y los denominados puntos limpios, destinada a recoger selectivamente los residuos especiales generados en el hogar, como pinturas y productos de automóvil. Hay dos tipos de puntos limpios: los fijos, que están instalados permanentemente en los aparcamientos de los hipermercados, y los móviles: vehículos que se desplazan por diferentes localidades y barrios. El punto limpio móvil de San Jorge está activo los miércoles de 16:00 a 21:00 horas en la calle Sanduzelai (junto al centro de salud).
La limpieza de la vía pública es competencia del Ayuntamiento de Pamplona, quien tiene subcontratada esta labor a la empresa Fomento de Construcciones y Contratas (FCC).

### Educación
Educación infantil y primaria
Para la educación Primaria e infantil en el barrio dispone de los siguientes centros públicos:

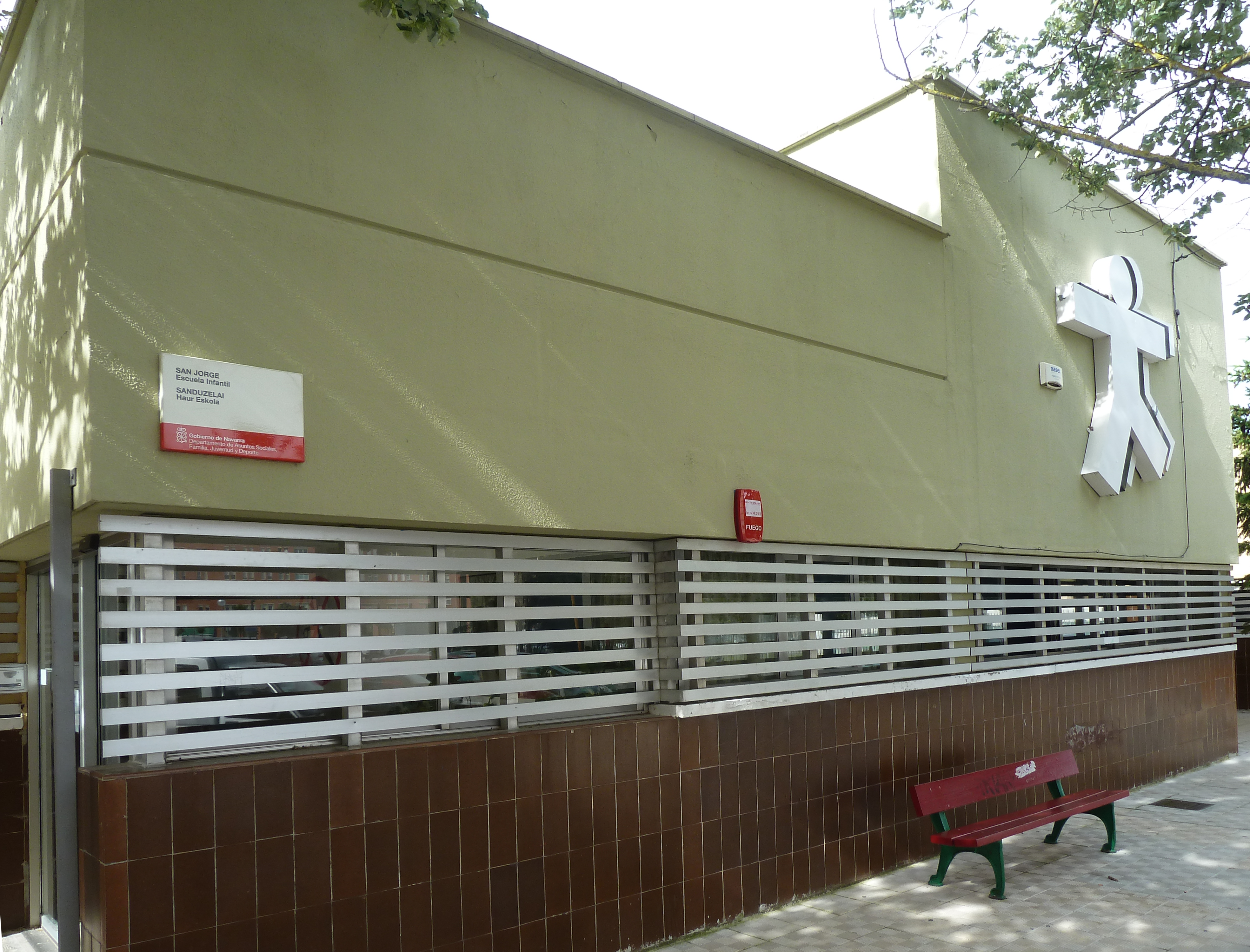
Escuela infantil San Jorge

- Escuela infantil San Jorge: Es una escuela de educación infantil (0 a 3 años) dependiente del Departamento de Políticas Sociales del Gobierno de Navarra. Ofrece atención en jornada completa y la lengua vehicular es el castellano. Se encuentra en la calle Doctor Repáraz s/n.

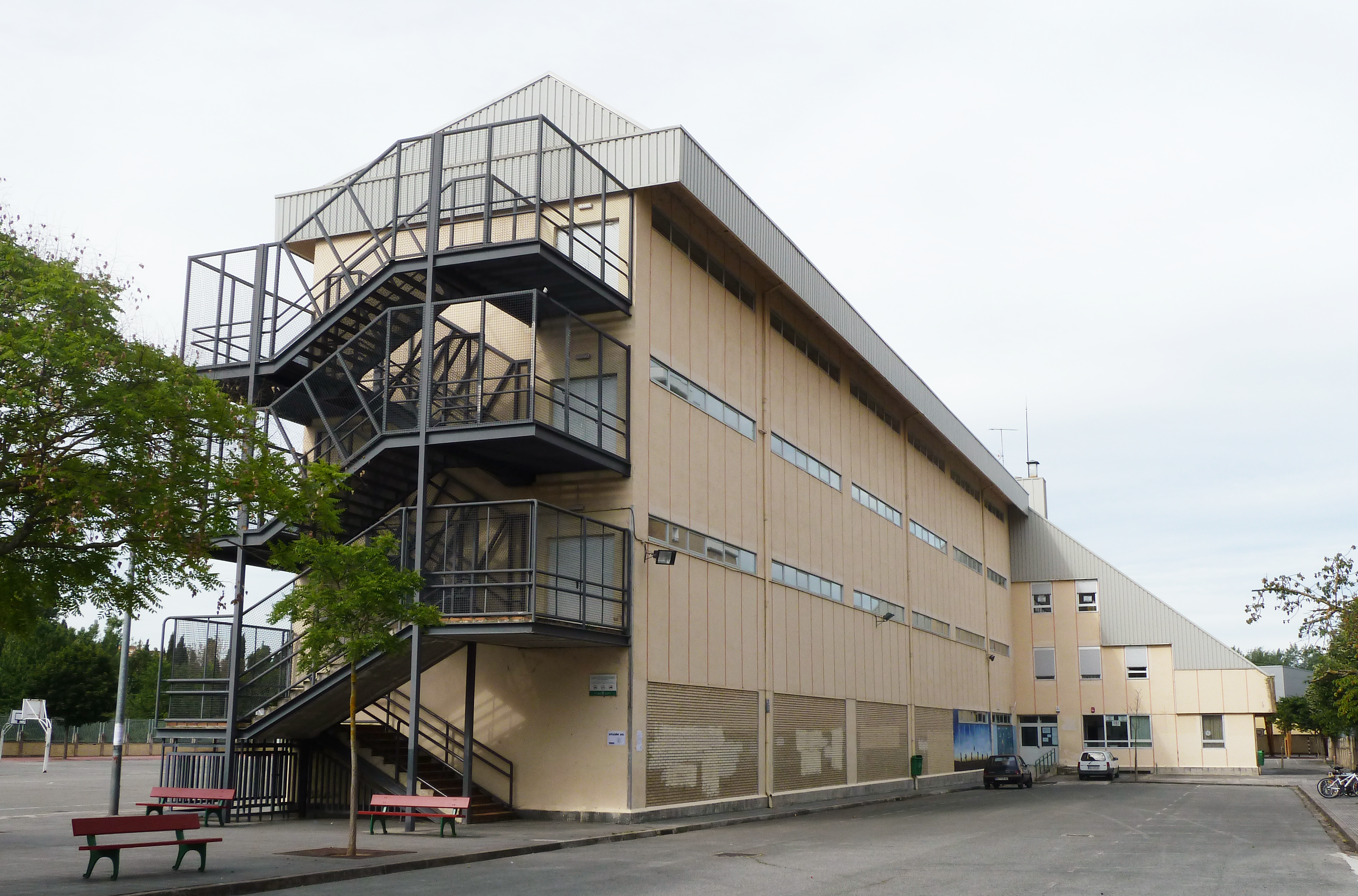
Colegio público San Jorge

- Colegio público San Jorge: es un centro público dependiente del Departamento de Educación del Gobierno de Navarra e imparte enseñanzas de segundo ciclo de educación infantil (3 a 6 años) y primaria. Fue inaugurado en 1972 y se encuentra en la calle Doctor Juaristi número 1. El colegio ofrece enseñanza en castellano (modelos G y A).[56] Hasta 1986 fue el único centro educativo del barrio y el mayor colegio público de toda Navarra, año en el que se desdobló por la creación de un nuevo centro que ofertaba el modelo lingüístico D. Esta circunstancia y una situación sociopolítica poco favorable a la población escolar en situación social o cultural desfavorecida acentuaron la imagen de centro «especial»; sin embargo, a lo largo de toda su trayectoria el colegio San Jorge ha recibido diversos premios y reconocimientos por su buen trabajo educativo, innovador e integrador.[57]

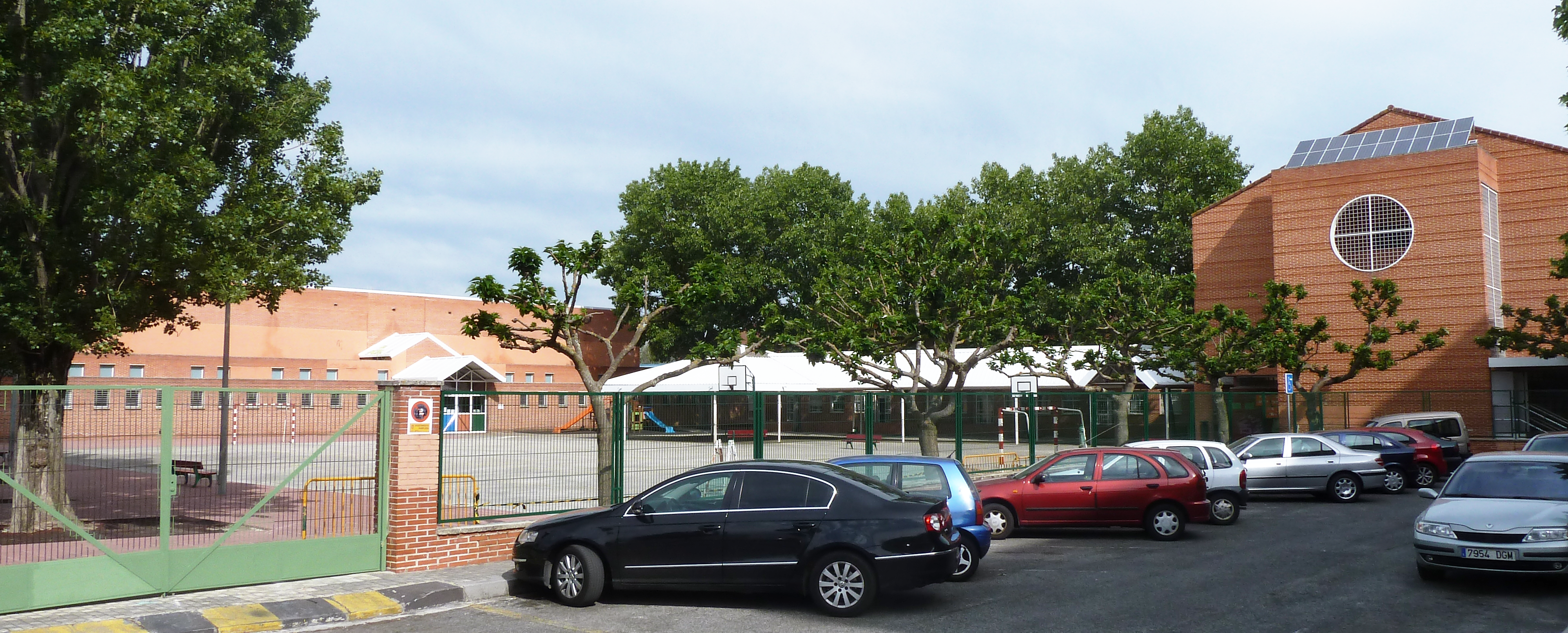
Sanduzelai Ikastetxe Publikoa

- Sanduzelai Ikastetxe Publikoa:Es un centro público dependiente del Departamento de Educación del Gobierno de Navarra e imparte enseñanzas de segundo ciclo de educación infantil (3 a 6 años) y primaria. Fue inaugurado en 1987 y se encuentra en la avenida de San Jorge número 30. El colegio ofrece enseñanza en euskera (modelo D).[58] Este centro se inauguró con el nombre de San Jorge II impartiendo sus enseñanzas en los modelos G y D -fue el primer centro de enseñanza de Pamplona y su comarca en ofertar el modelo D-. En aquellos tiempos se convirtió en un centro especial, ya que por un lado el hacinamiento del colegio público San Jorge provocó que 400 alumnos que estudiaban en castellano pasasen al nuevo centro y, por otro lado, la oferta de estudios en euskera hizo que el colegio funcionase como un centro comarcal para aquellas personas que deseaban que sus hijos estudiasen en dicha lengua, ya que el Departamento de Educación posibilitó la matriculación y el desplazamiento de 125 niños de los barrios de Pamplona y de la cendea de Olza y Orkoien. Con el paso de los años, la demanda de estudios en modelo D fue creciendo y desde 1999, año en que cambió oficialmente la anterior denominación por la del topónimo Sanduzelai, el centro imparte únicamente este modelo.[59]

Educación secundaria y universitaria
Dentro del barrio no existía ningún centro público de educación secundaria hasta 2018, por lo que la juventud debía desplazarse al cercano barrio pamplonés de San Juan, donde se hallan dos centros de ESO y bachillerato: el instituto Julio Caro Baroja, conocido popularmente como La Granja, que imparte estudios en castellano (modelos G y A), y el instituto Biurdana que lo hace en euskera (modelo D). Actualmente, el IESO Iparralde, instituto de modelo D (en euskera) reúne a estudiantes de educación secundaria obligatoria provenientes de los barrios Buztintxuri, Rochapea y San Jorge.  En cuanto a la enseñanza de formación profesional pública, tampoco existe en San Jorge ningún centro, debiendo desplazarse los interesados al anteriormente citado barrio de San Juan, donde se encuentra el instituto San Juan Donibane. Sin embargo, en San Jorge sí que hay oferta privada de formación profesional:

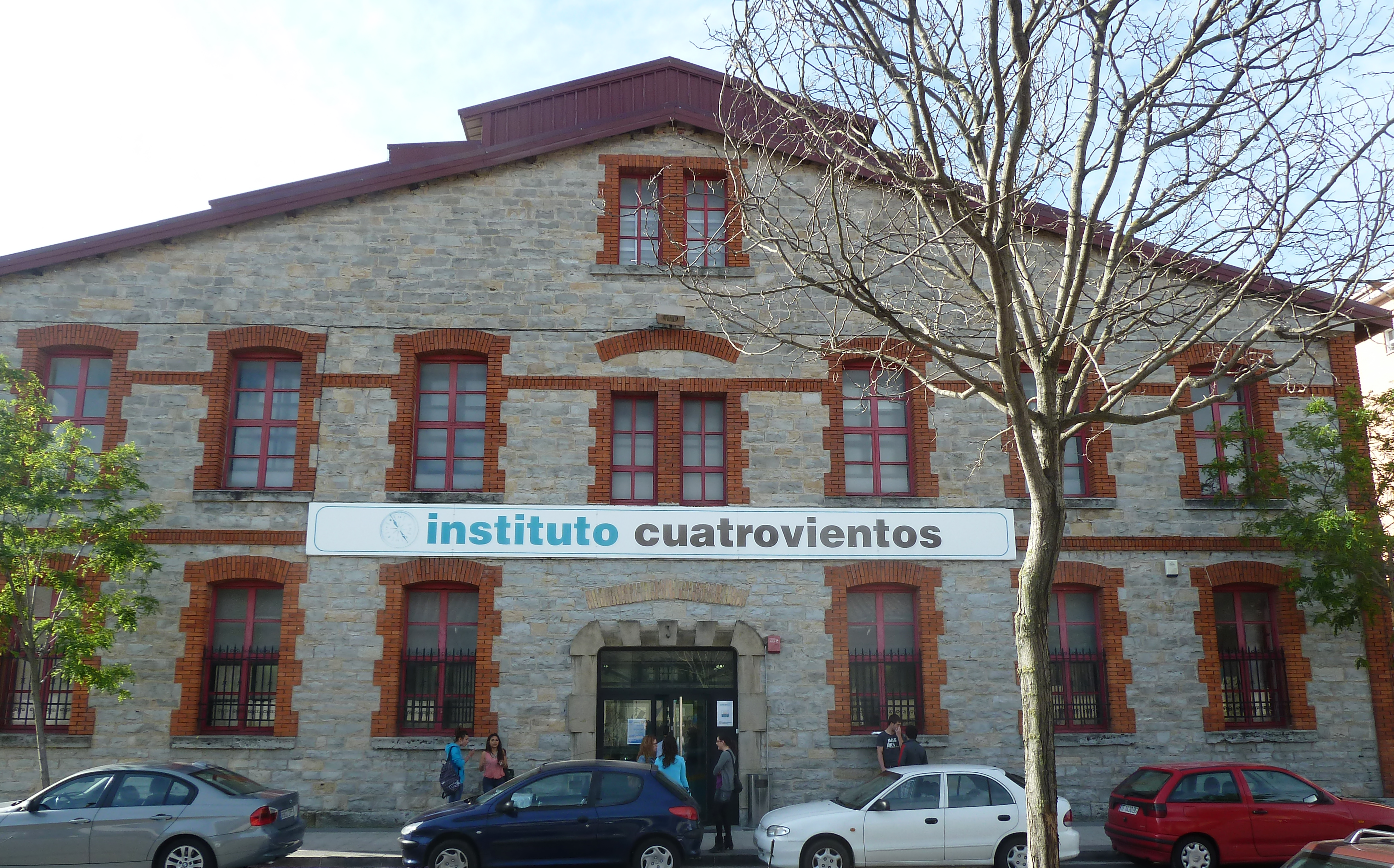
Instituto Cuatrovientos

- Instituto Cuatrovientos: es un centro privado de Formación Profesional inaugurado en 1987 y está ubicado en la avenida de San Jorge número 2, en un inmueble declarado de interés histórico -una antigua fábrica- cuya construcción data de principios de 1900. Ostenta la forma jurídica de cooperativa de trabajo asociado y en 1997 inició la adaptación de la oferta formativa a los requerimientos de la nueva Formación Profesional, impartiéndose en la actualidad Ciclos Formativos de Grado Medio y Superior de las Familias Profesionales de Administración, Comercio y Marketing e Informática, contando además con un Curso Preparatorio para el acceso a CFS y dos Programas de Cualificación Profesional Inicial, uno de ellos Especial. Toda su oferta es en castellano (modelo G).[60]

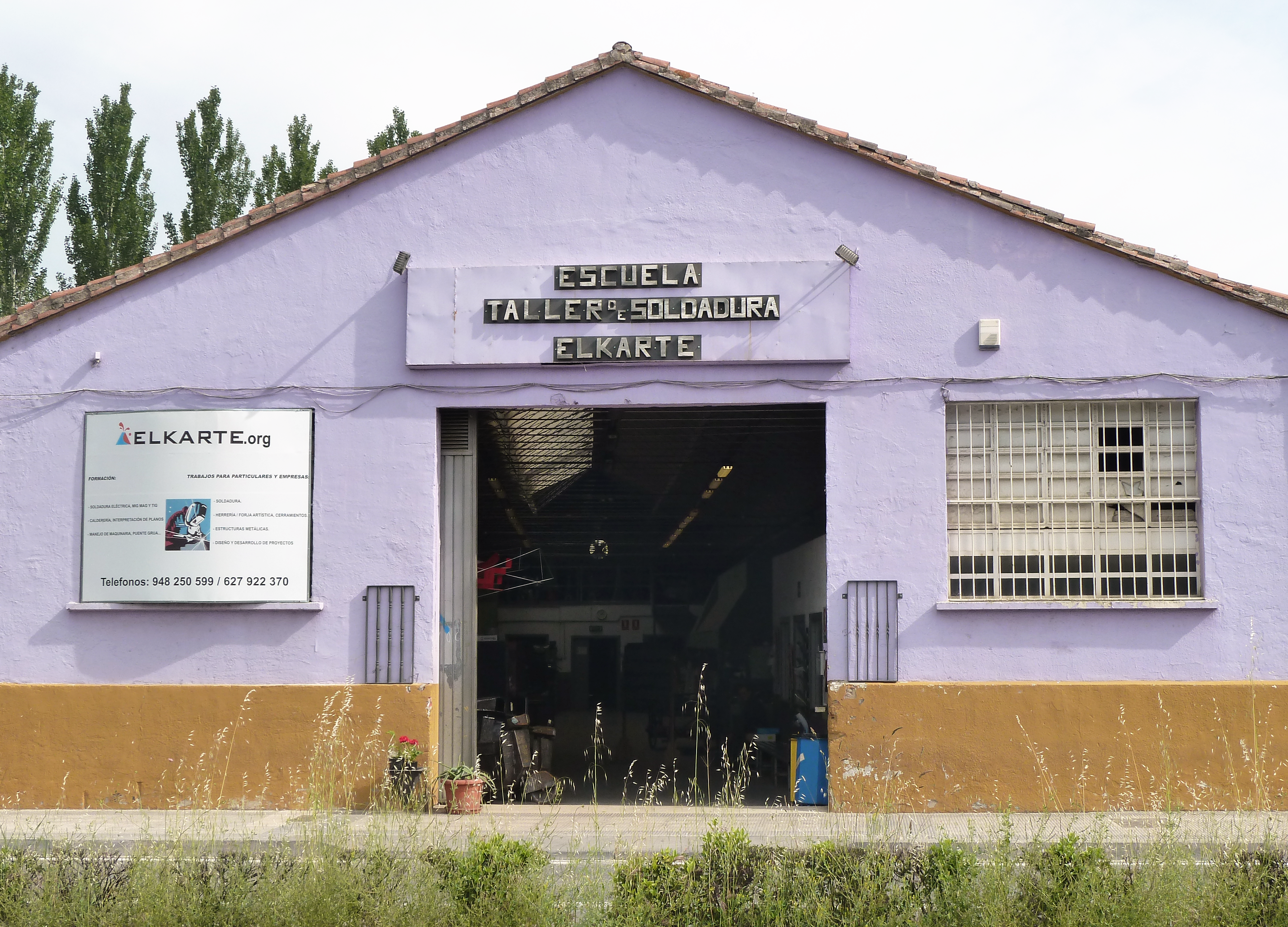
Fundación Elkarte

- Fundación Elkarte: es un centro privado gestionado por la Fundación Elkarte, organización no lucrativa, que oferta Programas de Cualificación Profesional Inicial (PCPI) relacionados con el área del Metal en castellano (modelo G). Está situado en la avenida de San Jorge número 42. Desde 2006 también se constituyeron como un centro de inserción, Elkarte metal SL, cuyos destinatarios son mayores de 40 años con un año de antigüedad en el paro y personas en situación de exclusión social.[61]
- Fundación Eurolan: centro privado gestionado por la Fundación Eurolan que se constituyó en 1999 e inició la actividad de su Centro de Inserción Sociolaboral en enero de 2000. En noviembre de ese mismo año recibió la homologación como Centro de Inserción Socio-laboral del Servicio Navarro de Empleo. Su fin es la incorporación sociolaboral de personas en situación o riesgo de exclusión social, fundamentalmente mediante procesos personalizados de formación y empleo. Se encuentra en la avenida de Navarra número 3.[62]

En lo referente a la educación universitaria desde el barrio de San Jorge se puede llegar a través del transporte urbano tanto a las dos universidades públicas situadas en la capital, Universidad Pública de Navarra (UPNA) y Universidad Nacional de Educación a Distancia (UNED), como a la privada, Universidad de Navarra perteneciente al Opus Dei.

### Sanidad
Atención primaria

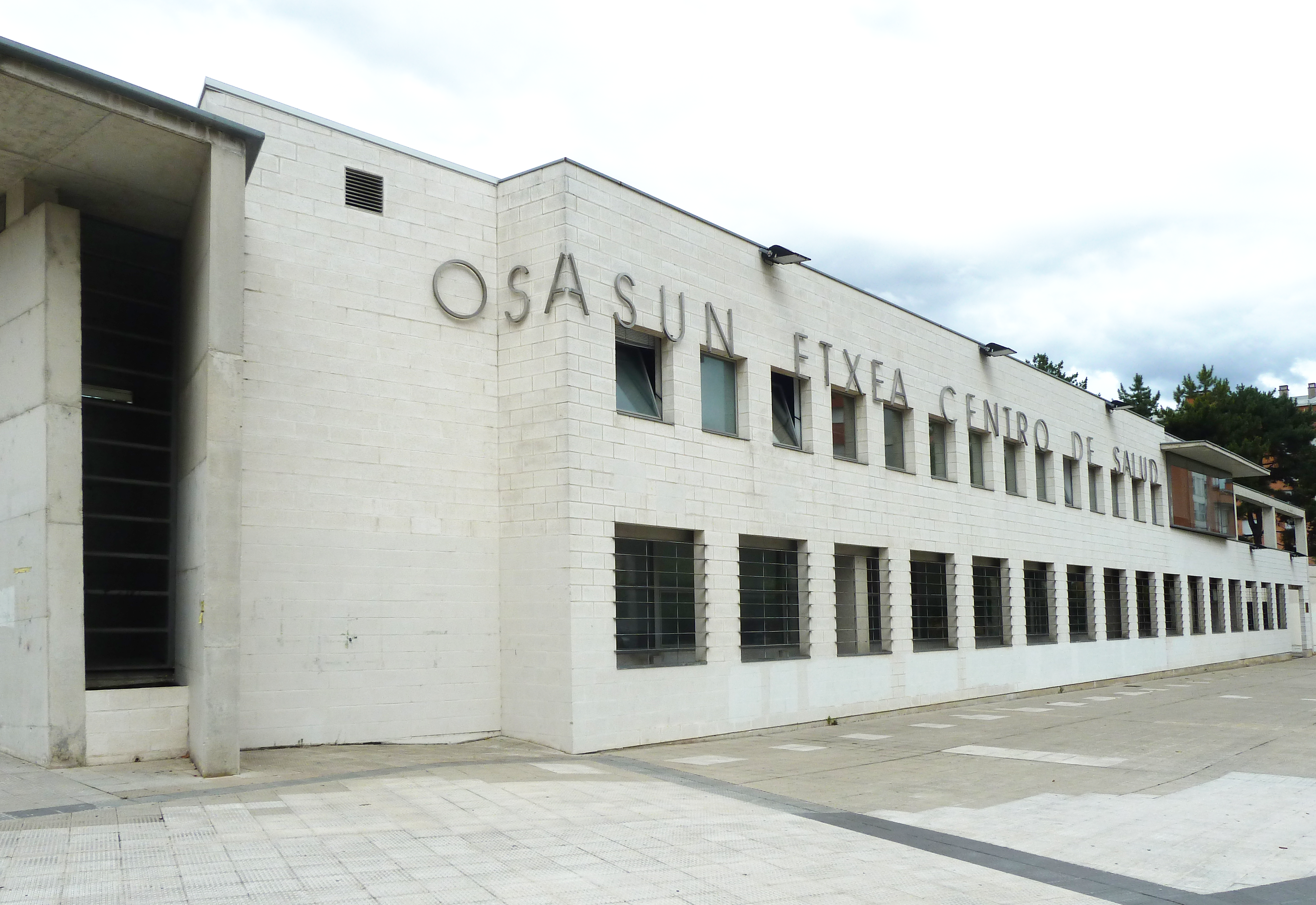
Centro de salud de San Jorge

San Jorge pertenece, según la zonificación sanitaria de Navarra 2012, a la zona básica de salud de San Jorge, al área hospitalaria de Pamplona, en cuanto a salud mental al sector IC Buztintxuri y respecto a la atención a la mujer al CAM Chantrea (Andraize), si bien desde 2011 está operativo el CAM Buztintxuri, que atiende a la población de dicho barrio y a parte de la de San Jorge. Cuenta con un centro de salud desde 1995 ubicado en la calle Sanduzelai s/n, que tuvo que ser ampliado en 2008 para poder atender el aumento de personas adscritas al mismo. Este aspecto también mejoró con la apertura del centro de salud de Buztintxuri en el año 2011, ya que los vecinos de este barrio dejaron de utilizar el centro de San Jorge.
Atención especializada y hospitalaria
La atención especializada se realiza en los centros especializados y ambulatorios como Conde Oliveto, Doctor San Martín y Príncipe de Viana, todos ellos ubicados en otras zonas de la ciudad, a los que se puede acceder desde San Jorge a través del transporte urbano. Lo mismo ocurre con la atención hospitalaria. A los distintos hospitales públicos integrados en el Complejo Hospitalario de Navarra se puede llegar a través de la línea 7.
Por su parte en el barrio de San Jorge están ubicadas las sedes de las siguientes asociaciones relacionadas con la salud:
- Asociación ACOAD Servicios Asistenciales: está situada en la avenida de San Jorge número 81 y está dedicada a promover y fomentar la asistencia sanitaria, psicosocial, formativa, educativa y laboral de los colectivos más vulnerables de la sociedad, atendiendo de forma prioritaria los trastornos mentales, dependencias, drogodependencias y patologías asociadas.[65]
- Asociación Coordinadora de Disminuidos Físicos de Navarra (ACODIFNA): asociación para la defensa de los derechos de este colectivo y para avanzar en la mejora de sus condiciones de vida. Su sede se encuentra en la calle Doctor Labayen número 15.[66]
- Asociación de Celíacos de Navarra: se halla en la calle Doctor Juaristi número 12 y su objetivo es informar a los nuevos diagnosticados en qué consiste la enfermedad, buscar soluciones al régimen de alimentación y facilitar al enfermo un listado de productos especiales sin gluten y puntos de venta en Navarra.[67]

### Seguridad ciudadana

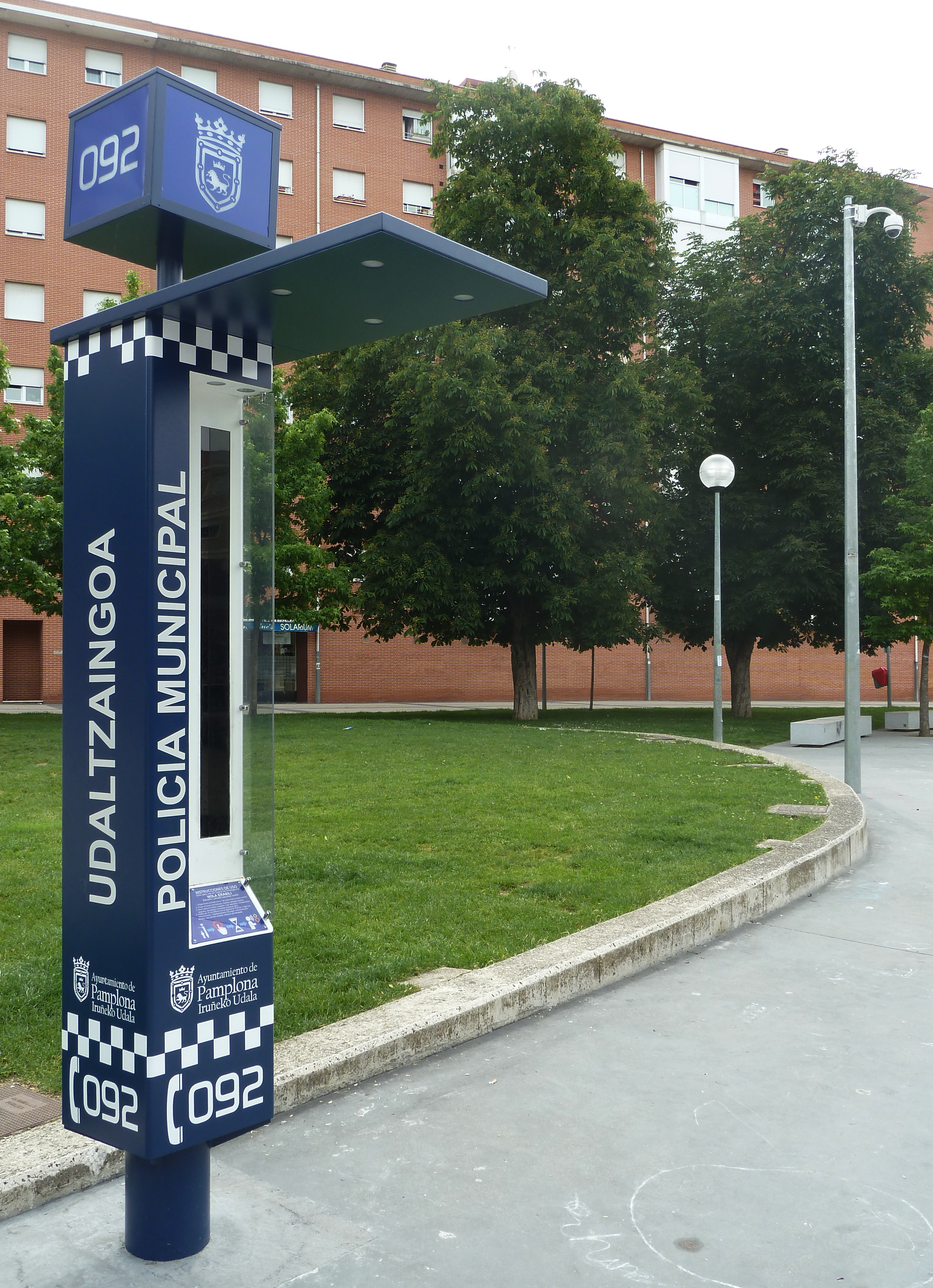
Policía virtual en San Jorge

La seguridad ciudadana está supeditada a la estructura de la Agencia Navarra de Emergencias (ANE) que es un organismo autónomo, creado por el Gobierno de Navarra, mediante el Decreto Foral 12/2009, de 16 de febrero, para agrupar los efectivos de Protección Civil-Sos Navarra 112 y Consorcio de Bomberos de Navarra.
En el área de la seguridad en el barrio operan dos cuerpos policiales: La Policía Nacional y la policía municipal de Pamplona. En este último cuerpo hay habilitada una brigada denominada «policía de barrio» o «policía de proximidad», cuya función genérica es mantener la presencia policial en las calles de Pamplona, facilitando la recepción de quejas de la ciudadanía, así como su rápida y correcta transmisión a la administración municipal. El barrio de San Jorge está incluido en el sector Norte junto con otros tres barrios: Rochapea, Buztintxuri y Chantrea. Este sector habitualmente tiene asignados 2 agentes a pie en Rochapea, 1 motorista y 1 furgón de apoyo, y 2 furgones de intervención. Además, desde febrero de 2013 hay instalado un «policía virtual» en el popularmeente conocido como parque de Gortari. Se trata de un kiosco con un pulsador, un interfono y una cámara ergonómica que se ajusta a la altura del ciudadano demandante. A esa cámara se une otra panorámica de videovigilancia situada en las inmediaciones del puesto para tener una visión más amplia de la zona. Una vez puesto en marcha el sistema, tanto bajo la petición de un ciudadano como a iniciativa de un agente, las cámaras visualizarán la zona para poder tomar entonces las decisiones oportunas y reaccionar con mayor conocimiento de causa ante el hecho concreto.

### Servicios sociales
La puerta de entrada al sistema de servicios sociales en Pamplona la constituyen las 12 unidades de barrio existentes en la ciudad. La correspondiente al barrio de San Jorge se encuentra en la calle Sanduzelai número 7, y los programas que gestiona son: Acogida y Orientación Social; Promoción de la Autonomía Personal y Atención a las Personas en situación de Dependencia; Incorporación Social; y Atención a la Infancia y Familia.

### Servicios religiosos

#### Iglesia y centro parroquial de San Jorge

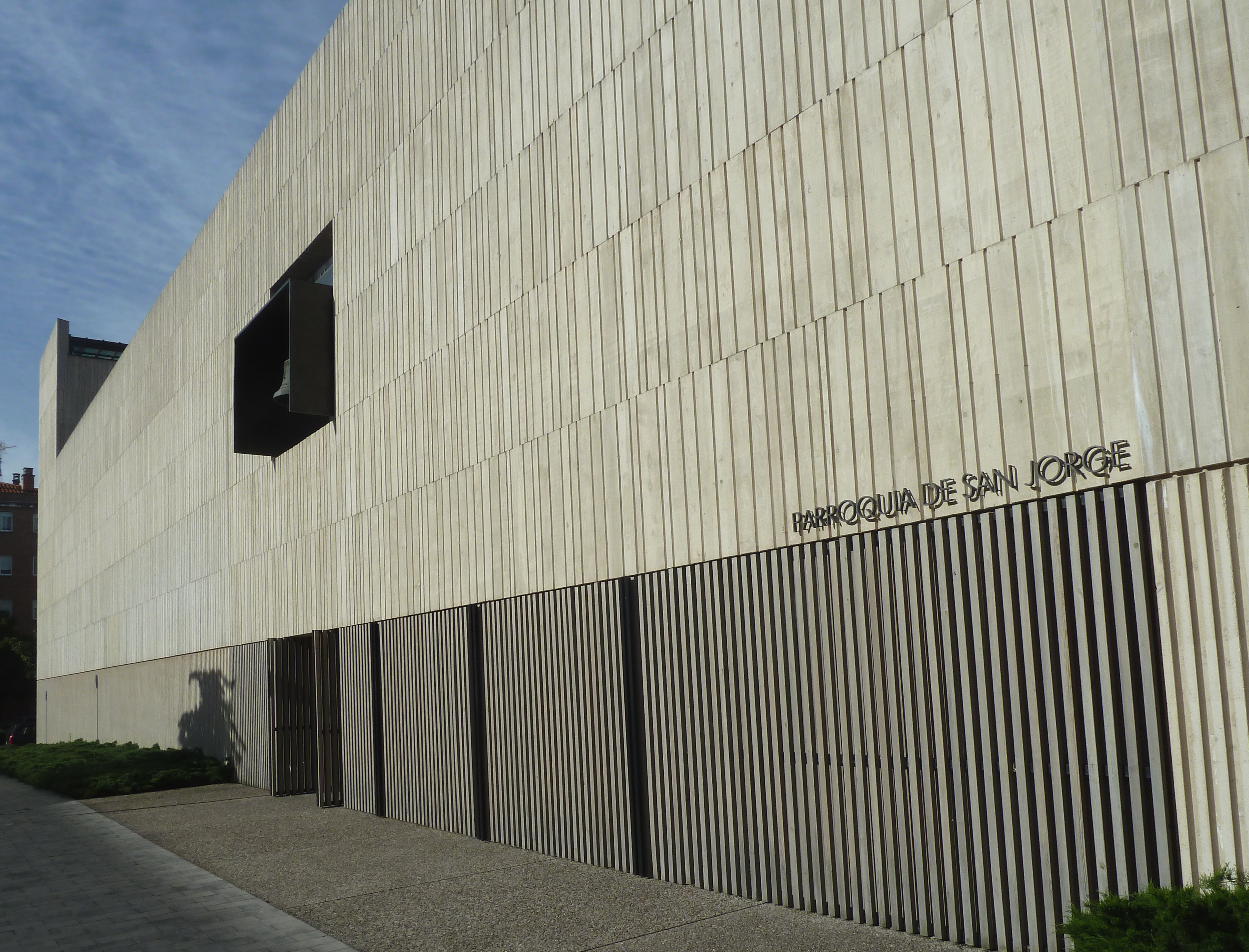

Situada en el número dos de la travesía Sandua, sustituyó a la antigua iglesia del barrio que se encontraba en los bajos de un edificio de la calle Doctor Juaristi (números 6-8). Este volumen de alabastro y hormigón construido en 2008 se emplaza entre dos pequeñas plazas a ambos lados del solar. Un amplio atrio cumple las funciones de vestíbulo exterior, poniendo en relación las plazas mencionadas y sirve de punto de encuentro como paso previo al ingreso en el templo conectando éste a su vez con el centro parroquial. En éste, se encuentran en la planta superior dos viviendas para los sacerdotes y un apartamento para las visitas. Una terraza que recorre toda la longitud de la fachada permite iluminarlas sin problemas de privacidad. Asimismo, el centro parroquial se completa con despachos, salas para usos diversos y aulas de catequesis. Tres piezas (atrio, templo y centro parroquial) que se funden bajo una piel e imagen única, confieren al conjunto un cierto carácter de iglesia fortaleza que trata de defenderse de lo que la rodea pero también de crear un telón de fondo neutro como contraposición al entorno edificado.
El interior del templo se resuelve de un modo escueto, estando sus muros de hormigón construidos del mismo modo que los exteriores. La luz es el elemento fundamental del interior y es a través de una vidriera de alabastro que tamiza la luz que entra desde el atrio y sobre el presbiterio, un lucernario permite iluminar con mayor intensidad los elementos litúrgicos. Una gran viga pantalla de hormigón divide la nave en dos espacios, el más amplio para las celebraciones dominicales y el más pequeño para su uso como capilla de diario.
Esta obra proyectada y dirigida por Tabuenca & Leache Arquitectos, fue distinguida con varios premios: finalista en el Premio de Arquitectura Española 2009, del CSCAE (Consejo Superior de Colegios de Arquitectos de España); accésit en el Premio COAVN de Edificación Dotacional 2010 (Colegio Oficial de Arquitectos Vasco-Navarro); Premio Máster de Diseño Arquitectónico Universidad de Navarra 2010; y el más importante, finalista en la V edición del «Premio Internacional de Arquitectura Sacra», destinado a galardonar los mejores centros de oración cristianos levantados en el mundo durante los últimos 10 años. Este último premio, promovido por la Fondazione Frate Sole, está patrocinado por la Comisión Pontificia para los Bienes Culturales Eclesiásticos de la Santa Sede, la Conferencia Episcopal Italiana y el Ministerio para los Bienes y Actividades Culturales del Estado Italiano, y se ha ganado el calificativo de Oscar de la Arquitectura Sacra.

#### Mezquita Badr Pamplona

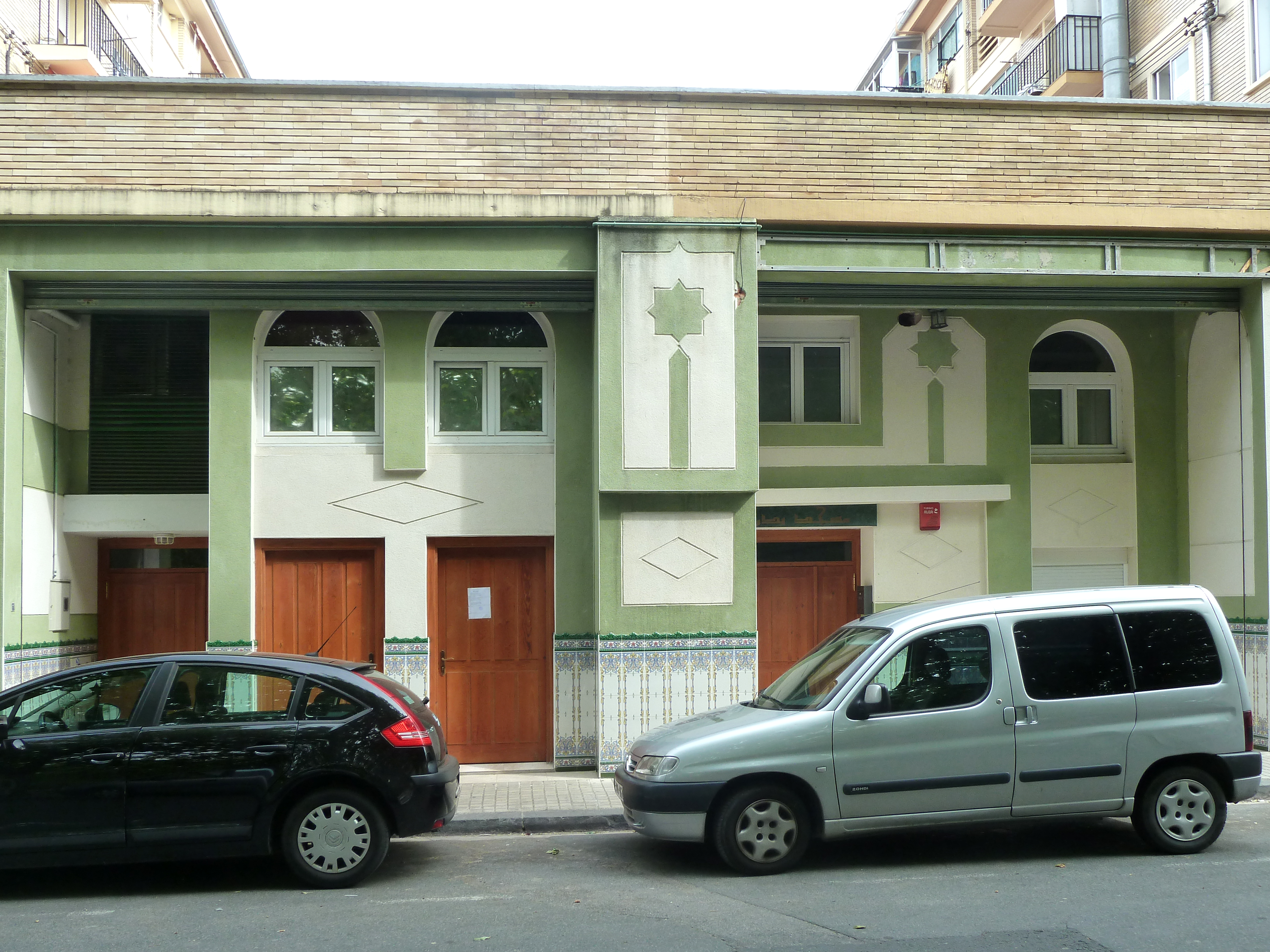

La mezquita se encuentra en la calle Doctor Salva y su planta tiene unos 500 metros cuadrados de planta más otros 100 en la parte superior y capacidad para más de 500 personas. El amplio espacio se divide en distintas áreas que tratan de dar respuesta a las necesidades de la comunidad. Aunque la mayor parte la ocupa la sala de oración, también hay espacio para el despacho del imán, un almacén, la sala para la ablución (un pequeño espacio donde lavarse antes de la oración), aulas para la enseñanza religiosa de los niños, otros despachos, una sala de internet y una pequeña biblioteca "para todo el que quiera conocer el islam". La mezquita está abierta durante todo el día, los siete días de la semana.

## Cultura

### Patrimonio

#### Civil

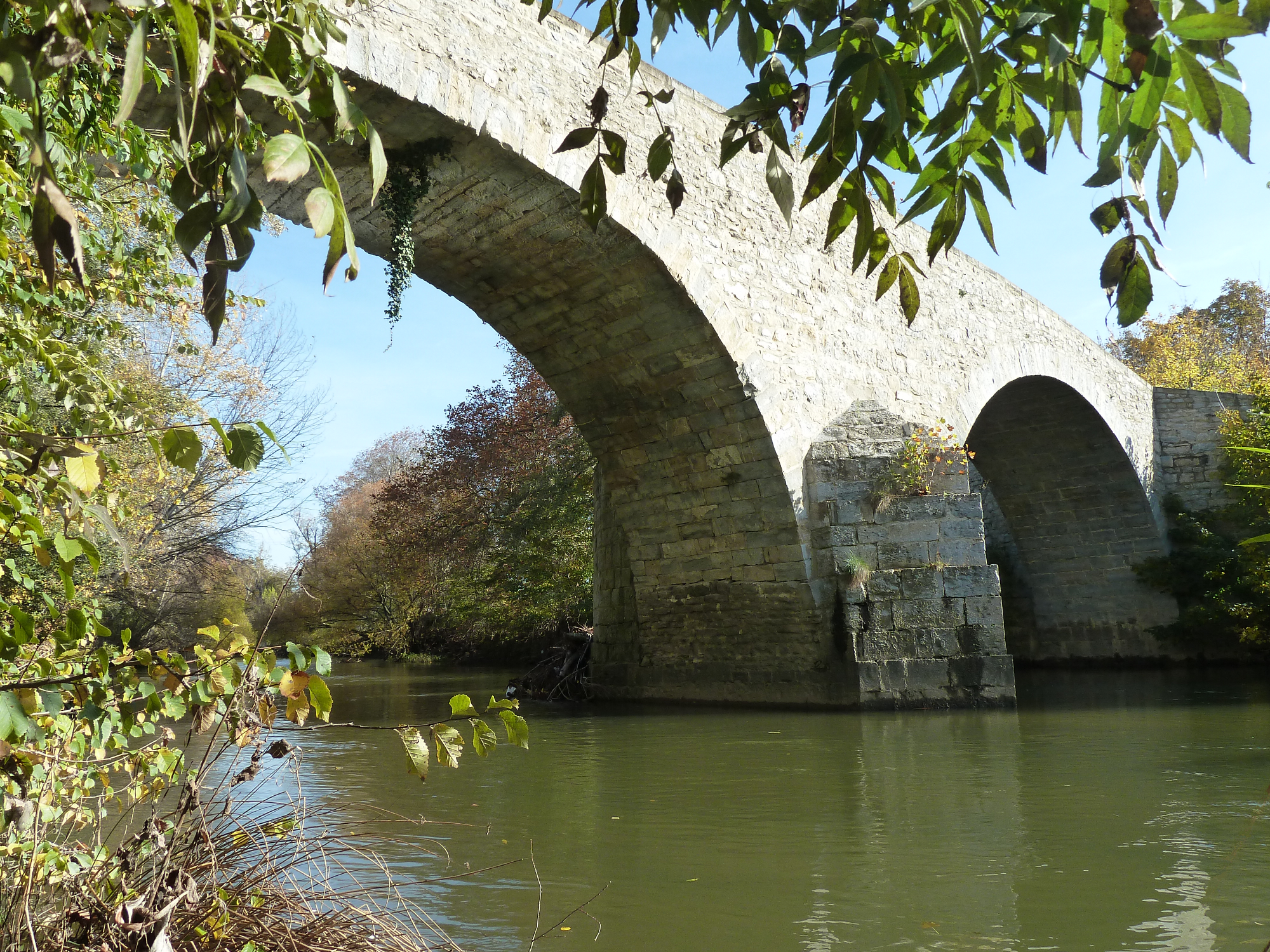

Puente de Miluze. Declarado Bien de Interés Cultural, se trta de un puente medieval en mampostería y sillería de posible origen romano. El Puente de Miluze ya figura en la documentación de comienzos del siglo XIII. Consta una reconstrucción que atemperó su pendiente en el siglo XIX. Quizá se destruyó deliberadamente en tiempos de la Francesada a comienzos del siglo XIX. Las partes más antiguas son los tres arcos de medio punto, intradós y barandilla, que se levantaron en piedra. En los pilares centrales se colocaron dos tajamares a ambos lados sin llegar a la calzada. De uso peatonal, se declaró Monumento Histórico-Artístico el 25 de septiembre de 1939.

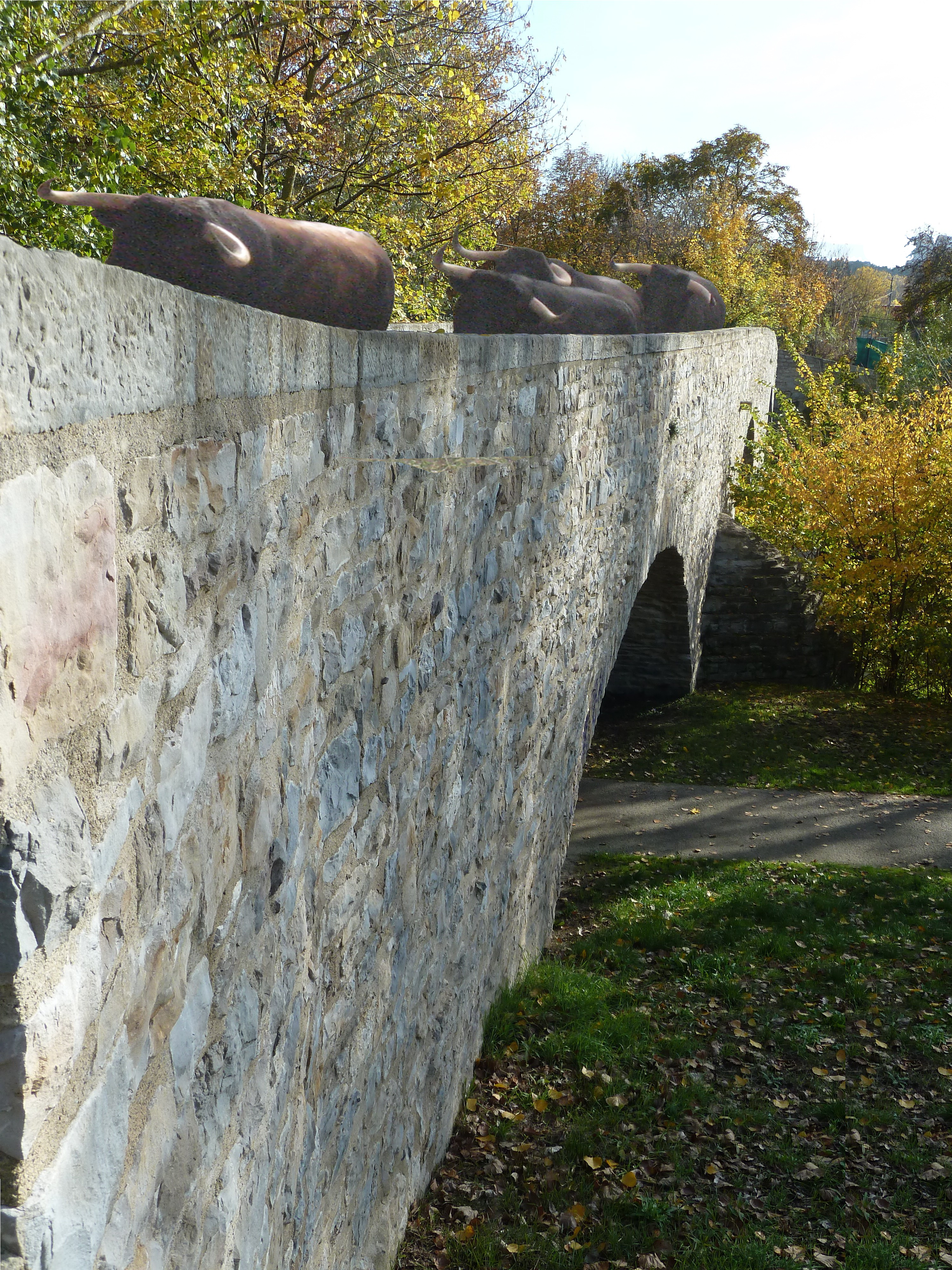

Cañada Real de las Provincias o de los Toros. Esta histórica vía pecuaria, una de las ocho cañadas reales existentes en Navarra, nacía en el corazón de Navarra y finalizaba en Guipúzcoa, existen pruebas documentadas de que incluso se prolongaba hasta localidades costeras como Deva, fue utilizada más como una ruta comercial para el ganado que para la búsqueda de pastos estacionales. Fue precisamente el tránsito de ganado bravo para las fiestas de los pueblos lo que dio uno de los nombres a esta cañada, y es que durante los siglos XVII al XIX esta vía de trashumancia estuvo muy concurrida por las reses bravas provenientes de la mitad sur de Navarra que realizaban, acompañadas de cabestros, el recorrido entre cinco y ocho días entre Noáin y las tierras de Tolosa -incluso hasta Azpeitia. Por su parte, el otro nombre por el que era conocida, Cañada de las Provincias, provenía del hecho de que históricamente esta vía unía Pamplona con las Provincias Vascongadas.
En lo que respecta a su paso por el barrio de San Jorge, este es bastante efímero y tangencial, ya que proveniente de la meseta de Barañáin baja a la vaguada del río Arga, entrando fugazmente en San Jorge por el histórico puente de Miluze para posteriormente bordear la colina de Soltxate y abandonar Pamplona adentrándose en tierras de la Cendea de Berrioplano.
Asimismo, hasta los años 90 fue habitual el tránsito de rebaños de ovejas por el barrio, cuando solían cruzar por la calle Sanduzelai en sus desplazamientos en busca de pastos entre Barañáin y las faldas del monte Ezcaba.

#### Religioso
Ermita de San Jorge. Hoy en día no existen restos de ella. Al menos desde el siglo XVI San Jorge fue el titular de la antigua basílica de Sandua, topónimo que consta desde principios del siglo XI y que es una vasconización de «el santo» o «la santa». Estuvo cerca del río Arga, en las proximidades de la estación del Norte. Sobre ella corre una versión poco probada en la cual ante una plaga de langosta acaecida en 1326, desde el Burgo de San Cernin se organizó una procesión a la ermita situada en Sandua, a raíz de la cual la cayó tal tromba de agua que la plaga se deshizo. Como era el día de San Jorge, se le atribuyó a éste el milagro y se le dedicó -otros dicen que se construyó- la ermita. Entre los ermitaños encargados de su cuidado, y de recabar limosnas, se contó fray Juan de Beauves, «imaginario» o escultor. Fue reedificada en 1771 y demolida en 1795 a propósito de la guerra contra la Convención.
Ermita de Santa Lucía Hoy en día no existentes restos de ella. Documentada desde 1313, a mediados de ese siglo fue centro de reuniones prohibidas por el rey, lo mismo que la de Sandua. Fue derruida, como la mayor parte de los edificios extramurales, a raíz de la guerra contra la Convención en 1975. Tras su demolición, el Ayuntamiento de Pamplona, propietario del edificio y del solar, vendió el terreno. Se hallaba en lo alto de la vecina colina de Santa Lucía.

### Otros bienes de interés cultural

#### Estación del Norte

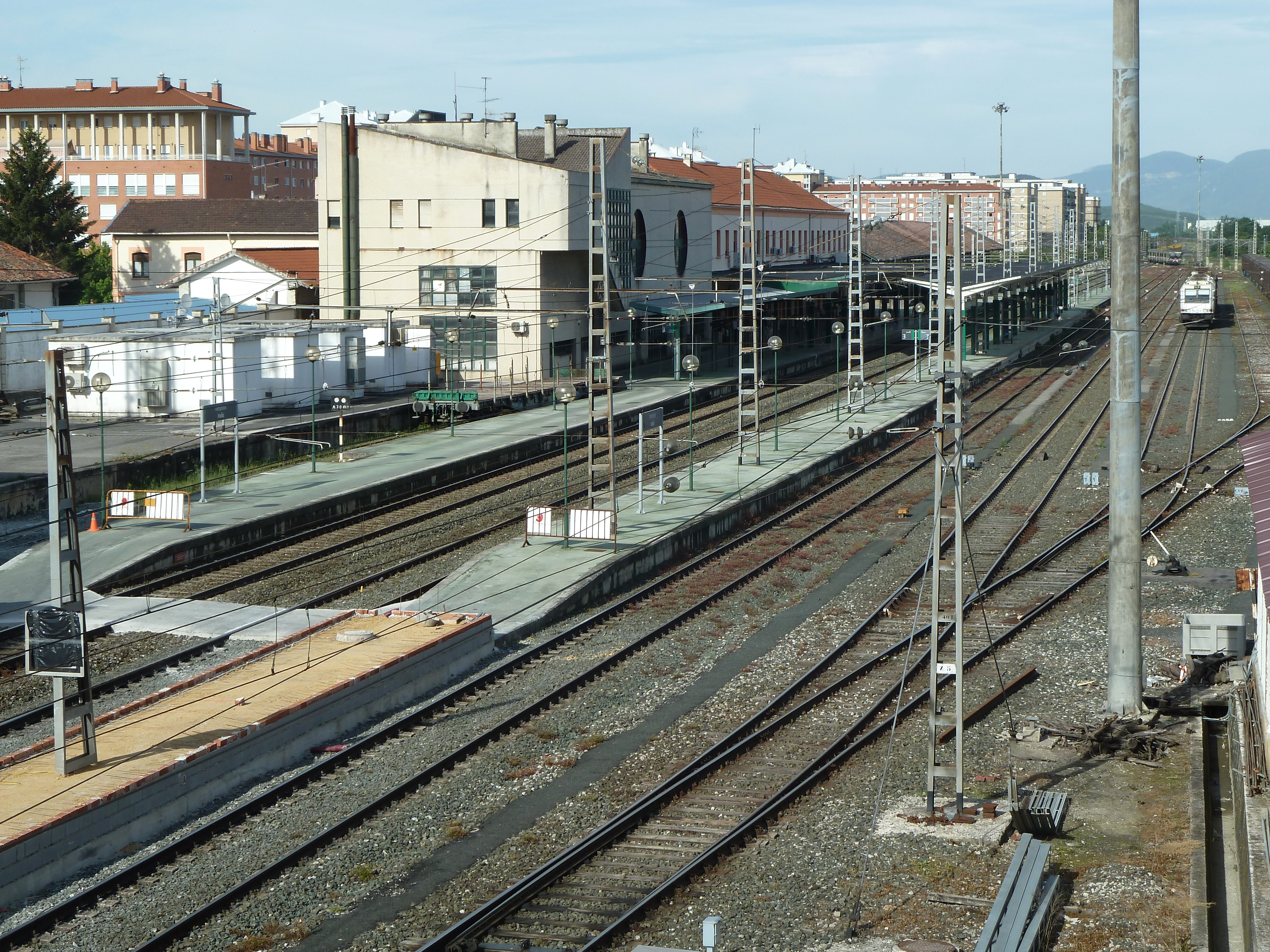

Situada en la plaza de la Estación número uno, desde que fue construida en 1859 hasta su reedificación en 1950, la primitiva estación del Norte de Pamplona era muy distinta de la de ahora. Constaba de dos edificios idénticos, situados uno enfrente del otro, separados por dos vías, destinados el uno a andén, oficinas y sala de espera de viajeros, y el otro a muelle de carga y descarga y almacenes de mercancías, así como a los diferentes servicios de vía y obras. Entre los dos cuerpos reseñados pasaban cuatro vías; dos de ellas, las del centro, de las llamadas vías muertas. Siguiendo la moda decimonónica, una marquesina de armazón metálico, apoyada en ambos edificios, resguardaba los andenes de las vías. Detrás del cuerpo destinado a servicios de mercancías, en construcciones independientes, se hallaban los otros pabellones de talleres, vías y obras, y material ferroviario, y el depósito de locomotoras, este último derribado en los años 70. La estación propiamente dicha, es decir, el edificio de viajeros, consigna, cantina y demás servicios, se reedificó en los años 1951 y 1952. Desapareció la cubierta metálica, y se construyeron dos amplios andenes de viajeros, con atrevidas marquesinas de hormigón armado, comunicados por medio de pasos subterráneos, para mayor comodidad del usuario. Además se ganó espacio para dos nuevas vías, tanto para el servicio de mercancías como para realizar maniobra. Por aquellos años se construyó también un pequeño hangar, para el automotor que realizaba el servicio Pamplona-Madrid, sustituido después por el TAF y más tarde por el TER.

#### Fábrica Múgica y Arellano

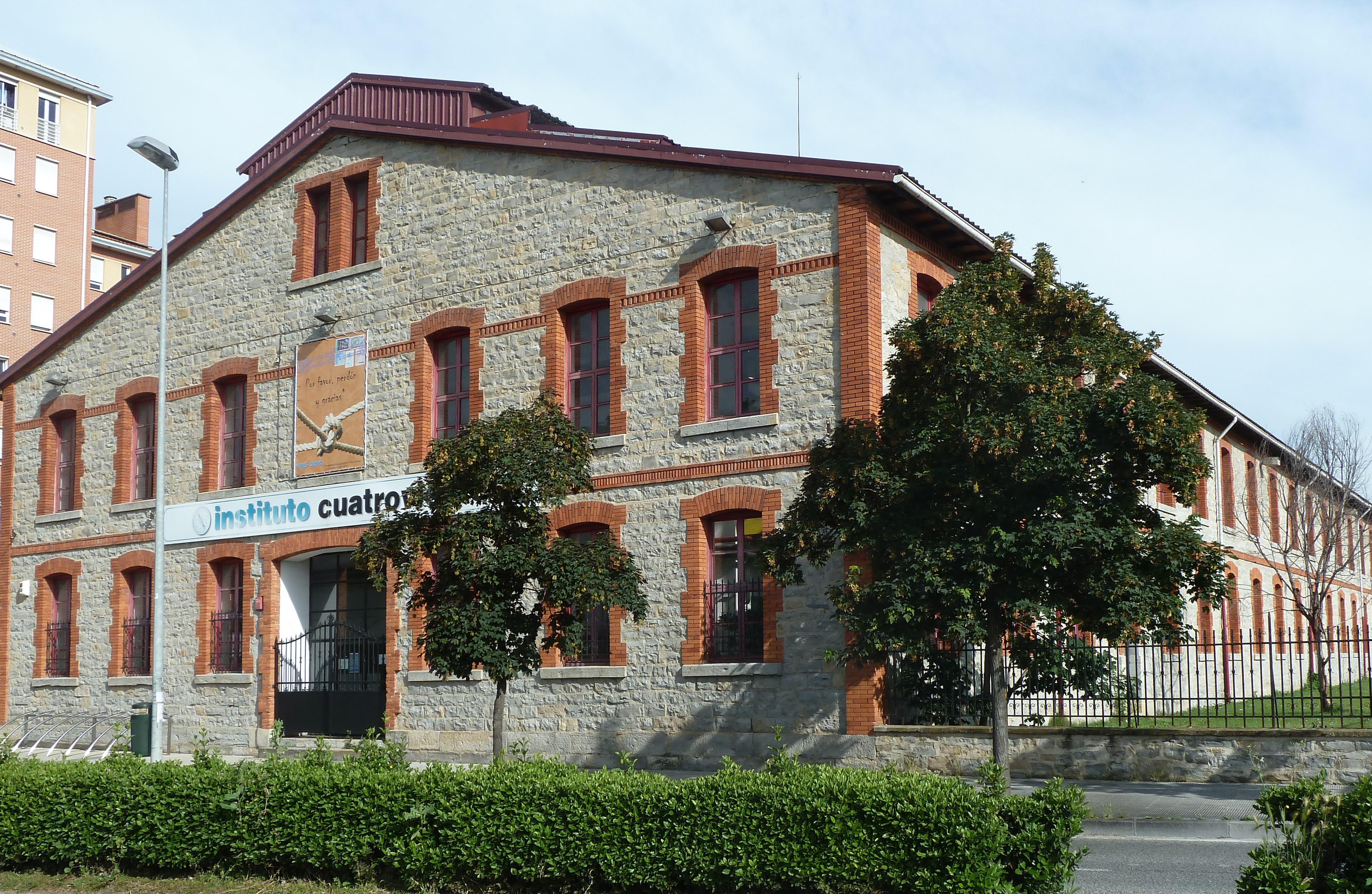

Se encuentra en la avenida de San Jorge número dos. En 1910 se construyó la fábrica de calzados «Hermanos López y Cía» en terrenos colindantes a la estación del Norte. La nave industrial constaba de planta baja, planta principal, entrecubierta y sótano. Los muros perimetrales se construyeron con sillares calizos propios de esta zona y las ventanas fueron recercadas con ladrillo caravista rojo. La estructura interior se construyó en madera, con postes de 25 x25 cm y vigas de 35 x25 cm. La modulación de crujías se estableció en 6 x 4 m. Sin embargo, la construcción de una nueva fábrica en el II Ensanche de Pamplona y la diversificación de la actividad de la empresa, precipitó la venta del inmueble en 1926 a la Sociedad Múgica Arellano y Cía SA, sociedad que desarrolló su actividad de fabricación de maquinaria agrícola en estas instalaciones hasta el año 1974, siendo una de las principales empresas del sector durante todo el período de la posguerra y en los Planes de Estabilización. No obstante, las dificultades del sector de fabricación de maquinaria agrícola, consecuencia de la competencia en calidad y precio de productos importados del extranjero, hizo que a mediados de los 70 Múgica, Arellano y Cía tuviera que cesar su actividad, y a partir de ese año el edificio fue utilizado ocasionalmente como almacén de diversos productos, iniciándose un período de abandono y deterioro de las instalaciones hasta junio de 1985.
El edificio fue catalogado como edificio protegido de grado III en el Plan General de Ordenación Urbana (PGOU) de Pamplona de 1984, y el año siguiente se le dio un nuevo destino: centro de Formación Profesional, lo que hizo necesaria la construcción de un edificio dentro y en connivencia con el viejo edificio, creando una nueva estructura metálica paralela a la actual que dividiría la altura en tres plantas, conservando los elementos estructurales originales. La ocupación en planta pasó a ser de 2120 m² y la superficie útil de 4405 m². Asimismo, es de destacar el tejado de nueva construcción, proyectado con pantallas correderas que permiten el paso de la energía solar a voluntad y a su vez una gran ventilación.
Hubo en San Jorge otro edificio fabril que también estuvo protegido en grado III por el mismo PGOU de 1984. Se trataba del edificio de la Tabacalera que se encontraba al costado sur de la avenida de San Jorge, próximo al actual centro de salud. Este edificio formaba parte originariamente de las instalaciones de la Agencia Nacional del Cultivo y Fermentación del Tabaco en el barrio, que posteriormente pasaron a la compañía Tabacalera. Según la documentación disponible, el edificio estaba unido, mediante un paso edificado, a otro situado más al sur, de modo que esas dos naves conectadas formaban un conjunto. En 2001 sólo quedaba en pie la nave norte, la situada junto a la avenida de San Jorge, habiendo desaparecido la nave situada al sur y el paso de unión entre ambas. El estado de conservación de la nave existente era de ruina, de hecho la mayor parte del tejado de la nave estaba derruido. Así pues, en 2001 el Gobierno de Navarra estimó que no concurrían circunstancias suficientes para su protección y permitió al Ayuntamiento de Pamplona que, después de descatalogarlo, lo derribase.

### Instalaciones culturales

#### Civivox San Jorge

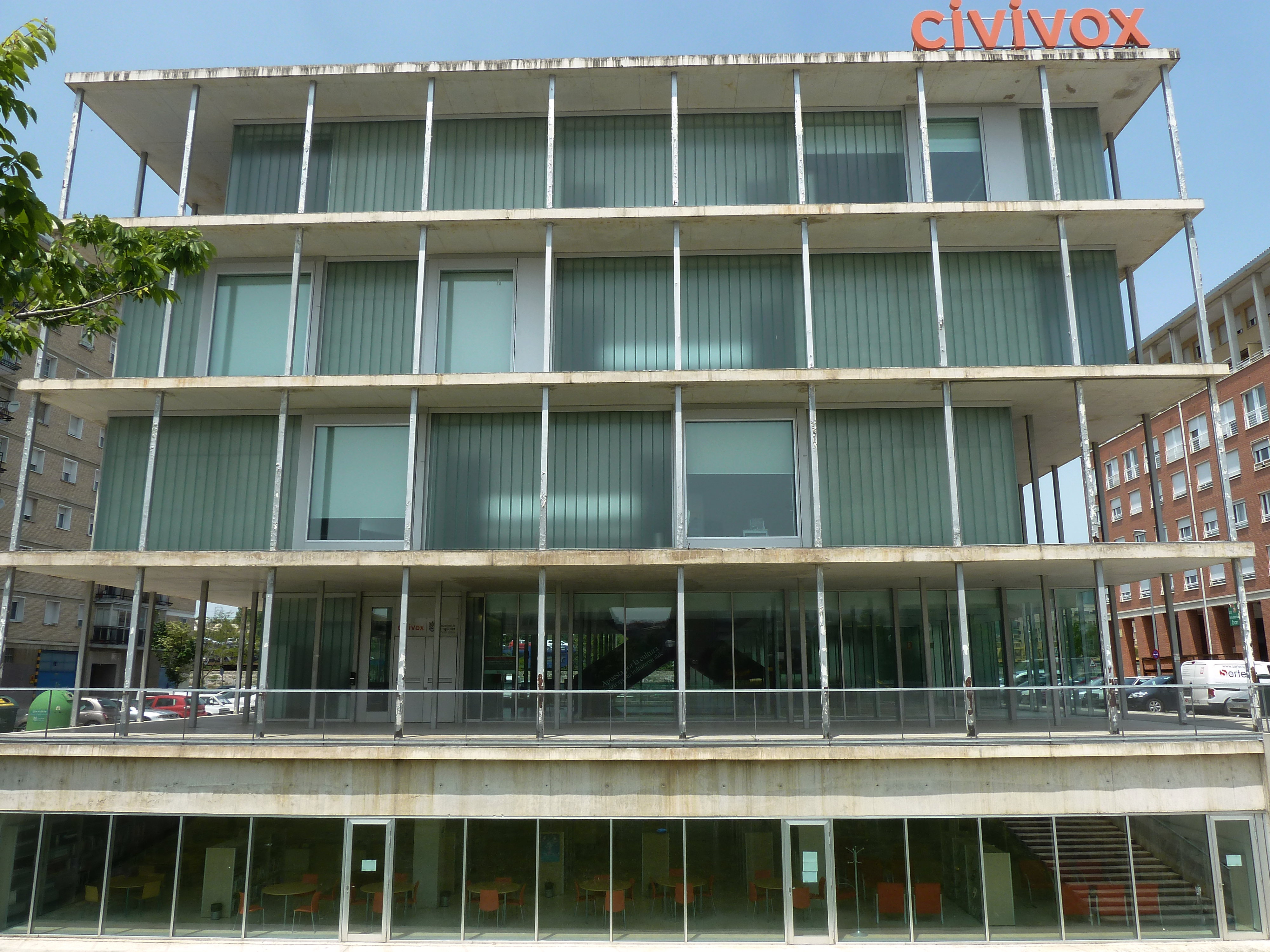

Este centro cívico de titularidad municipal se encuentra en la calle Doctor Gortari número 2. Fue diseñado en 2001 por los arquitectos Javier Pérez Herreras, José Vicente Valdenebro García, Javier Quintana de Uña y fue una de las 62 obras seleccionadas para la muestra "Jóvenes Arquitectos de España", que se expuso en distintos países en 2010. Acoge una biblioteca, un área de acceso e información común que da cabida a una sala de uso polivalente y el centro cultural en sí. El proyecto parte de una plaza-puente sobre un jardín parcialmente escondido (en pendiente). Bajo la plaza, en una planta sótano, se habilita la biblioteca. A ambos lados de la plaza-puente, la biblioteca obtiene dos patios-jardín que iluminan y silencia su uso. Uno abierto a la plaza Dr. Gortari y otro más íntimo y resguardado. Sobre la plaza-puente se desarrolla el edificio en cuatro alturas sobre rasante. El edificio es homogéneo y presenta las mismas propiedades en todas sus direcciones. Su estructura se transforma, en todas sus plantas, en una malla de pilares metálicos separados en ambas direcciones 306 centímetros.
En la planta sótano, bajo la plaza, se encuentra la biblioteca donde se ha planteado una superficie diáfana. Con una acusada composición excavada de hormigón in situ y dos hendiduras-patio acristaladas (norte y sur) se convierte en el lugar construido del nuevo edificio. Tiene una superficie útil de 739,50 m².
La planta baja, la plaza, está planteada en forma cuadrada, ocupando la misma planta que la biblioteca y conecta los niveles inferior y superior. Con una superficie útil de 312,45 m², en ella se alojan el control, el área de acogida y promoción y una ciberaula. Se puede considerar a esta zona como el "gran vestíbulo" de la dotación.
Sobre la plaza (planta baja), ocupando la misma planta se desarrollan tres niveles que continúan con la misma estructura de la planta baja y que acogen el centro cultural. En la primera planta, 423,20 m² útiles, se encuentra el almacén, vestíbulo, administración, una sala polivalente, un escenario, aseos y dos vestuarios. En la segunda planta, 533,20 m² útiles, se encuentran el vestíbulo, sala de actos, taller de cocina, dos salas polivalentes, deambulatorio escenario, aseos y cabina. En la tercera planta, 507,65 m² se encuentran el vestíbulo, sala taller cerámica, gimnasio, vestuarios, almacén, sala polivalente, aseos, instalaciones y entreplanta de instalaciones.

### Entidades culturales
San Jorge cuenta con varias asociaciones culturales que ejercen actividades de diferentes ámbitos:
- Adardunak: colectivo de animación infantil compuesto en su totalidad por voluntarios con edades comprendidas entre los 11 y los 52 años. Desarrolla actividades de tiempo libre, tanto puntuales como permanentes, dirigidas al sector infantojuvenil en el barrio de San Jorge. También trabaja desde sus inicios el campo artístico, ofreciendo espectáculos participativos, tanto fijos como itinerantes. Realiza animaciones con zancos y muñecos de grandes dimensiones.[80]

- Sanduzelaiko Erraldoien Konpartsa: En 1992 unos cuantos jóvenes del barrio comienza la gestación de lo que terminó convirtiéndose en la comparsa de gigantes de San Jorge. Con sus propias manos construyeron los cuatro gigantes que representan diferentes personajes de distintas épocas de San Jorge. Años más tarde se construyen tres zaldikos (inicialmente para que sean llevados por los miembros de la comparsa txiki del barrio, como paso previo a la grande, pero actualmente los llevan personas de esta comparsa). .[81]

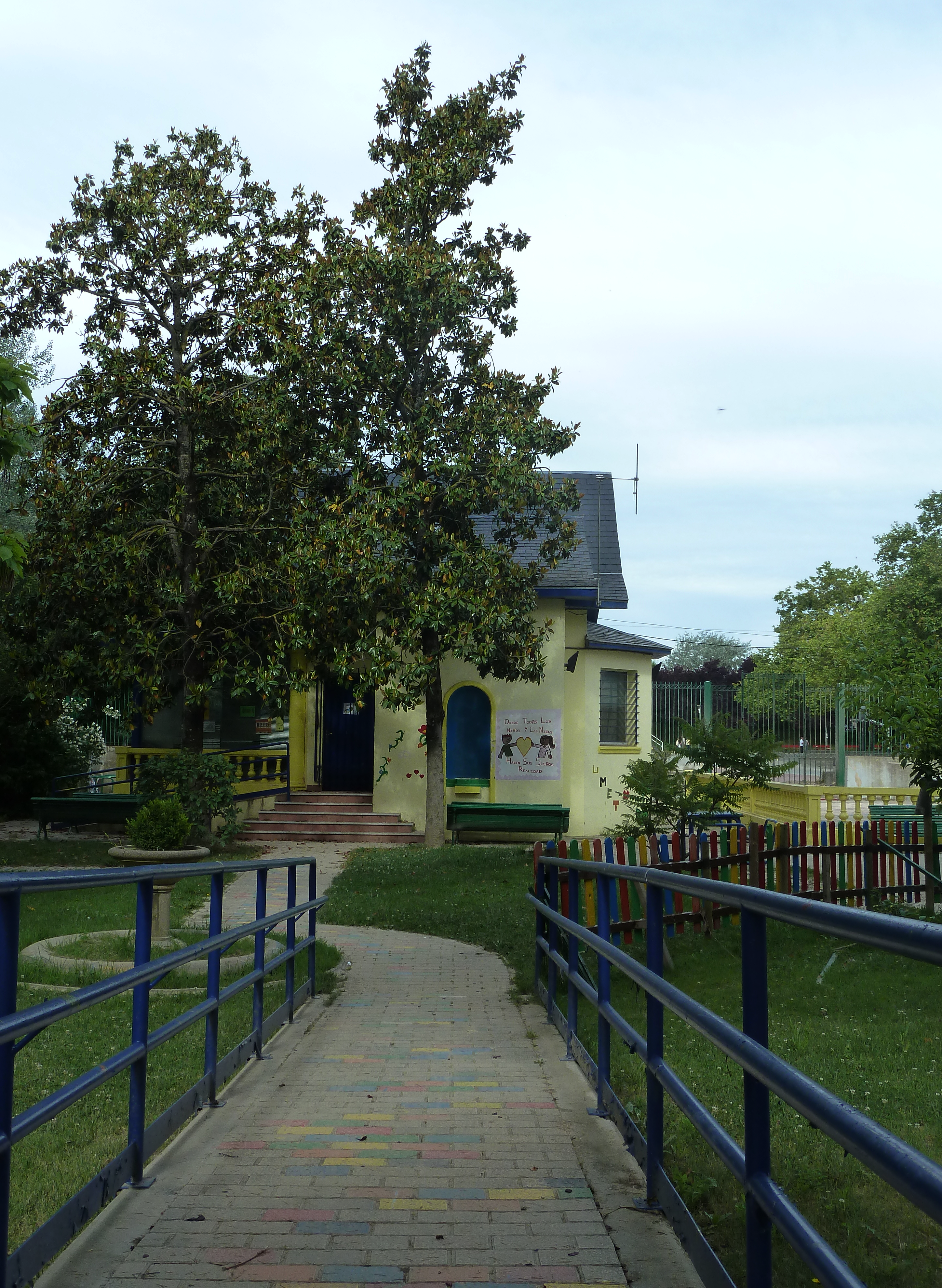
Zandua Etxea

- Umetxea Sanduzelai: asociación de tiempo libre formada por jóvenes y no tan jóvenes del barrio que programa actividades infantiles y juveniles de 3 a 18 años: ludoteca, dantza, gigantes, txistu, taller de educación medioambiental, formación de educadores comunitarios. Asimismo, organiza excursiones, campamentos infantiles y actividades de cooperación al desarrollo.[82]

- Peña Sanduzelai: se dio a conocer en fiestas del barrio de 1979 con el nombre de Peña San Jorge y participa activamente en Sanfermines desde 1980. En 1996 cambió su denominación pasando a llamarse Peña Sanduzelai y agrupa a más de 200 socios adultos. Realiza numerosas actividades festivas y culturales durante todo el año, tanto para sus socios como para el resto de vecinos colaborando en la Coordinadora Cultural del barrio.[83]

- Gaiteros de Sanduzelai: participan en las fiestas del barrio con dianas, gigantes, bailables, etc., así como en fiestas de toda Navarra y País Vasco. Su principal colaboración en el barrio suele ser con la Comparsa de Gigantes y con la Peña.
- Escuela de Jotas Manuel Turrillas fundada y dirigida por el Jotero Pamplonés Josu Hernández Asurmendi. Contribuyen a dar a conocer la Jota Navarra con diferentes vecinos del barrio. Organizan Festivales y galas benéficas y ensayan todos los martes de 19:30 a 21:30 en el Civivox de San Jorge
- Josu Hernández Asurmendi Jotero y Cantante de Rancheras Pamplonés
- Miluze Kultur Taldea: es un colectivo que quiere trabajar el sector de población joven-adulto. Formado por gente que lleva años trabajando en el movimiento popular de Sanduzelai y que hace un esfuerzo para, además de en su colectivo o asociación, participar en esta nueva iniciativa. Organizan actividades relacionadas con la cultura y el entretenimiento: como exposiciones, proyecciones de películas, debates...

- Zanpantzar Zandua: realizan actuaciones por Navarra y País Vasco y participan en diversas concentraciones de zampanzar. En el barrio salen en carnavales y en el Olentzero, pero también en otras ocasiones puntuales.

- Grupo Revuelo: dan clases de danzas para diferentes niveles de: flamenco, español y sevillanas. El grupo está abierto a gente desde 4 años. Ofrecen su actividad en las fiestas de Pamplona y sus barrios, centros culturales, residencias de ancianos, centros de atención a disminuidos psíquicos, residencias de paralíticos y parapléjicos, pueblos de Navarra, etc.

Logo

- Universidad Popular de Sanduzelai: surgió en 2013 nace con el objetivo de transmitir e impulsar una cultura y educación alternativas y solidarias, donde la reflexión, el sentido crítico y el conocimiento sean instrumentos de libertad y de recuperación de valores colectivos. Entre sus objetivos está el de proponer una cultura popular, activa, participativa, igualitaria e intergeneracional, en donde compartir de forma horizontal los saberes y conocimientos. Asimismo, el proyecto tiene un carácter internacionalista e intercultural. Mediante estos valores se pretende contribuir al desarrollo comunitario y educativo del barrio, estando la Universidad abierta al resto del mundo. Para ello se han definido cuatro líneas de trabajo: la memoria histórica de la propia zona, la apertura de un foro de reflexión política plural y alternativo, el impulso del euskera y el trabajo con los gremios para facilitar el conocimiento de diversos oficios.

### Espacios escénicos e infraestructuras culturales
Espacios escénicos

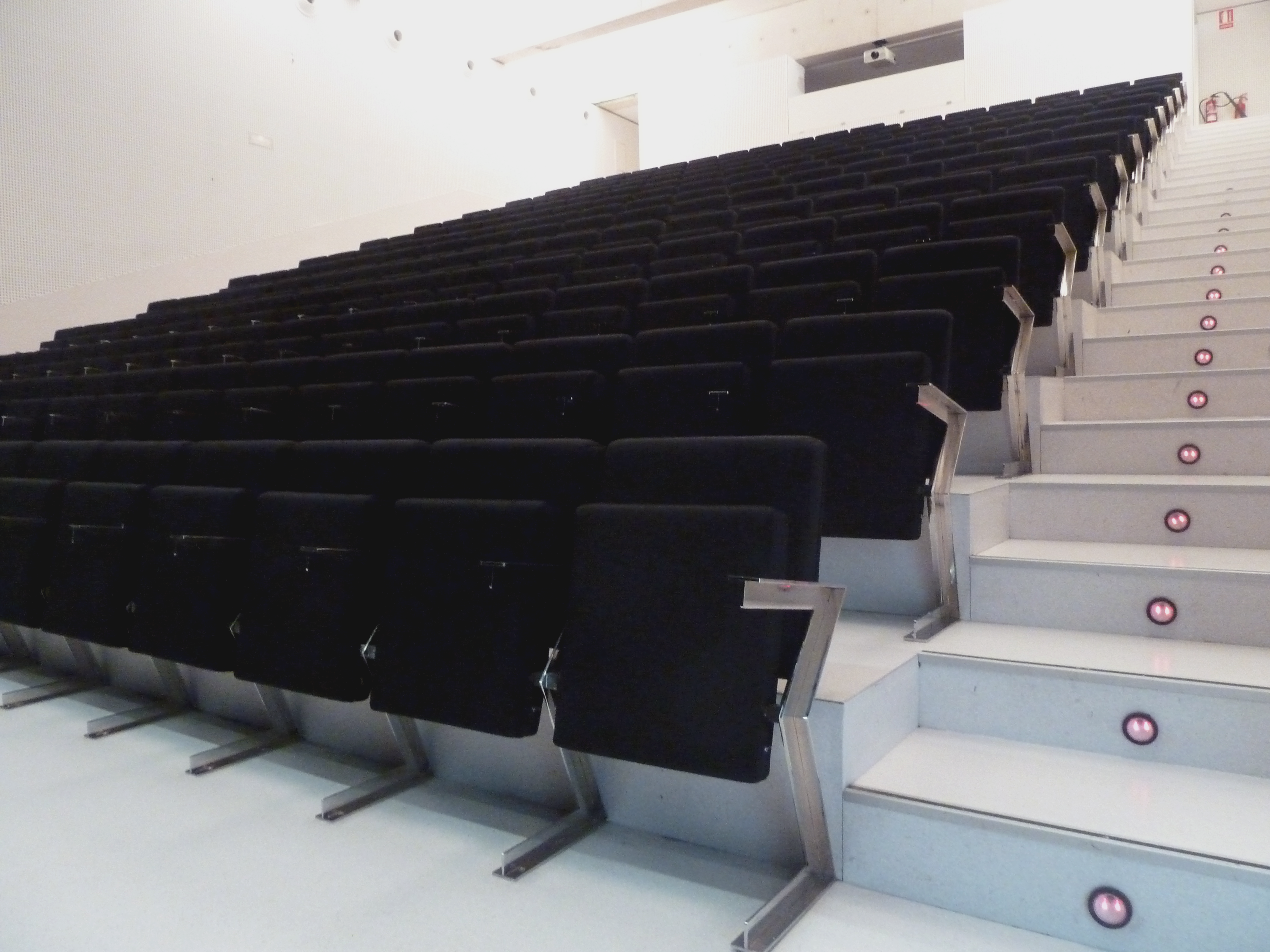
Salón de actos

- Salón de Actos del Civivox: se encuentra en el edificio Civivox de la calle Doctor Gortari número 2. Cuenta con un aforo de 214 butacas y está dotado de un escenario multifuncional destinado a diferentes tipos de representaciones, además de servir para proyecciones cinematográficas. Está dotado de cabina de control y camerinos. Las representaciones son de lo más variado y entre otras se realizan representaciones teatrales, de danza, cine y conciertos.

Salas de exposiciones

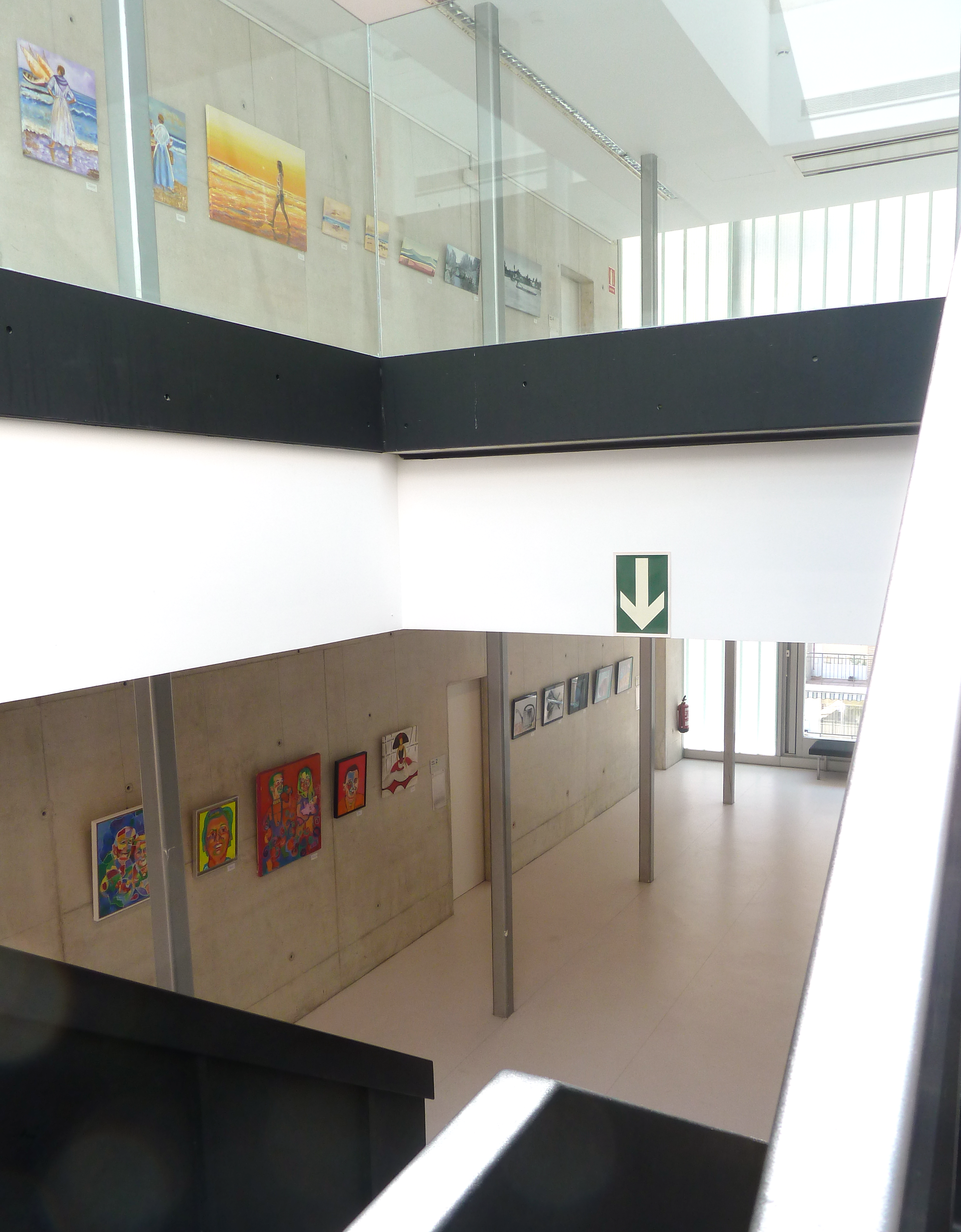
Exposiciones

- Área de exposiciones del Civivox: En las distintas plantas del edificio Civivox hay zonas destinadas a exposiciones. Las exposiciones se conciertan, como ocurre con el resto de actividades que se programan en el Civivox, con el personal técnico de la empresa adjudicataria de la gestión de los mismos.

Centros de uso múltiple
- Civivox: es el centro cívico ubicado en la calle Doctor Gortari número 2, destinado a actividades sociales, culturales y de ocio además de ser un lugar de fomento de las relaciones sociales entre las personas. Algunas de sus instalaciones son utilizados también por distintas asociaciones tanto del barrio como de fuera del mismo.[84]

### Bibliotecas y archivos
Biblioteca Pública de San Jorge: la biblioteca pública de San Jorge se creó en 1980, estaba situada en las dependencias del colegio público San Jorge y hasta 2006 fue únicamente de titularidad municipal. En el año 2006 se trasladó al emplazamiento actual y pasó a ser una más de las bibliotecas calificadas como de nivel AA en el Sistema de Bibliotecas Públicas de Navarra (de ámbito comarcal o de espacios urbanos de mayor densidad demográfica y dotada de personal a jornada completa por el Gobierno de Navarra). Está integrada en la Red de Bibliotecas Públicas de Navarra.

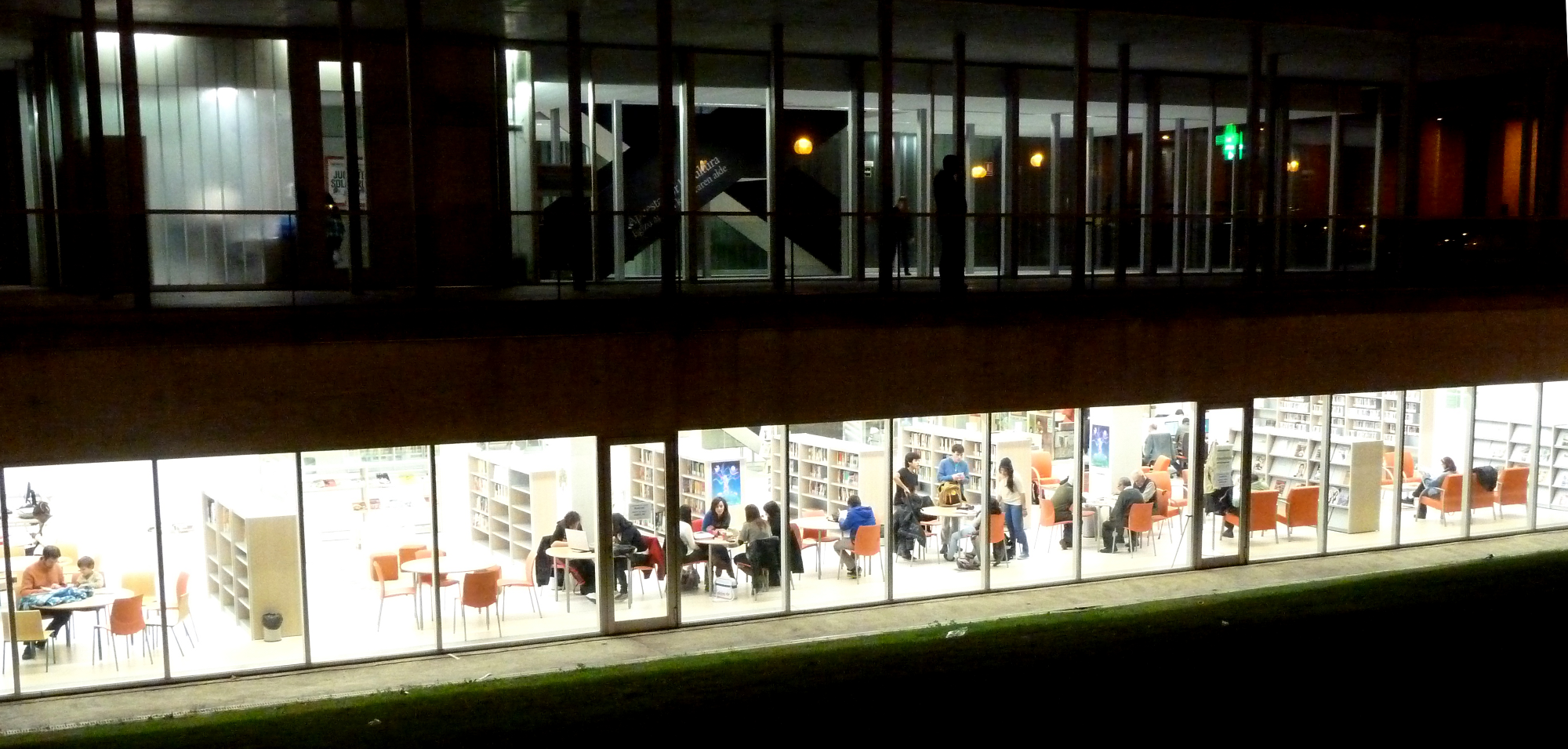

La biblioteca ocupa el sótano del edificio Civivox San Jorge -calle Doctor Gortari número 2-. Tiene una superficie de 740 m² y cuenta con 88 puestos de lectura repartidos en diferentes espacios: zonas de lectura, infantil y juvenil, audiovisuales, hemeroteca... Dispone de más de 21 000 títulos diferentes entre libros, revistas y obras audiovisuales. Ofrece servicios de información bibliográfica y de referencia, préstamo (individual y colectivo), consulta en sala de las colecciones, acceso a Internet, formación de usuarios, actividades culturales y reprografía, y entre sus colecciones se encuentran un fondo general de adultos, fondo infantil y juvenil, comicteca, fondo para padres y educadores, guías de viaje, hemeroteca y mediateca -la prensa permanece censurada por el Ayuntamiento desde 2009-, y referencia. Por su parte, dispone de 8 equipos informáticos con conexión a internet y ofimática, y cuenta con zona WIFI y tomas de corriente en las mesas para la conexión de ordenadores portátiles. Su horario de apertura es del 15 de septiembre al 14 de junio: lunes a viernes, de 15:00 a 21:00; mientras que del 15 de junio al 14 de septiembre: de lunes a viernes, de 8:30 a 14:30.

### Medios de comunicación
Prensa escrita
En 1996, y en plena ebullición del movimiento asociativo y juvenil de San Jorge, surgió «Auzoa», el primer proyecto serio de revista para el barrio que, continuado en cierta manera por «Gazte Auzoa», duró unos tres años y publicó una decena de números. Posteriormente, tuvieron lugar varias iniciativas fallidas y otras que funcionaron durante algún tiempo, como fue el caso de «Miluze» que publicó 7 números entre los años 2008 y 2009. No obstante, desde octubre de 2009 el barrio disfruta de un proyecto consolidado como es «Gure Auzoa: la gaceta mensual de San Jorge», editada por la asociación Auzotik Auzoarentzat Elkartea, que tiene su sede en la calle Doctor Nicasio Landa número 3. Además de los mencionados proyectos, también han existido otros más «sectoriales» y modestos como por ejemplo la publicación «Desde la parroquia», que editaba la parroquia de San Jorge y que dio a luz más de 30 números entre los años 2005 y 2008.
Emisoras de radio
Goza de una abundante cobertura de emisoras de radio de todos los formatos, titularidades, temáticas y situaciones legales tanto en onda media (AM) como frecuencia modulada (FM). Sin embargo, el barrio tiene su propia historia radiofónica. En los años 80 emitió desde San Jorge la Eate Irratia, una radio libre con sede en los locales de la Asociación de Vecinos. Sufrió, como era común en aquellos tiempos de eclosión de las radios libres, amenazas, precintos, etc., como el ocurrido el 20 de marzo de 1989 por orden de la Delegación de Gobierno al amparo de la Ley 31/1987, de Ordenación de Telecomunicaciones, y que puso fin a su andadura. Posteriormente, en 1997 se constituyó Sanduzelai Irratia, radio comunitaria impulsada por Umetxea que emitió desde el sótano del Chalet de Gridillas hasta que la riada de 2009 truncó su actividad.
Televisión
Al igual que ocurre con la radio, son numerosos los canales de televisión accesibles en San Jorge, ya que con la entrada en funcionamiento de la Televisión Digital Terrestre (TDT) se ha multiplicado la oferta, tanto generalista como temática, y tanto gratis como de pago. Sin embargo, sigue siendo imposible captar Etb pese a la voluntad expresada por el Parlamento de Navarra en varias ocasiones.
Internet
Al igual que otros fenómenos tecnológicos, el acceso a Internet desde la vivienda va aumentado y en la Comunidad Foral de Navarra ha pasado de tener acceso el 39,6% de los hogares y el 10,8% con banda ancha en 2004 a que haya más de un 68,0% de hogares con conexión a Internet y banda ancha en el año 2012. Asimismo, los principales tipos de conexión a Internet por banda ancha en las viviendas navarras son la línea ADSL (el 74,4% de las viviendas con acceso a Internet la tienen), la red de cable o fibra óptica (13,9%) y las conexiones móviles de banda ancha vía módem USB o tarjeta ( en portátiles, por ejemplo), con un 10,5%. Cabe destacar el nivel de implantación alcanzado por las conexiones móviles de banda ancha a través de un dispositivo de mano (teléfono móvil de últimas generaciones – al menos 3G-,..) con un 25,0% de los hogares con acceso.
En cuanto al acceso público a Internet en San Jorge existen varias opciones públicas y gratuitas. Por un lado están las mantenidas por el Ayuntamiento de Pamplona: zona wifi en el complejo deportivo municipal de San Jorge y ordenadores con acceso en el Civivox San Jorge; y por otro las dependientes del Gobierno de Navarra, ambas en la biblioteca pública de San Jorge: zona wifi y ocho ordenadores con conexión a Internet. Por su parte, diferentes asociaciones, organismos, clubes, etc. del barrio reflejan su actividad por distintos medios en Internet, destacando la plataforma Sanduzelai.net, que constituye un proyecto surgido en 2003 con la intención de tener un punto de encuentro para todas las gentes y asociaciones del barrio, y que pretende ser un escaparate en el que mostrar al mundo qué es San Jorge a la vez que una ventana a la que poder asomarnos a ver el exterior.
Correo postal
En el barrio de San Jorge no existe ninguna oficina de correos. Las más próximas son las de Berriozar -con menos servicios-, Rochapea e Iturrama; mientras que el único buzón de correos del barrio se halla en la calle Simonena número 2.
- MMI: Media Monitor Internacional: esta empresa situada en la calle Santa Vicenta María número 38, es la primera franquicia internacional de agencias de seguimiento de medios de comunicación del mundo. MMI Navarra es la marca que sustituye a Literal Navarra, el servicio que la empresa Seguimiento Integral de Medios, S.L. lleva realizando desde 1993. En 2006 esta empresa se ha integró en MMI.

### Eventos culturales
- Semana del Pintxo: la organiza la revista Gure Auzoa y se celebra al llegar la primavera. Puede participar cualquier local o establecimiento de hostelería del barrio que quiera destacar la calidad y creatividad de su barra. Se establecen dos categorías: la oficial, en la que falla un jurado, y la popular, en la que votan los vecinos.[93]

- Semana cultural: Se celebra durante los días laborables de la semana de las fiestas de abril. Se programa gran variedad de actos: cine, danza, música, animación de calle, exposiciones, etc.[93]

### Fiestas populares
Fiestas patronales
Se celebran durante un fin de semana de abril en torno al día de San Jorge, 23 de abril, y es que la celebración de las primeras fiestas del barrio estuvo impulsada por la parroquia de San Jorge en 1970, encargándose de la organización de las mismas durante tres o cuatro años más. Posteriormente, ya en los años 80, se retomaron las fiestas del barrio y ya con el espíritu que ha llegado hasta nuestros días. En su organización y celebración participan muchos de los grupos y asociaciones integrados en la Coordinadora Cultural de San Jorge, y el programa es de lo más variado y animado.
Otras fiestas
- Hogueras: Se celebra la noche del 23 de junio (día de San Juan) durante la tarde y la noche con la tradicional hoguera y hay constancia de que desde el siglo XIX ha sido celebrada en esta zona.[93]

- Día de San Jorge (Sanduzelaiko eguna): El «Día del barrio» lo organizan los colectivos de la Coordinadora Cultural y se celebra en octubre. Se trata de un día en el que se suceden múltiples actividades lúdicas, festivas y culturales.[93]

- Caldereros y carnavales: La primera se celebra el sábado antes del martes de carnaval, mientras que los segundos tienen lugar con fecha variable pero siempre inmediatamente antes de la Cuaresma cristiana. Se trata de unas celebraciones rurales muy arraigadas en la zona que en el caso del barrio. Los carnavales se adaptan al entorno y se mezcla lo rural y urbano, dando mucha importancia a la danza y la música y sobre todo a los disfraces que favorecen el clima festivo y la desinhibición. Se celebran desde los primeros años 90.[93]

- Olentzero: Ya desde los años 80 la tarde del 24 de diciembre acoge el desfile del carbonero por las calles del barrio, mientras que desde 1990 ese mismo día comienza con la recogida del aguinaldo o cuestación (puzkabiltza), que llevan a cabo los niños y niñas del barrio. Asimismo, desde 1997 el día anterior, día 23 de diciembre, niños y familias se desplazan en tren, unas 300 más o menos, hasta la localidad navarra de Huarte-Araquil al encuentro de Olentzero.

- Recibimiento de los Reyes Magos: Durante la tarde del 5 de enero los Reyes Magos hacen su llegada al barrio y son recibidos en el local comunitario Karrikagune. Los niños pueden hablar tranquilamente o fotografiarse con ellos sin prisas, en un nuevo formato renovado en 2015.

## Deportes

### Clubes y sociedades deportivas
- Gaztaroa Mendi Taldea: club de montaña formado en 1976 . Organiza excursiones dos domingos al mes dirigidas a cualquier persona mayor de 16 años aficionada al montañismo y al alpinismo. En enero preparan la semana de montaña en la que realizan proyecciones de diapositivas, exposiciones, charlas, conferencias… También realizan una proyección de diapositivas de montaña en fiestas del barrio.  Actualmente los podréis encontrar en el local comunitario Karrikagune (calle Doctor Labayen N.º 17 bajo)[94]

- Dirdari Patín Club: club de patinaje que cuenta con una escuela y con equipos en todas las categorías que participan en competiciones de todos los niveles.[95]

- Club de Pescadores Deportivos Río Arga: club fundado en 1992 cuya actividad fundamental es la pesca deportiva, federada, promoción de la pesca a mosca y el respeto a las normas, los ríos y su entorno. Tiene su sede en la calle Doctor Labayen número 16.[96]

- Junta de Deportes de San Jorge: en el año 1973 un grupo de padres del colegio nacional San Jorge, ante la ausencia de un profesor de Educación Física, cubrieron dicha deficiencia y formaron una junta de deportes y varios equipos de futbito. En el año 1975, se fundó la sección de baloncesto, con equipos femeninos y masculinos y posteriormente en el año 1977 la sección de balonmano. En la actualidad con varios equipos de fútbol que militan en las diferentes ligas federadas de la Comunidad Foral, desde regional preferente hasta futbito txiki.[97]

### Instalaciones deportivas
- Aquavox San Jorge: Está situado en la carretera del Cementerio s/n. En julio de 2007 se inauguró la primera fase de lo que entonces se denominó la ciudad deportiva de San Jorge. Promovida y construida por el Ayuntamiento de Pamplona, en una primera fase se contempló la construcción de la urbanización, infraestructuras y accesos además de la construcción de tres piscinas de verano (vaso deportivo, vaso recreativo y de ocio y vaso de chapoteo) y la ordenación de una amplia zona verde y zona pavimentada con zona de asadores. Todos los espacios complementarios para el funcionamiento de las piscinas están localizados en el edificio de acceso con el siguiente programa: acceso y vestíbulo general, oficinas y control, aseos públicos, botiquín, monitor y almacenes, zonas de distribución y cuatro vestuarios. Posteriormente, en una segunda fase se amplió el complejo con dos piscinas cubiertas, una zona hidrotermal y de saunas y, por último, en una tercera fase se concluyó la dotación con un local social con bar y restaurante, gimnasio, zonas de estar y oficinas para diferentes asociaciones deportivas.[98]

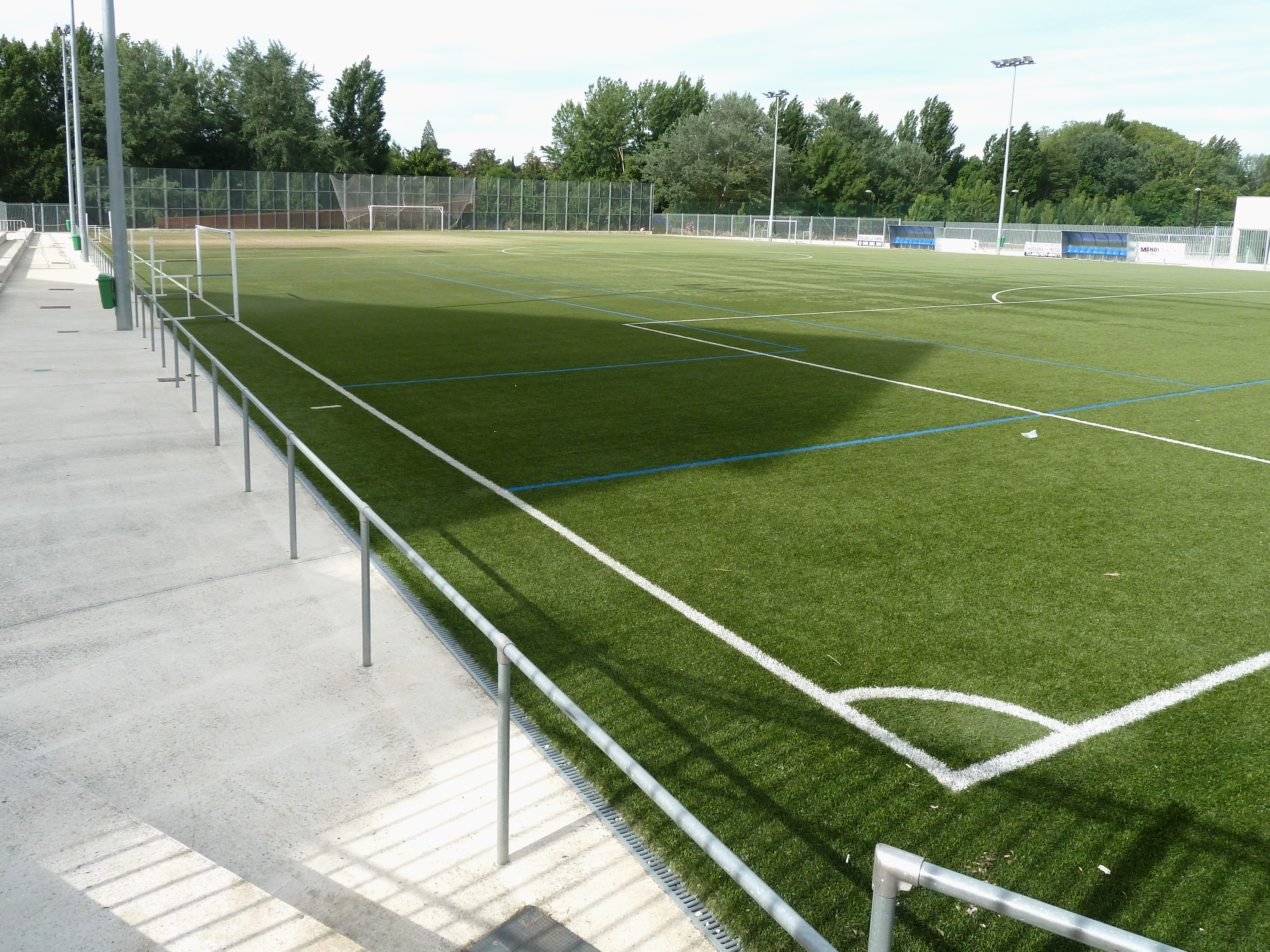
Campo de fútbol

- Campo de fútbol municipal San Jorge: Es un campo de hierba artificial con unas dimensiones de 54 × 90 metros, iluminación y grada descubierta de tres alturas. Construido en 1990 y remodelado en 2007, se destina a cubrir las necesidades de entrenamientos y desarrollo de partidos de diferentes equipos de fútbol de algunos clubes de la ciudad. Se encuentra en la avenida de San Jorge s/n[99]

- Polideportivo San Jorge: construido en el año 1986 y reformado en 2009, se encuentra dentro de las instalaciones del colegio público Sanduzelai, avenida de San Jorge número 30. Cuenta con una pista polideportiva de 42x27 m -balonmano, fútbol-sala, voleibol y baloncesto-. Dispone de iluminación pero no de gradas. En verano suele estar cerrado.[100]

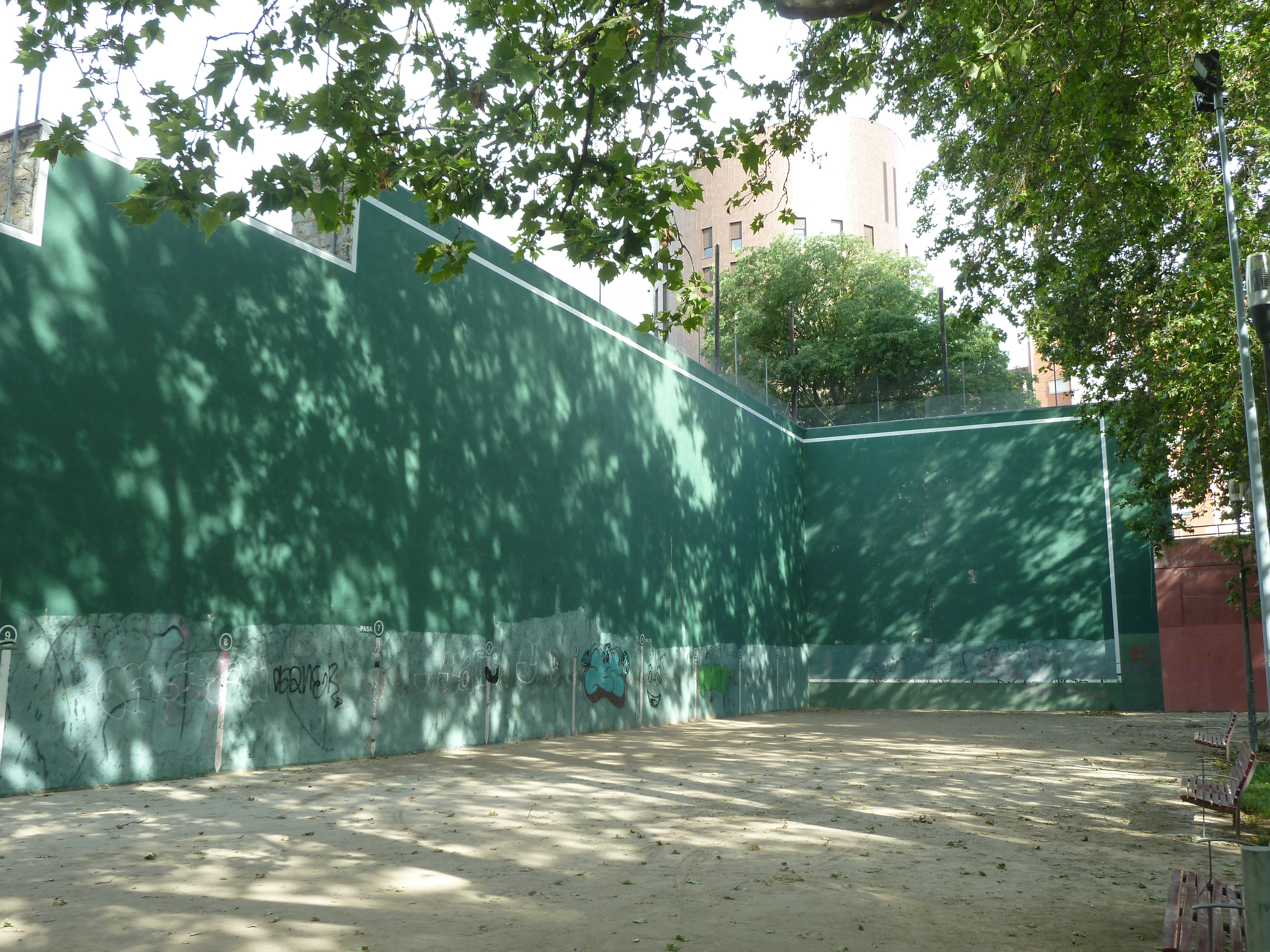
Frontón

- Frontón de la Avenida San Jorge: popularmente conocido como el frontón de Txiki, debido a que antaño formaba parte del complejo residencial del empresario Carlos Eugui, más conocido como Txiki, se trata de un frontón descubierto de 43 x 9 m, sin iluminación, ni gradas ni vestuarios, situado en la avenida de San Jorge s/n. Destinado a la práctica de la pelota, puede ser utilizado libre y gratuitamente por cualquier ciudadano que lo desee.[101]

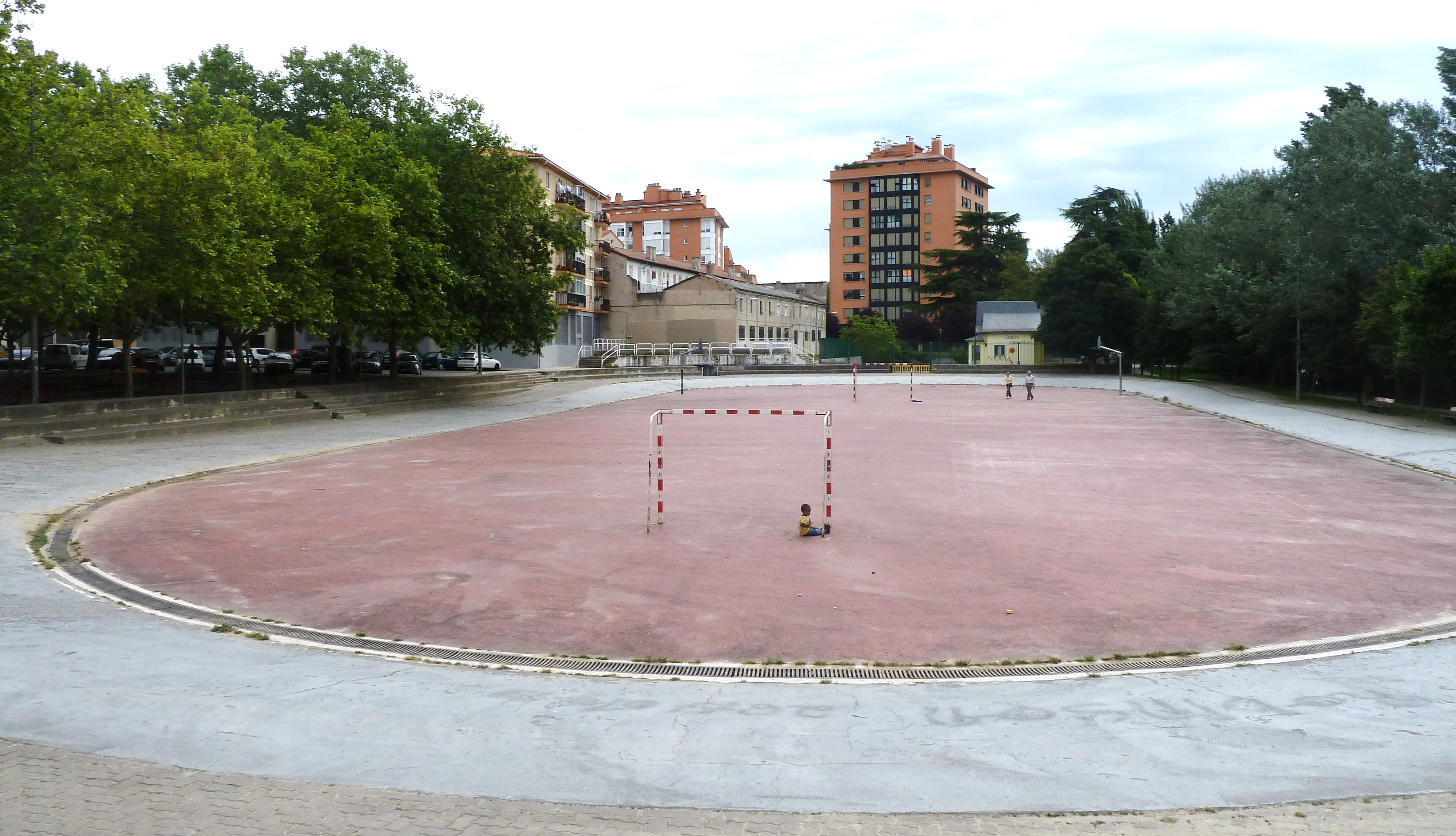
Patinódromo

- Pistas Polideportivas en Doctor Salva: Se trata de unas instalaciones al aire libre situadas en la calle Doctor Salva s/n que incluyen: patinódromo de 82x5 m, con iluminación y gradas con capacidad para 400 personas; pista polideportiva de 36x19 m -balonmano, fútbol-sala...-; pista de baloncesto de 24x12 m; y juegos infantiles. Fueron construidas en 1977, su utilización no está reglada y pueden ser utilizadas por cualquier ciudadano que lo desee.[102]

- Pistas Polideportivas de la Avenida de San Jorge (Cuatrovientos): instalaciones al aire libre situadas en Cuatrovientos que incluyen: una pista polideportiva para la práctica de balonmano, fútbol-sala, etc.; y una pista habilitada para la práctica del baloncesto. Su utilización no está reglada y pueden ser utilizadas por cualquier ciudadano que lo desee.[103]